# Плей-офф Кубка Стэнли 2022
Плей-офф Кубка Стэнли 2022 стартовал 2 мая 2022 года среди 16 команд лиги (по 8 от каждой конференции) и состоит из четырёх раундов. Первой командой попавшей в розыгрыш Кубка Стэнли стала «Флорида Пантерз», которая гарантировала себе участие в плей-офф 3 апреля. «Питтсбург Пингвинз» в 16-й раз подряд пробился в плей-офф, что является самой продолжительной действующей серией в НХЛ.
Обладателем Кубка Стэнли стал «Колорадо Эвеланш», который в финале обыграл «Тампу-Бэй Лайтнинг» в шести матчах. Самым ценным игроком плей-офф стал защитник «Эвеланш» Кейл Макар.

## Формат плей-офф
Всего в плей-офф участвуют 16 команд, по 8 от каждой конференции. Команды, занявшие первые три места в каждом из дивизионов, автоматически проходят в плей-офф. Оставшиеся четыре команды, по две из каждой конференции, добираются по очкам, получая уайлд-кард. В первом раунде победители дивизионов играют с обладателями уайлд-кард, а команды, занявшие в своих дивизионах вторые и третьи места, играют между собой. В первых двух раундах преимущество домашнего льда имеет команда, занявшая более высокое место в регулярном чемпионате. На стадии финалов конференций и финала Кубка Стэнли преимущество льда у команды, набравшей большее количество очков (или лучшей по дополнительным показателям при равенстве очков). Во втором раунде не проводится процедура перепосева команд. Каждая серия состоит максимум из семи игр и ведётся до четырёх побед, в формате Д-Д-Г-Г-Д-Г-Д.

## Посев команд в плей-офф

### Восточная конференция

#### Атлантический дивизион
1. Флорида Пантерз[2] — чемпион Атлантического дивизиона, победитель Восточной конференции[5], обладатель Президентского кубка[6] — 122 очка.
2. Торонто Мейпл Лифс[7] — 2-е место в Атлантическом дивизионе — 115 очков.
3. Тампа-Бэй Лайтнинг[8] — 3-е место в Атлантическом дивизионе — 110 очков.

#### Столичный дивизион
1. Каролина Харрикейнз[9] — чемпион Столичного дивизиона[10] — 116 очков.
2. Нью-Йорк Рейнджерс[11] — 2-е место в Столичном дивизионе — 110 очков.
3. Питтсбург Пингвинз[8] — 3-е место в Столичном дивизионе — 103 очка

#### Уайлд-кард
1. Бостон Брюинз[12] — 4-е место в Атлантическом дивизионе — 107 очков.
2. Вашингтон Кэпиталз[13] — 4-е место в Столичном дивизионе — 100 очков.

### Западная конференция

#### Центральный дивизион
1. Колорадо Эвеланш[14] — чемпион Центрального дивизиона, победитель Западной конференции[15] — 119 очков.
2. Миннесота Уайлд[16] — 2-е место в Центральном дивизионе — 113 очков.
3. Сент-Луис Блюз[17] — 3-е место в Центральном дивизионе — 109 очков.

#### Тихоокеанский дивизион
1. Калгари Флэймз[18] — чемпион Тихоокеанского дивизиона[19] — 111 очков.
2. Эдмонтон Ойлерз[20] — 2-е место в Тихоокеанском дивизионе — 104 очка.
3. Лос-Анджелес Кингз[21] — 3-е место в Тихоокеанском дивизионе — 99 очков.

#### Уайлд-кард
1. Даллас Старз[22] — 4-е место в Центральном дивизионе — 98 очков.
2. Нэшвилл Предаторз[23] — 5-е место в Центральном дивизионе — 97 очков.

## Сетка плей-офф
|  | Первый раунд          | Первый раунд | Первый раунд | Первый раунд | Первый раунд | Первый раунд | Первый раунд | Первый раунд | Первый раунд | Первый раунд |           |          | Второй раунд | Второй раунд | Второй раунд | Второй раунд | Второй раунд | Второй раунд | Второй раунд | Второй раунд | Второй раунд | Второй раунд |    |           | Финалы конференций | Финалы конференций | Финалы конференций | Финалы конференций | Финалы конференций | Финалы конференций | Финалы конференций | Финалы конференций | Финалы конференций | Финалы конференций |    |           | Финал Кубка Стэнли | Финал Кубка Стэнли | Финал Кубка Стэнли | Финал Кубка Стэнли | Финал Кубка Стэнли | Финал Кубка Стэнли | Финал Кубка Стэнли | Финал Кубка Стэнли | Финал Кубка Стэнли | Финал Кубка Стэнли |
|  |                       |              |              |              |              |              |              |              |              |              |           |          |              |              |              |              |              |              |              |              |              |              |    |           |                    |                    |                    |                    |                    |                    |                    |                    |                    |                    |    |           |                    |                    |                    |                    |                    |                    |                    |                    |                    |                    |
|  | А1                    | Флорида      | Флорида      | Флорида      | Флорида      | Флорида      | Флорида      | Флорида      | Флорида      | 4            |           |          |              |              |              |              |              |              |              |              |              |              |    |           |                    |                    |                    |                    |                    |                    |                    |                    |                    |                    |    |           |                    |                    |                    |                    |                    |                    |                    |                    |                    |                    |
|  | А1                    | Флорида      | Флорида      | Флорида      | Флорида      | Флорида      | Флорида      | Флорида      | Флорида      | 4            |           |          |              |              |              |              |              |              |              |              |              |              |    |           |                    |                    |                    |                    |                    |                    |                    |                    |                    |                    |    |           |                    |                    |                    |                    |                    |                    |                    |                    |                    |                    |
|  | УК                    | Вашингтон    | Вашингтон    | Вашингтон    | Вашингтон    | Вашингтон    | Вашингтон    | Вашингтон    | Вашингтон    | 2            |           |          |              |              |              |              |              |              |              |              |              |              |    |           |                    |                    |                    |                    |                    |                    |                    |                    |                    |                    |    |           |                    |                    |                    |                    |                    |                    |                    |                    |                    |                    |
|  | УК                    | Вашингтон    | Вашингтон    | Вашингтон    | Вашингтон    | Вашингтон    | Вашингтон    | Вашингтон    | Вашингтон    | 2            | А1        | Флорида  | Флорида      | Флорида      | Флорида      | Флорида      | Флорида      | Флорида      | Флорида      | 0            |              |              |    |           |                    |                    |                    |                    |                    |                    |                    |                    |                    |                    |    |           |                    |                    |                    |                    |                    |                    |                    |                    |                    |                    |
|  |                       |              |              |              |              |              |              |              |              |              | А1        | Флорида  | Флорида      | Флорида      | Флорида      | Флорида      | Флорида      | Флорида      | Флорида      | 0            |              |              |    |           |                    |                    |                    |                    |                    |                    |                    |                    |                    |                    |    |           |                    |                    |                    |                    |                    |                    |                    |                    |                    |                    |
|  |                       |              | А3           | Тампа-Бэй    | Тампа-Бэй    | Тампа-Бэй    | Тампа-Бэй    | Тампа-Бэй    | Тампа-Бэй    | Тампа-Бэй    | Тампа-Бэй | 4        |              |              |              |              |              |              |              |              |              |              |    |           |                    |                    |                    |                    |                    |                    |                    |                    |                    |                    |    |           |                    |                    |                    |                    |                    |                    |                    |                    |                    |                    |
|  | А2                    | Торонто      | Торонто      | Торонто      | Торонто      | Торонто      | Торонто      | Торонто      | Торонто      | Тампа-Бэй    | Тампа-Бэй | 4        | 3            |              |              |              |              |              |              |              |              |              |    |           |                    |                    |                    |                    |                    |                    |                    |                    |                    |                    |    |           |                    |                    |                    |                    |                    |                    |                    |                    |                    |                    |
|  | А2                    | Торонто      | Торонто      | Торонто      | Торонто      | Торонто      | Торонто      | Торонто      | Торонто      |              |           |          | 3            |              |              |              |              |              |              |              |              |              |    |           |                    |                    |                    |                    |                    |                    |                    |                    |                    |                    |    |           |                    |                    |                    |                    |                    |                    |                    |                    |                    |                    |
|  | А3                    | Тампа-Бэй    | Тампа-Бэй    | Тампа-Бэй    | Тампа-Бэй    | Тампа-Бэй    | Тампа-Бэй    | Тампа-Бэй    | Тампа-Бэй    | 4            |           |          |              |              |              |              |              |              |              |              |              |              |    |           |                    |                    |                    |                    |                    |                    |                    |                    |                    |                    |    |           |                    |                    |                    |                    |                    |                    |                    |                    |                    |                    |
|  | А3                    | Тампа-Бэй    | Тампа-Бэй    | Тампа-Бэй    | Тампа-Бэй    | Тампа-Бэй    | Тампа-Бэй    | Тампа-Бэй    | Тампа-Бэй    | 4            |           |          |              |              |              |              |              |              |              |              |              |              | А3 | Тампа-Бэй | Тампа-Бэй          | Тампа-Бэй          | Тампа-Бэй          | Тампа-Бэй          | Тампа-Бэй          | Тампа-Бэй          | Тампа-Бэй          | 4                  |                    |                    |    |           |                    |                    |                    |                    |                    |                    |                    |                    |                    |                    |
|  | Восточная конференция |              |              |              |              |              |              |              |              |              |           |          |              |              |              |              |              |              |              |              |              |              | А3 | Тампа-Бэй | Тампа-Бэй          | Тампа-Бэй          | Тампа-Бэй          | Тампа-Бэй          | Тампа-Бэй          | Тампа-Бэй          | Тампа-Бэй          | 4                  |                    |                    |    |           |                    |                    |                    |                    |                    |                    |                    |                    |                    |                    |
|  |                       |              | С2           | Рейнджерс    | Рейнджерс    | Рейнджерс    | Рейнджерс    | Рейнджерс    | Рейнджерс    | Рейнджерс    | Рейнджерс | 2        |              |              |              |              |              |              |              |              |              |              |    |           |                    |                    |                    |                    |                    |                    |                    |                    |                    |                    |    |           |                    |                    |                    |                    |                    |                    |                    |                    |                    |                    |
|  | С1                    | Каролина     | Каролина     | Каролина     | Каролина     | Каролина     | Каролина     | Каролина     | Каролина     | Рейнджерс    | Рейнджерс | 2        | 4            |              |              |              |              |              |              |              |              |              |    |           |                    |                    |                    |                    |                    |                    |                    |                    |                    |                    |    |           |                    |                    |                    |                    |                    |                    |                    |                    |                    |                    |
|  | С1                    | Каролина     | Каролина     | Каролина     | Каролина     | Каролина     | Каролина     | Каролина     | Каролина     |              |           |          | 4            |              |              |              |              |              |              |              |              |              |    |           |                    |                    |                    |                    |                    |                    |                    |                    |                    |                    |    |           |                    |                    |                    |                    |                    |                    |                    |                    |                    |                    |
|  | УК                    | Бостон       | Бостон       | Бостон       | Бостон       | Бостон       | Бостон       | Бостон       | Бостон       | 3            |           |          |              |              |              |              |              |              |              |              |              |              |    |           |                    |                    |                    |                    |                    |                    |                    |                    |                    |                    |    |           |                    |                    |                    |                    |                    |                    |                    |                    |                    |                    |
|  | УК                    | Бостон       | Бостон       | Бостон       | Бостон       | Бостон       | Бостон       | Бостон       | Бостон       | 3            | С1        | Каролина | Каролина     | Каролина     | Каролина     | Каролина     | Каролина     | Каролина     | Каролина     | 3            |              |              |    |           |                    |                    |                    |                    |                    |                    |                    |                    |                    |                    |    |           |                    |                    |                    |                    |                    |                    |                    |                    |                    |                    |
|  |                       |              |              |              |              |              |              |              |              |              | С1        | Каролина | Каролина     | Каролина     | Каролина     | Каролина     | Каролина     | Каролина     | Каролина     | 3            |              |              |    |           |                    |                    |                    |                    |                    |                    |                    |                    |                    |                    |    |           |                    |                    |                    |                    |                    |                    |                    |                    |                    |                    |
|  |                       |              | C2           | Рейнджерс    | Рейнджерс    | Рейнджерс    | Рейнджерс    | Рейнджерс    | Рейнджерс    | Рейнджерс    | Рейнджерс | 4        |              |              |              |              |              |              |              |              |              |              |    |           |                    |                    |                    |                    |                    |                    |                    |                    |                    |                    |    |           |                    |                    |                    |                    |                    |                    |                    |                    |                    |                    |
|  | С2                    | Рейнджерс    | Рейнджерс    | Рейнджерс    | Рейнджерс    | Рейнджерс    | Рейнджерс    | Рейнджерс    | Рейнджерс    | Рейнджерс    | Рейнджерс | 4        | 4            |              |              |              |              |              |              |              |              |              |    |           |                    |                    |                    |                    |                    |                    |                    |                    |                    |                    |    |           |                    |                    |                    |                    |                    |                    |                    |                    |                    |                    |
|  | С2                    | Рейнджерс    | Рейнджерс    | Рейнджерс    | Рейнджерс    | Рейнджерс    | Рейнджерс    | Рейнджерс    | Рейнджерс    |              |           |          | 4            |              |              |              |              |              |              |              |              |              |    |           |                    |                    |                    |                    |                    |                    |                    |                    |                    |                    |    |           |                    |                    |                    |                    |                    |                    |                    |                    |                    |                    |
|  | С3                    | Питтсбург    | Питтсбург    | Питтсбург    | Питтсбург    | Питтсбург    | Питтсбург    | Питтсбург    | Питтсбург    | 3            |           |          |              |              |              |              |              |              |              |              |              |              |    |           |                    |                    |                    |                    |                    |                    |                    |                    |                    |                    |    |           |                    |                    |                    |                    |                    |                    |                    |                    |                    |                    |
|  | С3                    | Питтсбург    | Питтсбург    | Питтсбург    | Питтсбург    | Питтсбург    | Питтсбург    | Питтсбург    | Питтсбург    | 3            |           |          |              |              |              |              |              |              |              |              |              |              |    |           |                    |                    |                    |                    |                    |                    |                    |                    |                    |                    | А3 | Тампа-Бэй | Тампа-Бэй          | Тампа-Бэй          | Тампа-Бэй          | Тампа-Бэй          | Тампа-Бэй          | Тампа-Бэй          | Тампа-Бэй          | 2                  |                    |                    |
|  |                       |              |              |              |              |              |              |              |              |              |           |          |              |              |              |              |              |              |              |              |              |              |    |           |                    |                    |                    |                    |                    |                    |                    |                    |                    |                    | А3 | Тампа-Бэй | Тампа-Бэй          | Тампа-Бэй          | Тампа-Бэй          | Тампа-Бэй          | Тампа-Бэй          | Тампа-Бэй          | Тампа-Бэй          | 2                  |                    |                    |
|  |                       |              | Ц1           | Колорадо     | Колорадо     | Колорадо     | Колорадо     | Колорадо     | Колорадо     | Колорадо     | Колорадо  | 4        |              |              |              |              |              |              |              |              |              |              |    |           |                    |                    |                    |                    |                    |                    |                    |                    |                    |                    |    |           |                    |                    |                    |                    |                    |                    |                    |                    |                    |                    |
|  | Ц1                    | Колорадо     | Колорадо     | Колорадо     | Колорадо     | Колорадо     | Колорадо     | Колорадо     | Колорадо     | Колорадо     | Колорадо  | 4        | 4            |              |              |              |              |              |              |              |              |              |    |           |                    |                    |                    |                    |                    |                    |                    |                    |                    |                    |    |           |                    |                    |                    |                    |                    |                    |                    |                    |                    |                    |
|  | Ц1                    | Колорадо     | Колорадо     | Колорадо     | Колорадо     | Колорадо     | Колорадо     | Колорадо     | Колорадо     |              |           |          | 4            |              |              |              |              |              |              |              |              |              |    |           |                    |                    |                    |                    |                    |                    |                    |                    |                    |                    |    |           |                    |                    |                    |                    |                    |                    |                    |                    |                    |                    |
|  | УК                    | Нэшвилл      | Нэшвилл      | Нэшвилл      | Нэшвилл      | Нэшвилл      | Нэшвилл      | Нэшвилл      | Нэшвилл      | 0            |           |          |              |              |              |              |              |              |              |              |              |              |    |           |                    |                    |                    |                    |                    |                    |                    |                    |                    |                    |    |           |                    |                    |                    |                    |                    |                    |                    |                    |                    |                    |
|  | УК                    | Нэшвилл      | Нэшвилл      | Нэшвилл      | Нэшвилл      | Нэшвилл      | Нэшвилл      | Нэшвилл      | Нэшвилл      | 0            | Ц1        | Колорадо | Колорадо     | Колорадо     | Колорадо     | Колорадо     | Колорадо     | Колорадо     | Колорадо     | 4            |              |              |    |           |                    |                    |                    |                    |                    |                    |                    |                    |                    |                    |    |           |                    |                    |                    |                    |                    |                    |                    |                    |                    |                    |
|  |                       |              |              |              |              |              |              |              |              |              | Ц1        | Колорадо | Колорадо     | Колорадо     | Колорадо     | Колорадо     | Колорадо     | Колорадо     | Колорадо     | 4            |              |              |    |           |                    |                    |                    |                    |                    |                    |                    |                    |                    |                    |    |           |                    |                    |                    |                    |                    |                    |                    |                    |                    |                    |
|  |                       |              | Ц3           | Сент-Луис    | Сент-Луис    | Сент-Луис    | Сент-Луис    | Сент-Луис    | Сент-Луис    | Сент-Луис    | Сент-Луис | 2        |              |              |              |              |              |              |              |              |              |              |    |           |                    |                    |                    |                    |                    |                    |                    |                    |                    |                    |    |           |                    |                    |                    |                    |                    |                    |                    |                    |                    |                    |
|  | Ц2                    | Миннесота    | Миннесота    | Миннесота    | Миннесота    | Миннесота    | Миннесота    | Миннесота    | Миннесота    | Сент-Луис    | Сент-Луис | 2        | 2            |              |              |              |              |              |              |              |              |              |    |           |                    |                    |                    |                    |                    |                    |                    |                    |                    |                    |    |           |                    |                    |                    |                    |                    |                    |                    |                    |                    |                    |
|  | Ц2                    | Миннесота    | Миннесота    | Миннесота    | Миннесота    | Миннесота    | Миннесота    | Миннесота    | Миннесота    |              |           |          | 2            |              |              |              |              |              |              |              |              |              |    |           |                    |                    |                    |                    |                    |                    |                    |                    |                    |                    |    |           |                    |                    |                    |                    |                    |                    |                    |                    |                    |                    |
|  | Ц3                    | Сент-Луис    | Сент-Луис    | Сент-Луис    | Сент-Луис    | Сент-Луис    | Сент-Луис    | Сент-Луис    | Сент-Луис    | 4            |           |          |              |              |              |              |              |              |              |              |              |              |    |           |                    |                    |                    |                    |                    |                    |                    |                    |                    |                    |    |           |                    |                    |                    |                    |                    |                    |                    |                    |                    |                    |
|  | Ц3                    | Сент-Луис    | Сент-Луис    | Сент-Луис    | Сент-Луис    | Сент-Луис    | Сент-Луис    | Сент-Луис    | Сент-Луис    | 4            |           |          |              |              |              |              |              |              |              |              |              |              | Ц1 | Колорадо  | Колорадо           | Колорадо           | Колорадо           | Колорадо           | Колорадо           | Колорадо           | Колорадо           | 4                  |                    |                    |    |           |                    |                    |                    |                    |                    |                    |                    |                    |                    |                    |
|  | Западная конференция  |              |              |              |              |              |              |              |              |              |           |          |              |              |              |              |              |              |              |              |              |              | Ц1 | Колорадо  | Колорадо           | Колорадо           | Колорадо           | Колорадо           | Колорадо           | Колорадо           | Колорадо           | 4                  |                    |                    |    |           |                    |                    |                    |                    |                    |                    |                    |                    |                    |                    |
|  |                       |              | Т2           | Эдмонтон     | Эдмонтон     | Эдмонтон     | Эдмонтон     | Эдмонтон     | Эдмонтон     | Эдмонтон     | Эдмонтон  | 0        |              |              |              |              |              |              |              |              |              |              |    |           |                    |                    |                    |                    |                    |                    |                    |                    |                    |                    |    |           |                    |                    |                    |                    |                    |                    |                    |                    |                    |                    |
|  | Т1                    | Калгари      | Калгари      | Калгари      | Калгари      | Калгари      | Калгари      | Калгари      | Калгари      | Эдмонтон     | Эдмонтон  | 0        | 4            |              |              |              |              |              |              |              |              |              |    |           |                    |                    |                    |                    |                    |                    |                    |                    |                    |                    |    |           |                    |                    |                    |                    |                    |                    |                    |                    |                    |                    |
|  | Т1                    | Калгари      | Калгари      | Калгари      | Калгари      | Калгари      | Калгари      | Калгари      | Калгари      |              |           |          | 4            |              |              |              |              |              |              |              |              |              |    |           |                    |                    |                    |                    |                    |                    |                    |                    |                    |                    |    |           |                    |                    |                    |                    |                    |                    |                    |                    |                    |                    |
|  | УК                    | Даллас       | Даллас       | Даллас       | Даллас       | Даллас       | Даллас       | Даллас       | Даллас       | 3            |           |          |              |              |              |              |              |              |              |              |              |              |    |           |                    |                    |                    |                    |                    |                    |                    |                    |                    |                    |    |           |                    |                    |                    |                    |                    |                    |                    |                    |                    |                    |
|  | УК                    | Даллас       | Даллас       | Даллас       | Даллас       | Даллас       | Даллас       | Даллас       | Даллас       | 3            | Т1        | Калгари  | Калгари      | Калгари      | Калгари      | Калгари      | Калгари      | Калгари      | Калгари      | 1            |              |              |    |           |                    |                    |                    |                    |                    |                    |                    |                    |                    |                    |    |           |                    |                    |                    |                    |                    |                    |                    |                    |                    |                    |
|  |                       |              |              |              |              |              |              |              |              |              | Т1        | Калгари  | Калгари      | Калгари      | Калгари      | Калгари      | Калгари      | Калгари      | Калгари      | 1            |              |              |    |           |                    |                    |                    |                    |                    |                    |                    |                    |                    |                    |    |           |                    |                    |                    |                    |                    |                    |                    |                    |                    |                    |
|  |                       |              | Т2           | Эдмонтон     | Эдмонтон     | Эдмонтон     | Эдмонтон     | Эдмонтон     | Эдмонтон     | Эдмонтон     | Эдмонтон  | 4        |              |              |              |              |              |              |              |              |              |              |    |           |                    |                    |                    |                    |                    |                    |                    |                    |                    |                    |    |           |                    |                    |                    |                    |                    |                    |                    |                    |                    |                    |
|  | Т2                    | Эдмонтон     | Эдмонтон     | Эдмонтон     | Эдмонтон     | Эдмонтон     | Эдмонтон     | Эдмонтон     | Эдмонтон     | Эдмонтон     | Эдмонтон  | 4        | 4            |              |              |              |              |              |              |              |              |              |    |           |                    |                    |                    |                    |                    |                    |                    |                    |                    |                    |    |           |                    |                    |                    |                    |                    |                    |                    |                    |                    |                    |
|  | Т2                    | Эдмонтон     | Эдмонтон     | Эдмонтон     | Эдмонтон     | Эдмонтон     | Эдмонтон     | Эдмонтон     | Эдмонтон     |              |           |          | 4            |              |              |              |              |              |              |              |              |              |    |           |                    |                    |                    |                    |                    |                    |                    |                    |                    |                    |    |           |                    |                    |                    |                    |                    |                    |                    |                    |                    |                    |
|  | Т3                    | Лос-Анджелес | Лос-Анджелес | Лос-Анджелес | Лос-Анджелес | Лос-Анджелес | Лос-Анджелес | Лос-Анджелес | Лос-Анджелес | 3            |           |          |              |              |              |              |              |              |              |              |              |              |    |           |                    |                    |                    |                    |                    |                    |                    |                    |                    |                    |    |           |                    |                    |                    |                    |                    |                    |                    |                    |                    |                    |

## Первый раунд
Начало матчей указано по Североамериканскому восточному времени (UTC-4).

### Восточная конференция

#### «Флорида Пантерз» (А1) — «Вашингтон Кэпиталз» (УК2)
Первая встреча «Флориды» и «Вашингтона» в матчах розыгрыша Кубка Стэнли. В регулярном чемпионате 2021/22 «Пантерз» выиграли у «Кэпиталз» два матча из трёх.
«Флорида Пантерз» победила в серии со счётом 4-2. Самым результативным игроком серии стал нападающий «Пантерз» Картер Верхеги, который в шести матчах набрал 12 очков. «Флорида» выиграла свою первую серию плей-офф с 1996 года.
| 3 мая 19:30 | Флорида Пантерз | 2 : 4 (1:1, 1:0, 0:3) | Вашингтон Кэпиталз | FLA Live-арена Зрителей: 19 678 |

| Отчёт                                                                    | Отчёт                           | Отчёт | Отчёт         | Отчёт                                                                        |
| ------------------------------------------------------------------------ | ------------------------------- | --- | ------------- | ---------------------------------------------------------------------------- |
|                                                                          |                                 | |               |                                                                              |
|                                                                          | Сергей Бобровский               | Вратари | Витек Ванечек | Судьи: Джон Макайзек Эрик Фурлатт Линейные судьи: Райан Гиббонс Брэд Ковачик |
|                                                                          | Голы:                           | |               | Судьи: Джон Макайзек Эрик Фурлатт Линейные судьи: Райан Гиббонс Брэд Ковачик |
| Сэм Беннетт — 17:55 (Р. Гудас, К. Верхеги) Клод Жиру — 20:43 (Б. Монтур) | 0 : 1 : 1 2 : 1 2 : 2 : 3 2 : 4 | 03:47 — Том Уилсон (бол.) (Э. Манта, Дж. Шульц) 48:14 — Евгений Кузнецов (А. Овечкин) 50:37 — Ти Джей Оши (Н. Бекстрём, Д. Орлов) 59:11 — Ларс Эллер (п.в.) |               | Судьи: Джон Макайзек Эрик Фурлатт Линейные судьи: Райан Гиббонс Брэд Ковачик |
|                                                                          |                                 | |               | Судьи: Джон Макайзек Эрик Фурлатт Линейные судьи: Райан Гиббонс Брэд Ковачик |
|                                                                          |                                 | |               | Судьи: Джон Макайзек Эрик Фурлатт Линейные судьи: Райан Гиббонс Брэд Ковачик |
|                                                                          |                                 | |               | Судьи: Джон Макайзек Эрик Фурлатт Линейные судьи: Райан Гиббонс Брэд Ковачик |
| 10 мин                                                                   | Штраф                           | 8 мин |               | Судьи: Джон Макайзек Эрик Фурлатт Линейные судьи: Райан Гиббонс Брэд Ковачик |
|                                                                          |                                 | |               |                                                                              |
|                                                                          | 32                              | Броски | 38            |                                                                              |

| 5 мая 19:30 | Флорида Пантерз | 5 : 1 (2:0, 3:1, 0:0) | Вашингтон Кэпиталз | FLA Live-арена Зрителей: 19 636 |

| Отчёт | Отчёт                               | Отчёт                                                    | Отчёт                                                   | Отчёт                                                                         |
| --- | ----------------------------------- | -------------------------------------------------------- | ------------------------------------------------------- | ----------------------------------------------------------------------------- |
| |                                     |                                                          |                                                         |                                                                               |
| | Сергей Бобровский                   | Вратари                                                  | 00:00-40:00 — Витек Ванечек 40:00-60:00 — Илья Самсонов | Судьи: Кевин Поллок Ти Джей Лаксмор Линейные судьи: Скотт Черри Либор Суханек |
| | Голы:                               |                                                          |                                                         | Судьи: Кевин Поллок Ти Джей Лаксмор Линейные судьи: Скотт Черри Либор Суханек |
| Аарон Экблад — 16:20 (А. Барков) Александр Барков — 17:58 (Дж. Юбердо, Э. Дюклер) Мейсон Марчмент — 23:11 (Б. Монтур, К. Жиру) Антон Лунделль — 35:24 (С. Райнхарт, К. Верхеги) Картер Верхеги — 37:32 (Р. Гудаш, Г. Форслинг) | 1 : 0 2 : 0 2 : 1 3 : 1 4 : 1 5 : 1 | 22:44 — Никлас Бекстрём (бол.) (А. Овечкин, Дж. Карлсон) |                                                         | Судьи: Кевин Поллок Ти Джей Лаксмор Линейные судьи: Скотт Черри Либор Суханек |
| |                                     |                                                          |                                                         | Судьи: Кевин Поллок Ти Джей Лаксмор Линейные судьи: Скотт Черри Либор Суханек |
| |                                     |                                                          |                                                         | Судьи: Кевин Поллок Ти Джей Лаксмор Линейные судьи: Скотт Черри Либор Суханек |
| |                                     |                                                          |                                                         | Судьи: Кевин Поллок Ти Джей Лаксмор Линейные судьи: Скотт Черри Либор Суханек |
| 8 мин | Штраф                               | 20 мин                                                   |                                                         | Судьи: Кевин Поллок Ти Джей Лаксмор Линейные судьи: Скотт Черри Либор Суханек |
| |                                     |                                                          |                                                         |                                                                               |
| | 36                                  | Броски                                                   | 27                                                      |                                                                               |

| 7 мая 13:00 | Вашингтон Кэпиталз | 6 : 1 (1:1, 2:0, 3:0) | Флорида Пантерз | Кэпитал Уан-арена Зрителей: 18 573 |

| Отчёт | Отчёт                                   | Отчёт                                          | Отчёт             | Отчёт                                                                      |
| --- | --------------------------------------- | ---------------------------------------------- | ----------------- | -------------------------------------------------------------------------- |
| |                                         |                                                |                   |                                                                            |
| | Илья Самсонов                           | Вратари                                        | Сергей Бобровский | Судьи: Брайан Покмара Дэн О’Рурк Линейные судьи: Мэтт Макферсон Эндрю Смит |
| | Голы:                                   |                                                |                   | Судьи: Брайан Покмара Дэн О’Рурк Линейные судьи: Мэтт Макферсон Эндрю Смит |
| Ти Джей Оши (бол.) — 19:34 (А. Овечкин, Дж. Карлсон) Маркус Юханссон — 29:51 (Э. Манта, Н. Бекстрём) Тревор Ван Римсдайк — 38:49 (М. Юханссон, Н. Бекстрём) Александр Овечкин (бол.) — 40:25 (К. Шири, Э. Манта) Джон Карлсон (п.в.) — 55:40 (Л. Эллер) Гарнет Хэтэуэй — 59:18 (Ю. Ларссон, Н. Дауд) | 0 : 1 : 1 2 : 1 3 : 1 4 : 1 5 : 1 6 : 1 | 02:45 — Джонатан Юбердо (Э. Дюклер, А. Экблад) |                   | Судьи: Брайан Покмара Дэн О’Рурк Линейные судьи: Мэтт Макферсон Эндрю Смит |
| |                                         |                                                |                   | Судьи: Брайан Покмара Дэн О’Рурк Линейные судьи: Мэтт Макферсон Эндрю Смит |
| |                                         |                                                |                   | Судьи: Брайан Покмара Дэн О’Рурк Линейные судьи: Мэтт Макферсон Эндрю Смит |
| |                                         |                                                |                   | Судьи: Брайан Покмара Дэн О’Рурк Линейные судьи: Мэтт Макферсон Эндрю Смит |
| 8 мин | Штраф                                   | 14 мин                                         |                   | Судьи: Брайан Покмара Дэн О’Рурк Линейные судьи: Мэтт Макферсон Эндрю Смит |
| |                                         |                                                |                   |                                                                            |
| | 31                                      | Броски                                         | 30                |                                                                            |

| 9 мая 19:00 | Вашингтон Кэпиталз | 2 : 3 (ОТ) (1:1, 0:0, 1:1, 0:1) | Флорида Пантерз | Кэпитал Уан-арена Зрителей: 18 573 |

| Отчёт                                                                                       | Отчёт                       | Отчёт | Отчёт             | Отчёт                                                                 |
| ------------------------------------------------------------------------------------------- | --------------------------- | --- | ----------------- | --------------------------------------------------------------------- |
|                                                                                             |                             | |                   |                                                                       |
|                                                                                             | Илья Самсонов               | Вратари | Сергей Бобровский | Судьи: Стив Козари Кайл Реман Линейные судьи: Стив Бартон Райан Дэйзи |
|                                                                                             | Голы:                       | |                   | Судьи: Стив Козари Кайл Реман Линейные судьи: Стив Бартон Райан Дэйзи |
| Ти Джей Оши (бол.) — 07:15 (Дж. Карлсон, Н. Бекстрём) Евгений Кузнецов — 49:31 (А. Овечкин) | 1 : 0 1 : 1 2 : 1 2 : 2 : 3 | 14:08 — Картер Верхеги (А. Экблад) 57:56 — Сэм Райнхарт (Дж. Юбердо, А. Барков) 64:57 — Картер Верхеги (С. Беннетт, А. Экблад) |                   | Судьи: Стив Козари Кайл Реман Линейные судьи: Стив Бартон Райан Дэйзи |
|                                                                                             |                             | |                   | Судьи: Стив Козари Кайл Реман Линейные судьи: Стив Бартон Райан Дэйзи |
|                                                                                             |                             | |                   | Судьи: Стив Козари Кайл Реман Линейные судьи: Стив Бартон Райан Дэйзи |
|                                                                                             |                             | |                   | Судьи: Стив Козари Кайл Реман Линейные судьи: Стив Бартон Райан Дэйзи |
| 12 мин                                                                                      | Штраф                       | 14 мин |                   | Судьи: Стив Козари Кайл Реман Линейные судьи: Стив Бартон Райан Дэйзи |
|                                                                                             |                             | |                   |                                                                       |
|                                                                                             | 16                          | Броски | 32                |                                                                       |

| 11 мая 19:30 | Флорида Пантерз | 5 : 3 (0:1, 3:2, 2:0) | Вашингтон Кэпиталз | FLA Live-арена Зрителей: 20 023 |

| Отчёт | Отчёт                                           | Отчёт | Отчёт         | Отчёт                                                                      |
| --- | ----------------------------------------------- | --- | ------------- | -------------------------------------------------------------------------- |
| |                                                 | |               |                                                                            |
| | Сергей Бобровский                               | Вратари | Илья Самсонов | Судьи: Грэм Скиллитер Крис Руни Линейные судьи: Райан Гэллоуэй Марк Шевчик |
| | Голы:                                           | |               | Судьи: Грэм Скиллитер Крис Руни Линейные судьи: Райан Гэллоуэй Марк Шевчик |
| Картер Верхеги — 26:50 (А. Барков, К. Жиру) Патрик Хёрнквист — 32:27 (К. Верхеги) Сэм Райнхарт — 34:41 (К. Верхеги, С. Беннетт) Картер Верхеги — 43:04 (А. Барков) Клод Жиру — 55:55 (К. Верхеги, Г. Форслинг) | 0 : 1 0 : 2 0 : 3 1 : 3 2 : 3 3 : 3 4 : 3 5 : 3 | 07:09 — Ти Джей Оши (бол.) (Дж. Карлсон, Е. Кузнецов) 22:13 — Джастин Шульц (Л. Эллер, А. Овечкин) 23:38 — Ти Джей Оши (Е. Кузнецов, К. Макмайкл) |               | Судьи: Грэм Скиллитер Крис Руни Линейные судьи: Райан Гэллоуэй Марк Шевчик |
| |                                                 | |               | Судьи: Грэм Скиллитер Крис Руни Линейные судьи: Райан Гэллоуэй Марк Шевчик |
| |                                                 | |               | Судьи: Грэм Скиллитер Крис Руни Линейные судьи: Райан Гэллоуэй Марк Шевчик |
| |                                                 | |               | Судьи: Грэм Скиллитер Крис Руни Линейные судьи: Райан Гэллоуэй Марк Шевчик |
| 11 мин | Штраф                                           | 11 мин |               | Судьи: Грэм Скиллитер Крис Руни Линейные судьи: Райан Гэллоуэй Марк Шевчик |
| |                                                 | |               |                                                                            |
| | 38                                              | Броски | 33            |                                                                            |

| 13 мая 19:00 | Вашингтон Кэпиталз | 3 : 4 (ОТ) (0:0, 1:1, 2:2, 0:1) | Флорида Пантерз | Кэпитал Уан-арена Зрителей: 18 573 |

| Отчёт | Отчёт                                 | Отчёт | Отчёт             | Отчёт                                                                       |
| --- | ------------------------------------- | --- | ----------------- | --------------------------------------------------------------------------- |
| |                                       | |                   |                                                                             |
| | Илья Самсонов                         | Вратари | Сергей Бобровский | Судьи: Горд Дуайер Франсуа Сан-Лоран Линейные судьи: Стив Бартон Девин Берг |
| | Голы:                                 | |                   | Судьи: Горд Дуайер Франсуа Сан-Лоран Линейные судьи: Стив Бартон Девин Берг |
| Ник Дауд — 23:44 (Г. Хэтэуэй, Ю. Ларссон) Никлас Бекстрём — 41:37 (Дж. Шульц, Т. Ван Римсдайк) Ти Джей Оши (бол.) — 58:57 (Э. Манта, Е. Кузнецов) | 1 : 0 1 : 1 2 : 1 2 : 2 : 3 : 3 3 : 4 | 26:13 — Райан Ломберг (П. Хёрнквист, Э. Луостаринен) 48:18 — Клод Жиру (А. Экблад, К. Верхеги) 54:17 — Александр Барков (К. Жиру, М. Уигер) 62:46 — Картер Верхеги (К. Жиру, Б. Шарот) |                   | Судьи: Горд Дуайер Франсуа Сан-Лоран Линейные судьи: Стив Бартон Девин Берг |
| |                                       | |                   | Судьи: Горд Дуайер Франсуа Сан-Лоран Линейные судьи: Стив Бартон Девин Берг |
| |                                       | |                   | Судьи: Горд Дуайер Франсуа Сан-Лоран Линейные судьи: Стив Бартон Девин Берг |
| |                                       | |                   | Судьи: Горд Дуайер Франсуа Сан-Лоран Линейные судьи: Стив Бартон Девин Берг |
| 6 мин | Штраф                                 | 10 мин |                   | Судьи: Горд Дуайер Франсуа Сан-Лоран Линейные судьи: Стив Бартон Девин Берг |
| |                                       | |                   |                                                                             |
| | 37                                    | Броски | 31                |                                                                             |

#### «Торонто Мейпл Лифс» (А2) — «Тампа-Бэй Лайтнинг» (А3)
Никогда ранее эти две команды не встречались в плей-офф. В регулярном чемпионате сезона 2021/22 клубы провели четыре очных встречи, в которых одержали по две победы.
«Тампа» победила в серии со счётом 4-3. Самым результативным игроком серии стал нападающий «Мейпл Лифс» Остон Мэттьюс, который в семи матчах набрал 9 очков.
| 2 мая 19:30 | Торонто Мейпл Лифс | 5 : 0 (1:0, 3:0, 1:0) | Тампа-Бэй Лайтнинг | Скоушабэнк-арена Зрителей: 19 338 |

| Отчёт | Отчёт                         | Отчёт   | Отчёт              | Отчёт                                                                      |
| --- | ----------------------------- | ------- | ------------------ | -------------------------------------------------------------------------- |
| |                               |         |                    |                                                                            |
| | Джек Кэмпбелл                 | Вратари | Андрей Василевский | Судьи: Брайан Покмара Дэн О’Рурк Линейные судьи: Либор Суханек Скотт Черри |
| | Голы:                         |         |                    | Судьи: Брайан Покмара Дэн О’Рурк Линейные судьи: Либор Суханек Скотт Черри |
| Джейк Маззин — 18:19 (О. Каше, И. Михеев) Остон Мэттьюс (бол.) — 26:18 (М. Марнер, Дж. Таварес) Давид Кампф (мен.) — 29:27 (М. Марнер) Митч Марнер — 36:39 (М. Райлли, О. Мэттьюс) Остон Мэттьюс — 48:16 (О. Каше, М. Райлли) | 1 : 0 2 : 0 3 : 0 4 : 0 5 : 0 |         |                    | Судьи: Брайан Покмара Дэн О’Рурк Линейные судьи: Либор Суханек Скотт Черри |
| |                               |         |                    | Судьи: Брайан Покмара Дэн О’Рурк Линейные судьи: Либор Суханек Скотт Черри |
| |                               |         |                    | Судьи: Брайан Покмара Дэн О’Рурк Линейные судьи: Либор Суханек Скотт Черри |
| |                               |         |                    | Судьи: Брайан Покмара Дэн О’Рурк Линейные судьи: Либор Суханек Скотт Черри |
| 62 мин | Штраф                         | 51 мин  |                    | Судьи: Брайан Покмара Дэн О’Рурк Линейные судьи: Либор Суханек Скотт Черри |
| |                               |         |                    |                                                                            |
| | 33                            | Броски  | 24                 |                                                                            |

| 4 мая 19:30 | Торонто Мейпл Лифс | 3 : 5 (0:1, 1:2, 2:2) | Тампа-Бэй Лайтнинг | Скоушабэнк-арена Зрителей: 19 135 |

| Отчёт | Отчёт                                           | Отчёт | Отчёт              | Отчёт                                                                        |
| --- | ----------------------------------------------- | --- | ------------------ | ---------------------------------------------------------------------------- |
| |                                                 | |                    |                                                                              |
| | Джек Кэмпбелл                                   | Вратари | Андрей Василевский | Судьи: Франсуа Сан-Лоран Горд Дуайер Линейные судьи: Стив Бартон Райан Дэйзи |
| | Голы:                                           | |                    | Судьи: Франсуа Сан-Лоран Горд Дуайер Линейные судьи: Стив Бартон Райан Дэйзи |
| Майкл Бантинг — 27:47 (М. Марнер, О. Мэттьюс) Митч Марнер — 51:53 (Дж. Маззин, О. Мэттьюс) Александр Керфут (мен.) — 55:43 (Ти Джей Броди) | 0 : 1 0 : 2 1 : 2 1 : 3 1 : 4 1 : 5 2 : 5 3 : 5 | 19:57 — Виктор Хедман (бол.) (А. Киллорн) 22:21 — Кори Перри (В. Хедман) 29:57 — Никита Кучеров (бол.) (В. Хедман, С. Стэмкос) 41:33 — Брэндон Хэйгел (Н. Пол, Н. Кучеров) 45:38 — Брэйден Пойнт (бол.) (Н. Кучеров, В. Хедман) |                    | Судьи: Франсуа Сан-Лоран Горд Дуайер Линейные судьи: Стив Бартон Райан Дэйзи |
| |                                                 | |                    | Судьи: Франсуа Сан-Лоран Горд Дуайер Линейные судьи: Стив Бартон Райан Дэйзи |
| |                                                 | |                    | Судьи: Франсуа Сан-Лоран Горд Дуайер Линейные судьи: Стив Бартон Райан Дэйзи |
| |                                                 | |                    | Судьи: Франсуа Сан-Лоран Горд Дуайер Линейные судьи: Стив Бартон Райан Дэйзи |
| 14 мин | Штраф                                           | 8 мин |                    | Судьи: Франсуа Сан-Лоран Горд Дуайер Линейные судьи: Стив Бартон Райан Дэйзи |
| |                                                 | |                    |                                                                              |
| | 34                                              | Броски | 34                 |                                                                              |

| 6 мая 19:30 | Тампа-Бэй Лайтнинг | 2 : 5 (0:2, 1:1, 1:2) | Торонто Мейпл Лифс | Амали-арена Зрителей: 19 092 |

| Отчёт                                                                                             | Отчёт                                     | Отчёт | Отчёт         | Отчёт                                                                      |
| ------------------------------------------------------------------------------------------------- | ----------------------------------------- | --- | ------------- | -------------------------------------------------------------------------- |
|                                                                                                   |                                           | |               |                                                                            |
|                                                                                                   | Андрей Василевский                        | Вратари | Джек Кэмпбелл | Судьи: Крис Ли Фредерик Л’Экюйе Линейные судьи: Марк Шевчик Райан Гэллоуэй |
|                                                                                                   | Голы:                                     | |               | Судьи: Крис Ли Фредерик Л’Экюйе Линейные судьи: Марк Шевчик Райан Гэллоуэй |
| Росс Колтон (бол.) — 31:03 (М. Сергачёв, О. Палат) Ондржей Палат — 45:43 (А. Киллорн, Р. Макдона) | 0 : 1 0 : 2 0 : 3 1 : 3 2 : 3 2 : 4 2 : 5 | 04:54 — Морган Райлли (бол.) (М. Бантинг, М. Марнер) 09:44 — Колин Блэкуэлл (И. Любушкин, П. Энгвалл) 25:52 — Давид Кампф 58:20 — Илья Михеев (п.в.) (П. Энгвалл) 59:55 — Илья Михеев (п.в.) (П. Энгвалл) |               | Судьи: Крис Ли Фредерик Л’Экюйе Линейные судьи: Марк Шевчик Райан Гэллоуэй |
|                                                                                                   |                                           | |               | Судьи: Крис Ли Фредерик Л’Экюйе Линейные судьи: Марк Шевчик Райан Гэллоуэй |
|                                                                                                   |                                           | |               | Судьи: Крис Ли Фредерик Л’Экюйе Линейные судьи: Марк Шевчик Райан Гэллоуэй |
|                                                                                                   |                                           | |               | Судьи: Крис Ли Фредерик Л’Экюйе Линейные судьи: Марк Шевчик Райан Гэллоуэй |
| 10 мин                                                                                            | Штраф                                     | 6 мин |               | Судьи: Крис Ли Фредерик Л’Экюйе Линейные судьи: Марк Шевчик Райан Гэллоуэй |
|                                                                                                   |                                           | |               |                                                                            |
|                                                                                                   | 34                                        | Броски | 36            |                                                                            |

| 8 мая 19:00 | Тампа-Бэй Лайтнинг | 7 : 3 (3:0, 2:0, 2:3) | Торонто Мейпл Лифс | Амали-арена Зрителей: 19 092 |

| Отчёт | Отчёт                                                       | Отчёт | Отчёт                                                    | Отчёт                                                                          |
| --- | ----------------------------------------------------------- | --- | -------------------------------------------------------- | ------------------------------------------------------------------------------ |
| |                                                             | |                                                          |                                                                                |
| | Андрей Василевский                                          | Вратари | 00:00-26:49 — Джек Кэмпбелл 26:49-60:00 — Эрик Челльгрен | Судьи: Ти Джей Лаксмор Кевин Поллок Линейные судьи: Марк Шевчик Райан Гэллоуэй |
| | Голы:                                                       | |                                                          | Судьи: Ти Джей Лаксмор Кевин Поллок Линейные судьи: Марк Шевчик Райан Гэллоуэй |
| Стивен Стэмкос — 01:00 (Н. Кучеров, В. Хедман) Пьер-Эдуар Белльмар — 05:20 Патрик Марун — 07:58 (М. Сергачёв, В. Хедман) Росс Колтон — 23:17 (Б. Хэйгел, К. Фут) Кори Перри (бол.) — 25:25 (Н. Кучеров, Б. Пойнт) Ондржей Палат (п.в.) — 54:40 Росс Колтон (п.в.) — 57:44 (Б. Хэйгел, Р. Макдона) | 1 : 0 2 : 0 3 : 0 4 : 0 5 : 0 5 : 1 5 : 2 6 : 2 6 : 3 7 : 3 | 42:27 — Вильям Нюландер (бол.) (О. Мэттьюс, М. Райлли) 52:01 — Вильям Нюландер (Дж. Таварес) 55:41 — Джейк Маззин (Ти Джей Броди, К. Блэкуэлл) |                                                          | Судьи: Ти Джей Лаксмор Кевин Поллок Линейные судьи: Марк Шевчик Райан Гэллоуэй |
| |                                                             | |                                                          | Судьи: Ти Джей Лаксмор Кевин Поллок Линейные судьи: Марк Шевчик Райан Гэллоуэй |
| |                                                             | |                                                          | Судьи: Ти Джей Лаксмор Кевин Поллок Линейные судьи: Марк Шевчик Райан Гэллоуэй |
| |                                                             | |                                                          | Судьи: Ти Джей Лаксмор Кевин Поллок Линейные судьи: Марк Шевчик Райан Гэллоуэй |
| 22 мин | Штраф                                                       | 30 мин |                                                          | Судьи: Ти Джей Лаксмор Кевин Поллок Линейные судьи: Марк Шевчик Райан Гэллоуэй |
| |                                                             | |                                                          |                                                                                |
| | 28                                                          | Броски | 25                                                       |                                                                                |

| 10 мая 19:30 | Торонто Мейпл Лифс | 4 : 3 (0:2, 1:0, 3:1) | Тампа-Бэй Лайтнинг | Скоушабэнк-арена Зрителей: 19 434 |

| Отчёт | Отчёт                                     | Отчёт | Отчёт              | Отчёт                                                                    |
| --- | ----------------------------------------- | --- | ------------------ | ------------------------------------------------------------------------ |
| |                                           | |                    |                                                                          |
| | Джек Кэмпбелл                             | Вратари | Андрей Василевский | Судьи: Тревор Хэнсон Жан Эбер Линейные судьи: Давид Брисбуа Дерек Нансен |
| | Голы:                                     | |                    | Судьи: Тревор Хэнсон Жан Эбер Линейные судьи: Давид Брисбуа Дерек Нансен |
| Джон Таварес (бол.) — 23:35 (В. Нюландер, М. Джиордано) Морган Райлли — 43:01 (Дж. Таварес, В. Нюландер) Вильям Нюландер — 44:14 (И. Михеев, Дж. Холл) Остон Мэттьюс — 53:54 (М. Марнер, М. Бантинг) | 0 : 1 0 : 2 1 : 2 2 : 2 3 : 2 3 : 3 4 : 3 | 05:19 — Стивен Стэмкос (О. Палат, Н. Кучеров) 06:11 — Виктор Хедман (бол.) (Н. Кучеров, А. Киллорн) 48:17 — Райан Макдона (Р. Колтон, Н. Пол) |                    | Судьи: Тревор Хэнсон Жан Эбер Линейные судьи: Давид Брисбуа Дерек Нансен |
| |                                           | |                    | Судьи: Тревор Хэнсон Жан Эбер Линейные судьи: Давид Брисбуа Дерек Нансен |
| |                                           | |                    | Судьи: Тревор Хэнсон Жан Эбер Линейные судьи: Давид Брисбуа Дерек Нансен |
| |                                           | |                    | Судьи: Тревор Хэнсон Жан Эбер Линейные судьи: Давид Брисбуа Дерек Нансен |
| 10 мин | Штраф                                     | 12 мин |                    | Судьи: Тревор Хэнсон Жан Эбер Линейные судьи: Давид Брисбуа Дерек Нансен |
| |                                           | |                    |                                                                          |
| | 25                                        | Броски | 35                 |                                                                          |

| 12 мая 19:30 | Тампа-Бэй Лайтнинг | 4 : 3 (ОТ) (1:0, 1:3, 1:0, 1:0) | Торонто Мейпл Лифс | Амали-арена Зрителей: 19 092 |

| Отчёт | Отчёт                                 | Отчёт | Отчёт         | Отчёт                                                                         |
| --- | ------------------------------------- | --- | ------------- | ----------------------------------------------------------------------------- |
| |                                       | |               |                                                                               |
| | Андрей Василевский                    | Вратари | Джек Кэмпбелл | Судьи: Джейк Бренк Келли Сазерленд Линейные судьи: Райан Гиббонс Брэд Ковачик |
| | Голы:                                 | |               | Судьи: Джейк Бренк Келли Сазерленд Линейные судьи: Райан Гиббонс Брэд Ковачик |
| Ондржей Палат — 17:38 Энтони Сирелли (мен.) — 30:46 Никита Кучеров (бол.) — 49:20 (Б. Пойнт, С. Стэмкос) Брэйден Пойнт — 78:04 (А. Киллорн, Б. Хэйгел) | 1 : 0 2 : 0 2 : 1 2 : 2 : 3 : 3 4 : 3 | 31:40 — Остон Мэттьюс (М. Джиордано, В. Нюландер) 39:26 — Джон Таварес (Дж. Спецца, О. Каше) 39:52 — Джон Таварес (В. Нюландер, А. Керфут) |               | Судьи: Джейк Бренк Келли Сазерленд Линейные судьи: Райан Гиббонс Брэд Ковачик |
| |                                       | |               | Судьи: Джейк Бренк Келли Сазерленд Линейные судьи: Райан Гиббонс Брэд Ковачик |
| |                                       | |               | Судьи: Джейк Бренк Келли Сазерленд Линейные судьи: Райан Гиббонс Брэд Ковачик |
| |                                       | |               | Судьи: Джейк Бренк Келли Сазерленд Линейные судьи: Райан Гиббонс Брэд Ковачик |
| 4 мин | Штраф                                 | 8 мин |               | Судьи: Джейк Бренк Келли Сазерленд Линейные судьи: Райан Гиббонс Брэд Ковачик |
| |                                       | |               |                                                                               |
| | 35                                    | Броски | 33            |                                                                               |

| 14 мая 19:00 | Торонто Мейпл Лифс | 1 : 2 (0:1, 1:1, 0:0) | Тампа-Бэй Лайтнинг | Скоушабэнк-арена Зрителей: 19 316 |

| Отчёт                                         | Отчёт           | Отчёт                                               | Отчёт              | Отчёт                                                                    |
| --------------------------------------------- | --------------- | --------------------------------------------------- | ------------------ | ------------------------------------------------------------------------ |
|                                               |                 |                                                     |                    |                                                                          |
|                                               | Джек Кэмпбелл   | Вратари                                             | Андрей Василевский | Судьи: Уэс Макколи Эрик Фурлатт Линейные судьи: Скотт Черри Брэд Ковачик |
|                                               | Голы:           |                                                     |                    | Судьи: Уэс Макколи Эрик Фурлатт Линейные судьи: Скотт Черри Брэд Ковачик |
| Морган Райлли — 33:25 (О. Мэттьюс, М. Марнер) | 0 : 1 : 1 1 : 2 | 18:24 — Ник Пол (Р. Колтон, К. Фут) 36:32 — Ник Пол |                    | Судьи: Уэс Макколи Эрик Фурлатт Линейные судьи: Скотт Черри Брэд Ковачик |
|                                               |                 |                                                     |                    | Судьи: Уэс Макколи Эрик Фурлатт Линейные судьи: Скотт Черри Брэд Ковачик |
|                                               |                 |                                                     |                    | Судьи: Уэс Макколи Эрик Фурлатт Линейные судьи: Скотт Черри Брэд Ковачик |
|                                               |                 |                                                     |                    | Судьи: Уэс Макколи Эрик Фурлатт Линейные судьи: Скотт Черри Брэд Ковачик |
| 4 мин                                         | Штраф           | 6 мин                                               |                    | Судьи: Уэс Макколи Эрик Фурлатт Линейные судьи: Скотт Черри Брэд Ковачик |
|                                               |                 |                                                     |                    |                                                                          |
|                                               | 31              | Броски                                              | 25                 |                                                                          |

#### «Каролина Харрикейнз» (С1) — «Бостон Брюинз» (УК1)
Пятая встреча «Каролины» и «Бостона» в плей-офф. «Брюинз» выиграли три из предыдущих четырёх встреч, включая последнюю со счётом 4-1, которая состоялась в 1-м раунде розыгрыша Кубка Стэнли 2020. «Каролина» выиграла у «Бостона» сезонную серию 2021/22 со счётом 3-0.
«Каролина Харрикейнз» победила в серии со счётом 4-3. Самым результативным игроком серии стал нападающий «Брюинз» Брэд Маршан, который в семи матчах набрал 11 очков.
| 2 мая 12:30 | Каролина Харрикейнз | 5 : 1 (0:0, 2:0, 3:1) | Бостон Брюинз | Пи-эн-си-арена Зрителей: 18 680 |

| Отчёт | Отчёт                               | Отчёт                                      | Отчёт          | Отчёт                                                                         |
| --- | ----------------------------------- | ------------------------------------------ | -------------- | ----------------------------------------------------------------------------- |
| |                                     |                                            |                |                                                                               |
| | Антти Раанта                        | Вратари                                    | Линус Улльмарк | Судьи: Ти Джей Лаксмор Кевин Поллок Линейные судьи: Мэтт Макферсон Эндрю Смит |
| | Голы:                               |                                            |                | Судьи: Ти Джей Лаксмор Кевин Поллок Линейные судьи: Мэтт Макферсон Эндрю Смит |
| Сет Джарвис — 36:28 (Дж. Слэвин, И. Коул) Нино Нидеррайтер — 38:38 (Т. Деанжело, М. Нечас) Теуво Терявяйнен — 47:02 (В. Трочек) Винсент Трочек — 56:59 (М. Доми, Б. Пеши) Андрей Свечников (п.в.) — 57:59 (С. Ахо, С. Джарвис) | 1 : 0 2 : 0 2 : 1 3 : 1 4 : 1 5 : 1 | 42:53 — Тэйлор Холл (Э. Хаула, Ч. Макэвой) |                | Судьи: Ти Джей Лаксмор Кевин Поллок Линейные судьи: Мэтт Макферсон Эндрю Смит |
| |                                     |                                            |                | Судьи: Ти Джей Лаксмор Кевин Поллок Линейные судьи: Мэтт Макферсон Эндрю Смит |
| |                                     |                                            |                | Судьи: Ти Джей Лаксмор Кевин Поллок Линейные судьи: Мэтт Макферсон Эндрю Смит |
| |                                     |                                            |                | Судьи: Ти Джей Лаксмор Кевин Поллок Линейные судьи: Мэтт Макферсон Эндрю Смит |
| 6 мин | Штраф                               | 16 мин                                     |                | Судьи: Ти Джей Лаксмор Кевин Поллок Линейные судьи: Мэтт Макферсон Эндрю Смит |
| |                                     |                                            |                |                                                                               |
| | 25                                  | Броски                                     | 36             |                                                                               |

| 4 мая 19:00 | Каролина Харрикейнз | 5 : 2 (2:0, 2:1, 1:1) | Бостон Брюинз | Пи-эн-си-арена Зрителей: 18 880 |

| Отчёт | Отчёт                                                  | Отчёт                                                                           | Отчёт          | Отчёт                                                                       |
| --- | ------------------------------------------------------ | ------------------------------------------------------------------------------- | -------------- | --------------------------------------------------------------------------- |
| |                                                        |                                                                                 |                |                                                                             |
| | Антти Раанта — 00:00-07:47 Пётр Кочетков — 07:47-60:00 | Вратари                                                                         | Линус Улльмарк | Судьи: Дэн О’Рурк Брайан Покмара Линейные судьи: Райан Гэллоуэй Марк Шевчик |
| | Голы:                                                  |                                                                                 |                | Судьи: Дэн О’Рурк Брайан Покмара Линейные судьи: Райан Гэллоуэй Марк Шевчик |
| Йеспер Фаст — 13:03 (Дж. Стаал, Дж. Слэвин) Себастьян Ахо — 15:30 (Т. Деанжело, Дж. Слэвин) Себастьян Ахо (бол.) — 21:10 (Т. Деанжело, Т. Терявяйнен) Нино Нидеррайтер (бол.) — 38:52 (В. Трочек, Т. Деанжело) Нино Нидеррайтер (п.в.) — 59:19 (А. Свечников) | 1 : 0 2 : 0 3 : 0 3 : 1 4 : 1 4 : 2 5 : 2              | 34:57 — Патрис Бержерон (бол.) (Б. Маршан) 52:21 — Патрис Бержерон (Ч. Макэвой) |                | Судьи: Дэн О’Рурк Брайан Покмара Линейные судьи: Райан Гэллоуэй Марк Шевчик |
| |                                                        |                                                                                 |                | Судьи: Дэн О’Рурк Брайан Покмара Линейные судьи: Райан Гэллоуэй Марк Шевчик |
| |                                                        |                                                                                 |                | Судьи: Дэн О’Рурк Брайан Покмара Линейные судьи: Райан Гэллоуэй Марк Шевчик |
| |                                                        |                                                                                 |                | Судьи: Дэн О’Рурк Брайан Покмара Линейные судьи: Райан Гэллоуэй Марк Шевчик |
| 18 мин | Штраф                                                  | 28 мин                                                                          |                | Судьи: Дэн О’Рурк Брайан Покмара Линейные судьи: Райан Гэллоуэй Марк Шевчик |
| |                                                        |                                                                                 |                |                                                                             |
| | 34                                                     | Броски                                                                          | 38             |                                                                             |

| 6 мая 19:00 | Бостон Брюинз | 4 : 2 (1:1, 2:0, 1:1) | Каролина Харрикейнз | ТД-гарден Зрителей: 17 850 |

| Отчёт | Отчёт                             | Отчёт                                                    | Отчёт         | Отчёт                                                                              |
| --- | --------------------------------- | -------------------------------------------------------- | ------------- | ---------------------------------------------------------------------------------- |
| |                                   |                                                          |               |                                                                                    |
| | Джереми Свэйман                   | Вратари                                                  | Пётр Кочетков | Судьи: Горд Дуайер Франсуа Сан-Лоран Линейные судьи: Шендор Альфонсо Джонни Мюррей |
| | Голы:                             |                                                          |               | Судьи: Горд Дуайер Франсуа Сан-Лоран Линейные судьи: Шендор Альфонсо Джонни Мюррей |
| Чарли Койл (мен.) — 17:16 (Дж. Дебраск) Брэд Маршан — 25:41 (П. Бержерон) Давид Пастрняк (бол.) — 34:53 (Б. Маршан, Ч. Койл) Тэйлор Холл (бол.) — 44:08 (Д. Пастрняк, Б. Маршан) | 0 : 1 : 1 2 : 1 3 : 1 4 : 1 4 : 2 | 09:17 — Винсент Трочек (Б. Смит) 51:30 — Джейккоб Слэвин |               | Судьи: Горд Дуайер Франсуа Сан-Лоран Линейные судьи: Шендор Альфонсо Джонни Мюррей |
| |                                   |                                                          |               | Судьи: Горд Дуайер Франсуа Сан-Лоран Линейные судьи: Шендор Альфонсо Джонни Мюррей |
| |                                   |                                                          |               | Судьи: Горд Дуайер Франсуа Сан-Лоран Линейные судьи: Шендор Альфонсо Джонни Мюррей |
| |                                   |                                                          |               | Судьи: Горд Дуайер Франсуа Сан-Лоран Линейные судьи: Шендор Альфонсо Джонни Мюррей |
| 12 мин | Штраф                             | 12 мин                                                   |               | Судьи: Горд Дуайер Франсуа Сан-Лоран Линейные судьи: Шендор Альфонсо Джонни Мюррей |
| |                                   |                                                          |               |                                                                                    |
| | 28                                | Броски                                                   | 27            |                                                                                    |

| 8 мая 12:30 | Бостон Брюинз | 5 : 2 (1:1, 1:1, 3:0) | Каролина Харрикейнз | ТД-гарден Зрителей: 17 850 |

| Отчёт | Отчёт                                 | Отчёт                                                                                       | Отчёт        | Отчёт                                                                      |
| --- | ------------------------------------- | ------------------------------------------------------------------------------------------- | ------------ | -------------------------------------------------------------------------- |
| |                                       |                                                                                             |              |                                                                            |
| | Джереми Свэйман                       | Вратари                                                                                     | Антти Раанта | Судьи: Фредерик Л’Экюйе Крис Ли Линейные судьи: Давид Брисбуа Дерек Нансен |
| | Голы:                                 |                                                                                             |              | Судьи: Фредерик Л’Экюйе Крис Ли Линейные судьи: Давид Брисбуа Дерек Нансен |
| Патрис Бержерон — 16:09 (Д. Пастрняк, Б. Маршан) Джейк Дебраск (бол.) — 38:44 (Б. Маршан, П. Бержерон) Брэд Маршан (бол.) — 40:44 (Ч. Койл, Дж. Дебраск) Давид Пастрняк — 45:41 (Б. Маршан, П. Бержерон) Брэд Маршан (п.в.) — 59:25 (Ч. Койл, Б. Карло) | 0 : 1 : 1 1 : 2 : 2 3 : 2 4 : 2 5 : 2 | 14:06 — Бретт Пеши (Дж. Стаал, М. Доми) 20:33 — Джордан Стаал (Н. Нидеррайтер, Т. Деанжело) |              | Судьи: Фредерик Л’Экюйе Крис Ли Линейные судьи: Давид Брисбуа Дерек Нансен |
| |                                       |                                                                                             |              | Судьи: Фредерик Л’Экюйе Крис Ли Линейные судьи: Давид Брисбуа Дерек Нансен |
| |                                       |                                                                                             |              | Судьи: Фредерик Л’Экюйе Крис Ли Линейные судьи: Давид Брисбуа Дерек Нансен |
| |                                       |                                                                                             |              | Судьи: Фредерик Л’Экюйе Крис Ли Линейные судьи: Давид Брисбуа Дерек Нансен |
| 10 мин | Штраф                                 | 18 мин                                                                                      |              | Судьи: Фредерик Л’Экюйе Крис Ли Линейные судьи: Давид Брисбуа Дерек Нансен |
| |                                       |                                                                                             |              |                                                                            |
| | 28                                    | Броски                                                                                      | 26           |                                                                            |

| 10 мая 19:00 | Каролина Харрикейнз | 5 : 1 (2:0, 1:0, 2:1) | Бостон Брюинз | Пи-эн-си-арена Зрителей: 19 163 |

| Отчёт | Отчёт                               | Отчёт                                      | Отчёт           | Отчёт                                                                        |
| --- | ----------------------------------- | ------------------------------------------ | --------------- | ---------------------------------------------------------------------------- |
| |                                     |                                            |                 |                                                                              |
| | Антти Раанта                        | Вратари                                    | Джереми Свэйман | Судьи: Джон Макайзек Эрик Фурлатт Линейные судьи: Брэд Ковачик Райан Гиббонс |
| | Голы:                               |                                            |                 | Судьи: Джон Макайзек Эрик Фурлатт Линейные судьи: Брэд Ковачик Райан Гиббонс |
| Джейккоб Слэвин — 06:11 (Т. Деанжело, С. Ахо) Тони Деанжело (бол.) — 12:17 (Т. Терявяйнен, В. Трочек) Сет Джарвис — 35:52 (С. Ахо, Т. Терявяйнен) Сет Джарвис (бол.) — 43:31 (В. Трочек, Т. Деанжело) Винсент Трочек (п.в.) — 56:20 (М. Нечас, Т. Терявяйнен) | 1 : 0 2 : 0 3 : 0 4 : 0 4 : 1 5 : 1 | 50:09 — Коннор Клифтон (Э. Хаула, Т. Холл) |                 | Судьи: Джон Макайзек Эрик Фурлатт Линейные судьи: Брэд Ковачик Райан Гиббонс |
| |                                     |                                            |                 | Судьи: Джон Макайзек Эрик Фурлатт Линейные судьи: Брэд Ковачик Райан Гиббонс |
| |                                     |                                            |                 | Судьи: Джон Макайзек Эрик Фурлатт Линейные судьи: Брэд Ковачик Райан Гиббонс |
| |                                     |                                            |                 | Судьи: Джон Макайзек Эрик Фурлатт Линейные судьи: Брэд Ковачик Райан Гиббонс |
| 6 мин | Штраф                               | 10 мин                                     |                 | Судьи: Джон Макайзек Эрик Фурлатт Линейные судьи: Брэд Ковачик Райан Гиббонс |
| |                                     |                                            |                 |                                                                              |
| | 38                                  | Броски                                     | 34              |                                                                              |

| 12 мая 19:00 | Бостон Брюинз | 5 : 2 (0:0, 2:0, 3:2) | Каролина Харрикейнз | ТД-гарден Зрителей: 17 850 |

| Отчёт | Отчёт                                     | Отчёт                                                                                        | Отчёт        | Отчёт                                                                   |
| --- | ----------------------------------------- | -------------------------------------------------------------------------------------------- | ------------ | ----------------------------------------------------------------------- |
| |                                           |                                                                                              |              |                                                                         |
| | Джереми Свэйман                           | Вратари                                                                                      | Антти Раанта | Судьи: Жан Эбер Тревор Хэнсон Линейные судьи: Эндрю Смит Мэтт Макферсон |
| | Голы:                                     |                                                                                              |              | Судьи: Жан Эбер Тревор Хэнсон Линейные судьи: Эндрю Смит Мэтт Макферсон |
| Брэд Маршан — 20:46 (К. Клифтон, Ч. Койл) Чарли Койл (бол.) — 38:04 (Д. Пастрняк, Б. Маршан) Эрик Хаула — 47:08 (Ч. Макэвой) Дерек Форборт — 50:43 (Т. Носек) Кёртис Лазар (п.в.) — 55:43 (Н. Фолиньо, Т. Носек) | 1 : 0 2 : 0 2 : 1 3 : 1 4 : 1 5 : 1 5 : 2 | 43:24 — Андрей Свечников (С. Джарвис) 57:30 — Андрей Свечников (бол.) (М. Нечас, Дж. Слэвин) |              | Судьи: Жан Эбер Тревор Хэнсон Линейные судьи: Эндрю Смит Мэтт Макферсон |
| |                                           |                                                                                              |              | Судьи: Жан Эбер Тревор Хэнсон Линейные судьи: Эндрю Смит Мэтт Макферсон |
| |                                           |                                                                                              |              | Судьи: Жан Эбер Тревор Хэнсон Линейные судьи: Эндрю Смит Мэтт Макферсон |
| |                                           |                                                                                              |              | Судьи: Жан Эбер Тревор Хэнсон Линейные судьи: Эндрю Смит Мэтт Макферсон |
| 12 мин | Штраф                                     | 6 мин                                                                                        |              | Судьи: Жан Эбер Тревор Хэнсон Линейные судьи: Эндрю Смит Мэтт Макферсон |
| |                                           |                                                                                              |              |                                                                         |
| | 34                                        | Броски                                                                                       | 25           |                                                                         |

| 14 мая 16:30 | Каролина Харрикейнз | 3 : 2 (1:0, 2:1, 0:1) | Бостон Брюинз | Пи-эн-си-арена Зрителей: 19 513 |

| Отчёт | Отчёт                         | Отчёт                                                                                        | Отчёт           | Отчёт                                                                  |
| --- | ----------------------------- | -------------------------------------------------------------------------------------------- | --------------- | ---------------------------------------------------------------------- |
| |                               |                                                                                              |                 |                                                                        |
| | Антти Раанта                  | Вратари                                                                                      | Джереми Свэйман | Судьи: Крис Ли Стив Козари Линейные судьи: Джонни Мюррей Райан Гиббонс |
| | Голы:                         |                                                                                              |                 | Судьи: Крис Ли Стив Козари Линейные судьи: Джонни Мюррей Райан Гиббонс |
| Теуво Терявяйнен — 18:36 (М. Доми, Дж. Слэвин) Макс Доми — 23:14 (Дж. Стаал, Б. Шей) Макс Доми — 30:33 (Т. Терявяйнен, Дж. Слэвин) | 1 : 0 2 : 0 2 : 1 3 : 1 3 : 2 | 25:04 — Джейк Дебраск (Ч. Макэвой, П. Бержерон) 59:38 — Давид Пастрняк (Ч. Макэвой, Т. Холл) |                 | Судьи: Крис Ли Стив Козари Линейные судьи: Джонни Мюррей Райан Гиббонс |
| |                               |                                                                                              |                 | Судьи: Крис Ли Стив Козари Линейные судьи: Джонни Мюррей Райан Гиббонс |
| |                               |                                                                                              |                 | Судьи: Крис Ли Стив Козари Линейные судьи: Джонни Мюррей Райан Гиббонс |
| |                               |                                                                                              |                 | Судьи: Крис Ли Стив Козари Линейные судьи: Джонни Мюррей Райан Гиббонс |
| 6 мин | Штраф                         | 10 мин                                                                                       |                 | Судьи: Крис Ли Стив Козари Линейные судьи: Джонни Мюррей Райан Гиббонс |
| |                               |                                                                                              |                 |                                                                        |
| | 31                            | Броски                                                                                       | 29              |                                                                        |

#### «Нью-Йорк Рейнджерс» (С2) — «Питтсбург Пингвинз» (С3)
В восьмой раз эти два клуба встречаются в плей-офф и «Питтсбург» выиграл пять из семи предыдущих встреч. Последний раз «Пингвинз» и «Рейнджерс» встречались в 1-м раунде плей-офф 2016 года, где «пингвины» оказались сильнее в пяти матчах. В регулярном чемпионате 2021/22 «Нью-Йорк Рейнджерс» выиграл у «Питтсбург Пингвинз» три матча из четырёх.
«Нью-Йорк Рейнджерс» победил в серии со счётом 4-3, по ходу которой уступал 1-3. В первом матче серии вратарь «Рейнджерс» Игорь Шестёркин совершил 79 «сейвов», что является 2-м в истории НХЛ результатом по количеству отраженных бросков в одном матче. Самым результативным игроком серии стал нападающий «Рейнджерс» Мика Зибанежад, который в семи матчах набрал 11 очков.
| 3 мая 19:00 | Нью-Йорк Рейнджерс | 3 : 4 (3ОТ) (1:0, 2:3, 0:0, 0:0, 0:0, 0:1) | Питтсбург Пингвинз | Мэдисон-сквер-гарден Зрителей: 18 006 |

| Отчёт | Отчёт                                   | Отчёт | Отчёт                                                | Отчёт                                                                         |
| --- | --------------------------------------- | --- | ---------------------------------------------------- | ----------------------------------------------------------------------------- |
| |                                         | |                                                      |                                                                               |
| | Игорь Шестёркин                         | Вратари | 00:00-89:18 — Кейси Десмит 89:18-105:58 — Луи Доминг | Судьи: Крис Ли Фредерик Л’Экюйе Линейные судьи: Джонни Мюррей Шендор Альфонсо |
| | Голы:                                   | |                                                      | Судьи: Крис Ли Фредерик Л’Экюйе Линейные судьи: Джонни Мюррей Шендор Альфонсо |
| Адам Фокс (бол.) — 09:19 (М. Зибанежад, К. Крайдер) Эндрю Копп — 23:08 (Р. Строум, Дж. Труба) Крис Крайдер (мен.) — 37:07 (М. Зибанежад) | 1 : 0 2 : 0 2 : 1 2 : 2 3 : 2 3 : 3 : 4 | 24:32 — Джейк Генцел (С. Кросби, Б. Раст) 31:47 — Джейк Генцел (С. Кросби, Б. Раст) 38:30 — Брайан Раст (бол.) (Е. Малкин, К. Летанг) 105:58 — Евгений Малкин (Дж. Марино, К. Капанен) |                                                      | Судьи: Крис Ли Фредерик Л’Экюйе Линейные судьи: Джонни Мюррей Шендор Альфонсо |
| |                                         | |                                                      | Судьи: Крис Ли Фредерик Л’Экюйе Линейные судьи: Джонни Мюррей Шендор Альфонсо |
| |                                         | |                                                      | Судьи: Крис Ли Фредерик Л’Экюйе Линейные судьи: Джонни Мюррей Шендор Альфонсо |
| |                                         | |                                                      | Судьи: Крис Ли Фредерик Л’Экюйе Линейные судьи: Джонни Мюррей Шендор Альфонсо |
| 8 мин | Штраф                                   | 2 мин |                                                      | Судьи: Крис Ли Фредерик Л’Экюйе Линейные судьи: Джонни Мюррей Шендор Альфонсо |
| |                                         | |                                                      |                                                                               |
| | 68                                      | Броски | 83                                                   |                                                                               |

| 5 мая 19:00 | Нью-Йорк Рейнджерс | 5 : 2 (1:1, 2:1, 2:0) | Питтсбург Пингвинз | Мэдисон-сквер-гарден Зрителей: 18 006 |

| Отчёт | Отчёт                                     | Отчёт                                                                                     | Отчёт      | Отчёт                                                                        |
| --- | ----------------------------------------- | ----------------------------------------------------------------------------------------- | ---------- | ---------------------------------------------------------------------------- |
| |                                           |                                                                                           |            |                                                                              |
| | Игорь Шестёркин                           | Вратари                                                                                   | Луи Доминг | Судьи: Джон Макайзек Эрик Фурлатт Линейные судьи: Брэд Ковачик Райан Гиббонс |
| | Голы:                                     |                                                                                           |            | Судьи: Джон Макайзек Эрик Фурлатт Линейные судьи: Брэд Ковачик Райан Гиббонс |
| Эндрю Копп — 06:50 (А. Панарин, Дж. Браун) Райан Строум (бол.) — 22:59 (А. Фокс, А. Панарин) Крис Крайдер — 32:06 (Ф. Ватрано, К. Миллер) Артемий Панарин — 48:02 (Ф. Ватрано, К. Миллер) Фрэнк Ватрано — 49:49 (Б. Шнайдер) | 1 : 0 1 : 1 2 : 1 3 : 1 3 : 2 4 : 2 5 : 2 | 08:52 — Джейк Генцел (М. Петтерссон, С. Кросби) 38:34 — Сидни Кросби (Б. Раст, М. Мэтсон) |            | Судьи: Джон Макайзек Эрик Фурлатт Линейные судьи: Брэд Ковачик Райан Гиббонс |
| |                                           |                                                                                           |            | Судьи: Джон Макайзек Эрик Фурлатт Линейные судьи: Брэд Ковачик Райан Гиббонс |
| |                                           |                                                                                           |            | Судьи: Джон Макайзек Эрик Фурлатт Линейные судьи: Брэд Ковачик Райан Гиббонс |
| |                                           |                                                                                           |            | Судьи: Джон Макайзек Эрик Фурлатт Линейные судьи: Брэд Ковачик Райан Гиббонс |
| 8 мин | Штраф                                     | 12 мин                                                                                    |            | Судьи: Джон Макайзек Эрик Фурлатт Линейные судьи: Брэд Ковачик Райан Гиббонс |
| |                                           |                                                                                           |            |                                                                              |
| | 40                                        | Броски                                                                                    | 41         |                                                                              |

| 7 мая 19:00 | Питтсбург Пингвинз | 7 : 4 (4:1, 0:3, 3:0) | Нью-Йорк Рейнджерс | PPG Paints-арена Зрителей: 18 385 |

| Отчёт | Отчёт                                                             | Отчёт | Отчёт                                                          | Отчёт                                                               |
| --- | ----------------------------------------------------------------- | --- | -------------------------------------------------------------- | ------------------------------------------------------------------- |
| |                                                                   | |                                                                |                                                                     |
| | Луи Доминг                                                        | Вратари | 00:00-20:00 — Игорь Шестёркин 20:00-60:00 — Александр Георгиев | Судьи: Кайл Реман Стив Козари Линейные судьи: Трент Норр Девин Берг |
| | Голы:                                                             | |                                                                | Судьи: Кайл Реман Стив Козари Линейные судьи: Трент Норр Девин Берг |
| Брок Макгинн — 01:57 Джефф Картер (бол.) — 08:18 (Э. Родригес, М. Мэтсон) Эван Родригес (бол.) — 10:31 (М. Мэтсон, Л. Доминг) Эван Родригес — 15:15 (Б. Бойл) Дэнтон Хайнен — 51:02 Джейк Генцел (п.в.) — 57:46 (С. Кросби, М. Мэтсон) Джефф Картер (п.в.) — 58:53 (С. Кросби, Б. Макгинн) | 1 : 0 1 : 1 2 : 1 3 : 1 4 : 1 4 : 2 4 : 3 4 : 4 5 : 4 6 : 4 7 : 4 | 05:08 — Каапо Какко (А. Лафреньер, Ф. Хытил) 26:51 — Фрэнк Ватрано (К. Крайдер, М. Зибанежад) 27:58 — Артемий Панарин (А. Фокс, Р. Строум) 35:59 — Эндрю Копп (мен.) (К. Руни) |                                                                | Судьи: Кайл Реман Стив Козари Линейные судьи: Трент Норр Девин Берг |
| |                                                                   | |                                                                | Судьи: Кайл Реман Стив Козари Линейные судьи: Трент Норр Девин Берг |
| |                                                                   | |                                                                | Судьи: Кайл Реман Стив Козари Линейные судьи: Трент Норр Девин Берг |
| |                                                                   | |                                                                | Судьи: Кайл Реман Стив Козари Линейные судьи: Трент Норр Девин Берг |
| 6 мин | Штраф                                                             | 6 мин |                                                                | Судьи: Кайл Реман Стив Козари Линейные судьи: Трент Норр Девин Берг |
| |                                                                   | |                                                                |                                                                     |
| | 37                                                                | Броски | 36                                                             |                                                                     |

| 9 мая 19:00 | Питтсбург Пингвинз | 7 : 2 (1:1, 5:1, 1:0) | Нью-Йорк Рейнджерс | PPG Paints-арена Зрителей: 18 392 |

| Отчёт | Отчёт                                               | Отчёт                                                                              | Отчёт                                                          | Отчёт                                                                    |
| --- | --------------------------------------------------- | ---------------------------------------------------------------------------------- | -------------------------------------------------------------- | ------------------------------------------------------------------------ |
| |                                                     |                                                                                    |                                                                |                                                                          |
| | Луи Доминг                                          | Вратари                                                                            | 00:00-40:00 — Игорь Шестёркин 40:00-60:00 — Александр Георгиев | Судьи: Келли Сазерленд Джейк Бренк Линейные судьи: Эндрю Смит Трент Норр |
| | Голы:                                               |                                                                                    |                                                                | Судьи: Келли Сазерленд Джейк Бренк Линейные судьи: Эндрю Смит Трент Норр |
| Сидни Кросби (бол.) — 11:17 (Дж. Генцел, К. Летанг) Майкл Мэтсон — 23:14 (С. Кросби) Джейк Генцел — 23:38 (Б. Раст, С. Кросби) Марк Фридман — 31:22 (Т. Блугерс, Б. Бойл) Дэнтон Хайнен — 38:53 (К. Летанг) Джефф Картер — 39:28 (Дж. Цукер) Евгений Малкин — 52:22 (К. Капанен) | 0 : 1 : 1 2 : 1 3 : 1 4 : 1 4 : 2 5 : 2 6 : 2 7 : 2 | 02:06 — Алекси Лафреньер (Б. Шнайдер) 34:04 — Адам Фокс (А. Панарин, М. Зибанежад) |                                                                | Судьи: Келли Сазерленд Джейк Бренк Линейные судьи: Эндрю Смит Трент Норр |
| |                                                     |                                                                                    |                                                                | Судьи: Келли Сазерленд Джейк Бренк Линейные судьи: Эндрю Смит Трент Норр |
| |                                                     |                                                                                    |                                                                | Судьи: Келли Сазерленд Джейк Бренк Линейные судьи: Эндрю Смит Трент Норр |
| |                                                     |                                                                                    |                                                                | Судьи: Келли Сазерленд Джейк Бренк Линейные судьи: Эндрю Смит Трент Норр |
| 2 мин | Штраф                                               | 6 мин                                                                              |                                                                | Судьи: Келли Сазерленд Джейк Бренк Линейные судьи: Эндрю Смит Трент Норр |
| |                                                     |                                                                                    |                                                                |                                                                          |
| | 41                                                  | Броски                                                                             | 24                                                             |                                                                          |

| 11 мая 19:00 | Нью-Йорк Рейнджерс | 5 : 3 (0:1, 3:2, 2:0) | Питтсбург Пингвинз | Мэдисон-сквер-гарден Зрителей: 18 006 |

| Отчёт | Отчёт                                           | Отчёт | Отчёт      | Отчёт                                                                   |
| --- | ----------------------------------------------- | --- | ---------- | ----------------------------------------------------------------------- |
| |                                                 | |            |                                                                         |
| | Игорь Шестёркин                                 | Вратари | Луи Доминг | Судьи: Гарретт Рэнк Уэс Макколи Линейные судьи: Стив Бартон Райан Дэйзи |
| | Голы:                                           | |            | Судьи: Гарретт Рэнк Уэс Макколи Линейные судьи: Стив Бартон Райан Дэйзи |
| Адам Фокс — 35:11 (Э. Копп, Р. Строум) Алекси Лафреньер — 36:41 (К. Какко, Дж. Труба) Джейкоб Труба — 37:53 (А. Панарин, К. Миллер) Филип Хытил (бол.) — 42:53 (А. Лафреньер, Ф. Ватрано) Райан Линдгрен (п.в.) — 59:44 | 0 : 1 0 : 2 1 : 2 2 : 2 3 : 2 3 : 3 4 : 3 5 : 3 | 10:28 — Джейк Генцел (Б. Раст, М. Мэтсон) 27:58 — Крис Летанг (Е. Малкин, Дж. Цукер) 38:06 — Джейк Генцел (Е. Малкин) |            | Судьи: Гарретт Рэнк Уэс Макколи Линейные судьи: Стив Бартон Райан Дэйзи |
| |                                                 | |            | Судьи: Гарретт Рэнк Уэс Макколи Линейные судьи: Стив Бартон Райан Дэйзи |
| |                                                 | |            | Судьи: Гарретт Рэнк Уэс Макколи Линейные судьи: Стив Бартон Райан Дэйзи |
| |                                                 | |            | Судьи: Гарретт Рэнк Уэс Макколи Линейные судьи: Стив Бартон Райан Дэйзи |
| 8 мин | Штраф                                           | 8 мин |            | Судьи: Гарретт Рэнк Уэс Макколи Линейные судьи: Стив Бартон Райан Дэйзи |
| |                                                 | |            |                                                                         |
| | 34                                              | Броски | 32         |                                                                         |

| 13 мая 19:00 | Питтсбург Пингвинз | 3 : 5 (2:0, 1:3, 0:2) | Нью-Йорк Рейнджерс | PPG Paints-арена Зрителей: 18 342 |

| Отчёт | Отчёт                                       | Отчёт | Отчёт           | Отчёт                                                                          |
| --- | ------------------------------------------- | --- | --------------- | ------------------------------------------------------------------------------ |
| |                                             | |                 |                                                                                |
| | Луи Доминг                                  | Вратари | Игорь Шестёркин | Судьи: Кевин Поллок Ти Джей Лаксмор Линейные судьи: Марк Шевчик Райан Гэллоуэй |
| | Голы:                                       | |                 | Судьи: Кевин Поллок Ти Джей Лаксмор Линейные судьи: Марк Шевчик Райан Гэллоуэй |
| Джефф Картер — 14:12 (К. Капанен, М. Петтерссон) Брайан Раст — 15:48 (Дж. Генцел) Евгений Малкин — 36:36 | 1 : 0 2 : 0 2 : 1 2 : 2 : 3 : 3 3 : 4 3 : 5 | 25:05 — Мика Зибанежад (бол.) (Р. Строум, А. Фокс) 26:21 — Мика Зибанежад (А. Фокс, Ч. Линдгрен) 33:48 — Крис Крайдер (бол.) (М. Зибанежад, И. Шестёркин) 58:32 — Крис Крайдер (М. Зибанежад, А. Фокс) 59:33 — Эндрю Копп (п.в.) (К. Руни, А. Фокс) |                 | Судьи: Кевин Поллок Ти Джей Лаксмор Линейные судьи: Марк Шевчик Райан Гэллоуэй |
| |                                             | |                 | Судьи: Кевин Поллок Ти Джей Лаксмор Линейные судьи: Марк Шевчик Райан Гэллоуэй |
| |                                             | |                 | Судьи: Кевин Поллок Ти Джей Лаксмор Линейные судьи: Марк Шевчик Райан Гэллоуэй |
| |                                             | |                 | Судьи: Кевин Поллок Ти Джей Лаксмор Линейные судьи: Марк Шевчик Райан Гэллоуэй |
| 8 мин | Штраф                                       | 8 мин |                 | Судьи: Кевин Поллок Ти Джей Лаксмор Линейные судьи: Марк Шевчик Райан Гэллоуэй |
| |                                             | |                 |                                                                                |
| | 34                                          | Броски | 38              |                                                                                |

| 15 мая 19:00 | Нью-Йорк Рейнджерс | 4 : 3 (ОТ) (1:1, 1:2, 1:0, 1:0) | Питтсбург Пингвинз | Мэдисон-сквер-гарден Зрителей: 18 006 |

| Отчёт | Отчёт                               | Отчёт | Отчёт          | Отчёт                                                                     |
| --- | ----------------------------------- | --- | -------------- | ------------------------------------------------------------------------- |
| |                                     | |                |                                                                           |
| | Игорь Шестёркин                     | Вратари | Тристан Джарри | Судьи: Келли Сазерленд Горд Дуайер Линейные судьи: Стив Бартон Девин Берг |
| | Голы:                               | |                | Судьи: Келли Сазерленд Горд Дуайер Линейные судьи: Стив Бартон Девин Берг |
| Крис Крайдер — 07:36 (М. Зибанежад, Б. Шнайдер) К’Андре Миллер — 31:23 (Э. Копп, Р. Строум) Мика Зибанежад — 54:15 (Э. Копп) Артемий Панарин (бол.) — 64:46 (А. Фокс, М. Зибанежад) | 1 : 0 1 : 1 : 2 : 2 2 : 3 : 3 4 : 3 | 18:51 — Дэнтон Хайнен (бол.) (Дж. Картер, Э. Родригес) 30:18 — Джейк Генцел (бол.) (Б. Раст, С. Кросби) 37:24 — Эван Родригес (мен.) |                | Судьи: Келли Сазерленд Горд Дуайер Линейные судьи: Стив Бартон Девин Берг |
| |                                     | |                | Судьи: Келли Сазерленд Горд Дуайер Линейные судьи: Стив Бартон Девин Берг |
| |                                     | |                | Судьи: Келли Сазерленд Горд Дуайер Линейные судьи: Стив Бартон Девин Берг |
| |                                     | |                | Судьи: Келли Сазерленд Горд Дуайер Линейные судьи: Стив Бартон Девин Берг |
| 12 мин | Штраф                               | 10 мин |                | Судьи: Келли Сазерленд Горд Дуайер Линейные судьи: Стив Бартон Девин Берг |
| |                                     | |                |                                                                           |
| | 30                                  | Броски | 45             |                                                                           |

### Западная конференция

#### «Колорадо Эвеланш» (Ц1) — «Нэшвилл Предаторз» (УК2)
Вторая встреча «Колорадо Эвеланш» и «Нэшвилл Предаторз» в плей-офф. Впервые эти два клуба встретились в 1-м раунде плей-офф 2018 года, где победу одержали «хищники» в шести матчах. «Нэшвилл» выиграл у «Колорадо» сезонную серию 2021/22 со счётом 3-1.
«Колорадо Эвеланш» победил в серии со счётом 4-0. Самым результативным игроком серии стал защитник «Эвеланш» Кейл Макар, который в четырёх матчах набрал 10 очков.
| 3 мая 21:30 | Колорадо Эвеланш | 7 : 2 (5:0, 1:1, 1:1) | Нэшвилл Предаторз | Болл-арена Зрителей: 18 091 |

| Отчёт | Отчёт                                                 | Отчёт                                                                                              | Отчёт                                                  | Отчёт                                                                   |
| --- | ----------------------------------------------------- | -------------------------------------------------------------------------------------------------- | ------------------------------------------------------ | ----------------------------------------------------------------------- |
| |                                                       | |                                                        |                                                                         |
| | Дарси Кемпер                                          | Вратари                                                                                            | 00:00-15:04 — Давид Риттих 15:04-60:00 — Коннор Ингрэм | Судьи: Тревор Хэнсон Жан Эбер Линейные судьи: Беван Миллз Брайан Пансич |
| | Голы:                                                 | |                                                        | Судьи: Тревор Хэнсон Жан Эбер Линейные судьи: Беван Миллз Брайан Пансич |
| Натан Маккиннон (бол.) — 02:20 (М. Рантанен, К. Макар) Девон Тэйвз — 02:42 (М. Рантанен, К. Макар) Эндрю Коглиано (мен.) — 08:30 Кейл Макар — 12:15 Арттури Лехконен — 15:04 (Н. Кадри, Г. Ландескуг) Габриэль Ландескуг (бол.) — 34:44 (Н. Маккиннон, М. Рантанен) Натан Маккиннон — 46:03 (С. Жирар, В. Ничушкин) | 1 : 0 2 : 0 3 : 0 4 : 0 5 : 0 6 : 0 6 : 1 7 : 1 7 : 2 | 38:40 — Мэтт Дюшен (бол.) (Р. Джохансен, М. Гранлунд) 52:36 — Мэтт Дюшен (М. Гранлунд, М. Беннинг) |                                                        | Судьи: Тревор Хэнсон Жан Эбер Линейные судьи: Беван Миллз Брайан Пансич |
| |                                                       | |                                                        | Судьи: Тревор Хэнсон Жан Эбер Линейные судьи: Беван Миллз Брайан Пансич |
| |                                                       | |                                                        | Судьи: Тревор Хэнсон Жан Эбер Линейные судьи: Беван Миллз Брайан Пансич |
| |                                                       | |                                                        | Судьи: Тревор Хэнсон Жан Эбер Линейные судьи: Беван Миллз Брайан Пансич |
| 22 мин | Штраф                                                 | 34 мин                                                                                             |                                                        | Судьи: Тревор Хэнсон Жан Эбер Линейные судьи: Беван Миллз Брайан Пансич |
| |                                                       | |                                                        |                                                                         |
| | 45                                                    | Броски                                                                                             | 25                                                     |                                                                         |

| 5 мая 21:30 | Колорадо Эвеланш | 2 : 1 (ОТ) (1:1, 0:0, 0:0, 1:0) | Нэшвилл Предаторз | Болл-арена Зрителей: 18 115 |

| Отчёт                                                                        | Отчёт             | Отчёт                                    | Отчёт         | Отчёт                                                                    |
| ---------------------------------------------------------------------------- | ----------------- | ---------------------------------------- | ------------- | ------------------------------------------------------------------------ |
|                                                                              |                   |                                          |               |                                                                          |
|                                                                              | Дарси Кемпер      | Вратари                                  | Коннор Ингрэм | Судьи: Стив Козари Кайл Реман Линейные судьи: Дерек Нансен Давад Брисбуа |
|                                                                              | Голы:             |                                          |               | Судьи: Стив Козари Кайл Реман Линейные судьи: Дерек Нансен Давад Брисбуа |
| Натан Маккиннон — 05:25 (Э. Джонсон) Кейл Макар — 68:31 (Н. Штурм, Д. Тэйвз) | 1 : 0 1 : 1 2 : 1 | 15:19 — Яков Тренин (Р. Йоси, А. Каррье) |               | Судьи: Стив Козари Кайл Реман Линейные судьи: Дерек Нансен Давад Брисбуа |
|                                                                              |                   |                                          |               | Судьи: Стив Козари Кайл Реман Линейные судьи: Дерек Нансен Давад Брисбуа |
|                                                                              |                   |                                          |               | Судьи: Стив Козари Кайл Реман Линейные судьи: Дерек Нансен Давад Брисбуа |
|                                                                              |                   |                                          |               | Судьи: Стив Козари Кайл Реман Линейные судьи: Дерек Нансен Давад Брисбуа |
| 8 мин                                                                        | Штраф             | 8 мин                                    |               | Судьи: Стив Козари Кайл Реман Линейные судьи: Дерек Нансен Давад Брисбуа |
|                                                                              |                   |                                          |               |                                                                          |
|                                                                              | 50                | Броски                                   | 26            |                                                                          |

| 7 мая 16:30 | Нэшвилл Предаторз | 3 : 7 (1:2, 2:3, 0:2) | Колорадо Эвеланш | Бриджстоун-арена Зрителей: 17 430 |

| Отчёт | Отчёт                                                     | Отчёт | Отчёт                                                   | Отчёт                                                                         |
| --- | --------------------------------------------------------- | --- | ------------------------------------------------------- | ----------------------------------------------------------------------------- |
| |                                                           | |                                                         |                                                                               |
| | Коннор Ингрэм                                             | Вратари | 00:00-19:03 — Дарси Кемпер 19:03-60:00 — Павел Францоуз | Судьи: Джейк Бренк Келли Сазерленд Линейные судьи: Брэд Ковачик Райан Гиббонс |
| | Голы:                                                     | |                                                         | Судьи: Джейк Бренк Келли Сазерленд Линейные судьи: Брэд Ковачик Райан Гиббонс |
| Мэтт Дюшен — 17:37 (Л. Кунин, А. Каррье) Ээли Толванен (бол.) — 25:41 (М. Экхольм, А. Каррье) Роман Йоси (бол.) — 32:54 (Р. Джохансен, М. Гранлунд) | 0 : 1 0 : 2 1 : 2 2 : 2 2 : 3 : 3 3 : 4 3 : 5 3 : 6 3 : 7 | 10:45 — Арттури Лехконен (бол.) (Д. Тэйвз, С. Жирар) 18:08 — Натан Маккиннон (бол.) (Г. Ландкскуг, К. Макар) 30:58 — Габриэль Ландескуг (бол.) (М. Рантанен, К. Макар) 34:02 — Габриэль Ландескуг (Н. Кадри, Дж. Мэнсон) 34:41 — Назем Кадри (бол.) 49:33 — Девон Тэйвз (К. Макар, Г. Ландескуг) 57:14 — Валерий Ничушкин (п.в.) (М. Рантанен, Э. Джонсон) |                                                         | Судьи: Джейк Бренк Келли Сазерленд Линейные судьи: Брэд Ковачик Райан Гиббонс |
| |                                                           | |                                                         | Судьи: Джейк Бренк Келли Сазерленд Линейные судьи: Брэд Ковачик Райан Гиббонс |
| |                                                           | |                                                         | Судьи: Джейк Бренк Келли Сазерленд Линейные судьи: Брэд Ковачик Райан Гиббонс |
| |                                                           | |                                                         | Судьи: Джейк Бренк Келли Сазерленд Линейные судьи: Брэд Ковачик Райан Гиббонс |
| 10 мин | Штраф                                                     | 6 мин |                                                         | Судьи: Джейк Бренк Келли Сазерленд Линейные судьи: Брэд Ковачик Райан Гиббонс |
| |                                                           | |                                                         |                                                                               |
| | 30                                                        | Броски | 42                                                      |                                                                               |

| 9 мая 21:30 | Нэшвилл Предаторз | 3 : 5 (1:1, 1:1, 1:3) | Колорадо Эвеланш | Бриджстоун-арена Зрителей: 17 188 |

| Отчёт | Отчёт                                     | Отчёт | Отчёт          | Отчёт                                                                          |
| --- | ----------------------------------------- | --- | -------------- | ------------------------------------------------------------------------------ |
| |                                           | |                |                                                                                |
| | Коннор Ингрэм                             | Вратари | Павел Францоуз | Судьи: Гарретт Рэнк Уэс Макколи Линейные судьи: Шендор Альфонсо Мэтт Макферсон |
| | Голы:                                     | |                | Судьи: Гарретт Рэнк Уэс Макколи Линейные судьи: Шендор Альфонсо Мэтт Макферсон |
| Яков Тренин — 18:59 (К. Сиссонс) Яков Тренин — 36:49 (К. Сиссонс, Т. Жанно) Филип Форсберг — 43:58 (М. Экхольм, М. Дюшен) | 0 : 1 : 1 1 : 2 : 2 3 : 2 3 : 3 : 4 3 : 5 | 01:56 — Андре Бураковски (Дж. Комфер, Б. Байрэм) 33:33 — Кейл Макар (Дж. Комфер) 48:55 — Девон Тэйвз (Э. Джонсон, А. Бураковски) 52:02 — Валерий Ничушкин (К. Макар, А. Бураковски) 59:04 — Натан Маккиннон (бол.) (п.в.) (К. Макар) |                | Судьи: Гарретт Рэнк Уэс Макколи Линейные судьи: Шендор Альфонсо Мэтт Макферсон |
| |                                           | |                | Судьи: Гарретт Рэнк Уэс Макколи Линейные судьи: Шендор Альфонсо Мэтт Макферсон |
| |                                           | |                | Судьи: Гарретт Рэнк Уэс Макколи Линейные судьи: Шендор Альфонсо Мэтт Макферсон |
| |                                           | |                | Судьи: Гарретт Рэнк Уэс Макколи Линейные судьи: Шендор Альфонсо Мэтт Макферсон |
| 4 мин | Штраф                                     | 4 мин |                | Судьи: Гарретт Рэнк Уэс Макколи Линейные судьи: Шендор Альфонсо Мэтт Макферсон |
| |                                           | |                |                                                                                |
| | 31                                        | Броски | 38             |                                                                                |

#### «Миннесота Уайлд» (Ц2) — «Сент-Луис Блюз» (Ц3)
Третья встреча «Уайлд» и «Блюз» в плей-офф. Впервые эти два клуба встретились в 1-м раунде розыгрыша Кубка Стэнли 2015 года, где «Миннесота» оказалась сильнее в шести матчах. Через два года клубы вновь встретились в первом раунде, где в этот раз победу со счётом 4-1 одержал «Сент-Луис». В регулярном чемпионате 2021/21 «Сент-Луис Блюз» выиграл у «Миннесоты Уайлд» все три матча.
«Сент-Луис Блюз» победил в серии со счётом 4-2. Самым результативным игроком серии стал нападающий «Блюз» Давид Перрон, который в шести матчах набрал 9 очков.
| 2 мая 21:30 | Миннесота Уайлд | 0 : 4 (0:2, 0:1, 0:1) | Сент-Луис Блюз | Эксел Энерджи-центр Зрителей: 19 053 |

| Отчёт  | Отчёт                   | Отчёт | Отчёт       | Отчёт                                                                            |
| ------ | ----------------------- | --- | ----------- | -------------------------------------------------------------------------------- |
|        |                         | |             |                                                                                  |
|        | Марк-Андре Флёри        | Вратари | Вилле Хуссо | Судьи: Келли Сазерленд Джейк Бренк Линейные судьи: Брэндон Гаврилец Кил Марчисон |
|        | Голы:                   | |             | Судьи: Келли Сазерленд Джейк Бренк Линейные судьи: Брэндон Гаврилец Кил Марчисон |
|        | 0 : 1 0 : 2 0 : 3 0 : 4 | 06:15 — Давид Перрон (бол.) (Р. О’Райли, Т. Круг) 15:56 — Райан О’Райли (Дж. Фолк, Д. Перрон) 36:30 — Давид Перрон (бол.) (Б. Шенн, Т. Круг) 52:34 — Давид Перрон (Т. Круг, Б. Саад) |             | Судьи: Келли Сазерленд Джейк Бренк Линейные судьи: Брэндон Гаврилец Кил Марчисон |
|        |                         | |             | Судьи: Келли Сазерленд Джейк Бренк Линейные судьи: Брэндон Гаврилец Кил Марчисон |
|        |                         | |             | Судьи: Келли Сазерленд Джейк Бренк Линейные судьи: Брэндон Гаврилец Кил Марчисон |
|        |                         | |             | Судьи: Келли Сазерленд Джейк Бренк Линейные судьи: Брэндон Гаврилец Кил Марчисон |
| 28 мин | Штраф                   | 18 мин |             | Судьи: Келли Сазерленд Джейк Бренк Линейные судьи: Брэндон Гаврилец Кил Марчисон |
|        |                         | |             |                                                                                  |
|        | 37                      | Броски | 31          |                                                                                  |

| 4 мая 21:30 | Миннесота Уайлд | 6 : 2 (3:0, 1:1, 2:1) | Сент-Луис Блюз | Эксел Энерджи-центр Зрителей: 19 376 |

| Отчёт | Отчёт                                           | Отчёт | Отчёт       | Отчёт                                                                     |
| --- | ----------------------------------------------- | --- | ----------- | ------------------------------------------------------------------------- |
| |                                                 | |             |                                                                           |
| | Марк-Андре Флёри                                | Вратари                                                                                                  | Вилле Хуссо | Судьи: Грэм Скиллитер Крис Руни Линейные судьи: Мэтт Макферсон Эндрю Смит |
| | Голы:                                           | |             | Судьи: Грэм Скиллитер Крис Руни Линейные судьи: Мэтт Макферсон Эндрю Смит |
| Юэль Эрикссон Эк — 09:33 (Дж. Гринуэй) Фредерик Годро (бол.) — 13:04 (Ю. Бродин, Р. Хартман) Кирилл Капризов (бол.) — 19:06 (Ю. Эрикссон Эк, М. Цуккарелло) Юэль Эрикссон Эк — 20:51 Кирилл Капризов — 51:47 (М. Цуккарелло) Кирилл Капризов (п.в.) — 52:52 (Р. Хартман, Ю. Бродин) | 1 : 0 2 : 0 3 : 0 4 : 0 4 : 1 4 : 2 5 : 2 6 : 2 | 32:34 — Джордан Кайру (бол.) (Р. Томас, В. Тарасенко) 44:14 — Владимир Тарасенко (П. Бучневич, Р. Томас) |             | Судьи: Грэм Скиллитер Крис Руни Линейные судьи: Мэтт Макферсон Эндрю Смит |
| |                                                 | |             | Судьи: Грэм Скиллитер Крис Руни Линейные судьи: Мэтт Макферсон Эндрю Смит |
| |                                                 | |             | Судьи: Грэм Скиллитер Крис Руни Линейные судьи: Мэтт Макферсон Эндрю Смит |
| |                                                 | |             | Судьи: Грэм Скиллитер Крис Руни Линейные судьи: Мэтт Макферсон Эндрю Смит |
| 16 мин | Штраф                                           | 12 мин                                                                                                   |             | Судьи: Грэм Скиллитер Крис Руни Линейные судьи: Мэтт Макферсон Эндрю Смит |
| |                                                 | |             |                                                                           |
| | 28                                              | Броски                                                                                                   | 34          |                                                                           |

| 6 мая 21:30 | Сент-Луис Блюз | 1 : 5 (0:2, 0:1, 1:2) | Миннесота Уайлд | Энтерпрайз-центр Зрителей: 18 096 |

| Отчёт                                     | Отчёт                               | Отчёт | Отчёт            | Отчёт                                                                  |
| ----------------------------------------- | ----------------------------------- | --- | ---------------- | ---------------------------------------------------------------------- |
|                                           |                                     | |                  |                                                                        |
|                                           | Вилле Хуссо                         | Вратари | Марк-Андре Флёри | Судьи: Гаррет Рэнк Уэс Макколи Линейные судьи: Стив Бартон Райан Дэйзи |
|                                           | Голы:                               | |                  | Судьи: Гаррет Рэнк Уэс Макколи Линейные судьи: Стив Бартон Райан Дэйзи |
| Райан О’Райли (бол.) — 42:17 (К. Парайко) | 0 : 1 0 : 2 0 : 3 0 : 4 1 : 4 1 : 5 | 00:39 — Джордан Гринуэй (Ю. Эрикссон Эк, М. Фолиньо) 02:18 — Кирилл Капризов (Р. Хартман) 27:44 — Матс Цуккарелло (К. Капризов, Дж. Спёрджон) 40:22 — Юэль Эрикссон Эк (М. Фолиньо) 52:31 — Юнас Бродин (п.в.) (Р. Хартман) |                  | Судьи: Гаррет Рэнк Уэс Макколи Линейные судьи: Стив Бартон Райан Дэйзи |
|                                           |                                     | |                  | Судьи: Гаррет Рэнк Уэс Макколи Линейные судьи: Стив Бартон Райан Дэйзи |
|                                           |                                     | |                  | Судьи: Гаррет Рэнк Уэс Макколи Линейные судьи: Стив Бартон Райан Дэйзи |
|                                           |                                     | |                  | Судьи: Гаррет Рэнк Уэс Макколи Линейные судьи: Стив Бартон Райан Дэйзи |
| 8 мин                                     | Штраф                               | 6 мин |                  | Судьи: Гаррет Рэнк Уэс Макколи Линейные судьи: Стив Бартон Райан Дэйзи |
|                                           |                                     | |                  |                                                                        |
|                                           | 30                                  | Броски | 33               |                                                                        |

| 8 мая 16:30 | Сент-Луис Блюз | 5 : 2 (1:1, 2:0, 2:1) | Миннесота Уайлд | Энтерпрайз-центр Зрителей: 18 096 |

| Отчёт | Отчёт                                     | Отчёт                                                                                            | Отчёт            | Отчёт                                                                          |
| --- | ----------------------------------------- | ------------------------------------------------------------------------------------------------ | ---------------- | ------------------------------------------------------------------------------ |
| |                                           |                                                                                                  |                  |                                                                                |
| | Джордан Биннингтон                        | Вратари                                                                                          | Марк-Андре Флёри | Судьи: Горд Дуайер Франсуа Сан-Лоран Линейные судьи: Скотт Черри Либор Суханек |
| | Голы:                                     |                                                                                                  |                  | Судьи: Горд Дуайер Франсуа Сан-Лоран Линейные судьи: Скотт Черри Либор Суханек |
| Джордан Кайру — 04:19 (П. Бучневич) Давид Перрон — 30:30 (Р. О’Райли, С. Перунович) Джордан Кайру — 31:24 (Р. О’Райли) Давид Перрон (п.в.) — 58:02 Райан О’Райли (бол.) — 59:00 (Д. Перрон, Дж. Фолк) | 1 : 0 1 : 1 2 : 1 3 : 1 3 : 2 4 : 2 5 : 2 | 14:06 — Кирилл Капризов (Дж. Спёрджон, Р. Хартман) 42:39 — Мэттью Болди (Дж. Миддлтон, К. Фиала) |                  | Судьи: Горд Дуайер Франсуа Сан-Лоран Линейные судьи: Скотт Черри Либор Суханек |
| |                                           |                                                                                                  |                  | Судьи: Горд Дуайер Франсуа Сан-Лоран Линейные судьи: Скотт Черри Либор Суханек |
| |                                           |                                                                                                  |                  | Судьи: Горд Дуайер Франсуа Сан-Лоран Линейные судьи: Скотт Черри Либор Суханек |
| |                                           |                                                                                                  |                  | Судьи: Горд Дуайер Франсуа Сан-Лоран Линейные судьи: Скотт Черри Либор Суханек |
| 10 мин | Штраф                                     | 10 мин                                                                                           |                  | Судьи: Горд Дуайер Франсуа Сан-Лоран Линейные судьи: Скотт Черри Либор Суханек |
| |                                           |                                                                                                  |                  |                                                                                |
| | 34                                        | Броски                                                                                           | 30               |                                                                                |

| 10 мая 21:30 | Миннесота Уайлд | 2 : 5 (2:1, 0:1, 0:3) | Сент-Луис Блюз | Эксел Энерджи-центр Зрителей: 19 197 |

| Отчёт | Отчёт                                 | Отчёт | Отчёт              | Отчёт                                                                      |
| --- | ------------------------------------- | --- | ------------------ | -------------------------------------------------------------------------- |
| |                                       | |                    |                                                                            |
| | Марк-Андре Флёри                      | Вратари | Джордан Биннингтон | Судьи: Дэн О’Рурк Брайан Покмара Линейные судьи: Беван Миллз Брайан Пансич |
| | Голы:                                 | |                    | Судьи: Дэн О’Рурк Брайан Покмара Линейные судьи: Беван Миллз Брайан Пансич |
| Кирилл Капризов (бол.) — 13:15 (Дж. Спёрджон, К. Фиала) Кирилл Капризов (бол.) — 17:07 (К. Фиала, М. Цуккарелло) | 0 : 1 : 1 2 : 1 2 : 2 : 3 2 : 4 2 : 5 | 04:53 — Райан О’Райли (бол.) (Б. Шенн, С. Перунович) 35:28 — Брэндон Саад (Дж. Кайру, Р. Томас) 41:03 — Владимир Тарасенко (П. Бучневич, Дж. Фолк) 42:31 — Владимир Тарасенко (И. Барбашёв, Дж. Фолк) 58:27 — Владимир Тарасенко (п.в.) (П. Бучневич) |                    | Судьи: Дэн О’Рурк Брайан Покмара Линейные судьи: Беван Миллз Брайан Пансич |
| |                                       | |                    | Судьи: Дэн О’Рурк Брайан Покмара Линейные судьи: Беван Миллз Брайан Пансич |
| |                                       | |                    | Судьи: Дэн О’Рурк Брайан Покмара Линейные судьи: Беван Миллз Брайан Пансич |
| |                                       | |                    | Судьи: Дэн О’Рурк Брайан Покмара Линейные судьи: Беван Миллз Брайан Пансич |
| 4 мин | Штраф                                 | 4 мин |                    | Судьи: Дэн О’Рурк Брайан Покмара Линейные судьи: Беван Миллз Брайан Пансич |
| |                                       | |                    |                                                                            |
| | 32                                    | Броски | 32                 |                                                                            |

| 12 мая 21:30 | Сент-Луис Блюз | 5 : 1 (1:0, 3:0, 1:1) | Миннесота Уайлд | Энтерпрайз-центр Зрителей: 18 096 |

| Отчёт | Отчёт                               | Отчёт                                        | Отчёт      | Отчёт                                                                    |
| --- | ----------------------------------- | -------------------------------------------- | ---------- | ------------------------------------------------------------------------ |
| |                                     |                                              |            |                                                                          |
| | Джордан Биннингтон                  | Вратари                                      | Кэм Тэлбот | Судьи: Стив Козари Кайл Реман Линейные судьи: Дерек Нансен Давид Брисбуа |
| | Голы:                               |                                              |            | Судьи: Стив Козари Кайл Реман Линейные судьи: Дерек Нансен Давид Брисбуа |
| Ник Ледди — 14:59 (К. Парайко) Райан О’Райли (бол.) — 29:26 (Б. Шенн) Тайлер Бозак — 33:25 (А. Торопченко, Б. Саад) Владимир Тарасенко (бол.) — 38:36 (Д. Перрон, С. Перунович) Колтон Парайко (п.в.) — 58:19 | 1 : 0 2 : 0 3 : 0 4 : 0 4 : 1 5 : 1 | 46:25 — Мэтт Дамба (Дж. Меррилл, Д. Куликов) |            | Судьи: Стив Козари Кайл Реман Линейные судьи: Дерек Нансен Давид Брисбуа |
| |                                     |                                              |            | Судьи: Стив Козари Кайл Реман Линейные судьи: Дерек Нансен Давид Брисбуа |
| |                                     |                                              |            | Судьи: Стив Козари Кайл Реман Линейные судьи: Дерек Нансен Давид Брисбуа |
| |                                     |                                              |            | Судьи: Стив Козари Кайл Реман Линейные судьи: Дерек Нансен Давид Брисбуа |
| 10 мин | Штраф                               | 12 мин                                       |            | Судьи: Стив Козари Кайл Реман Линейные судьи: Дерек Нансен Давид Брисбуа |
| |                                     |                                              |            |                                                                          |
| | 27                                  | Броски                                       | 26         |                                                                          |

#### «Калгари Флэймз» (Т1) — «Даллас Старз» (УК1)
Свою единственную очную серию плей-офф команды провели в 1-м раунде розыгрыша Кубка Стэнли 2020, в которой победу в шести матчах одержал «Даллас». В регулярном чемпионате 2021/22 клубы провели между собой три матча, в двух из которых победил «Калгари».
«Калгари Флэймз» победил в серии со счётом 4-3. Самым результативным игроком серии стал нападающий «Флэймз» Джонни Годро, который в семи матчах набрал 8 очков. Вратарь «Даллас Старз» Джейк Оттинджер стал вторым вратарём с 1955 года, сделавшим 60 и более спасений в седьмой игре серии плей-офф.
| 3 мая 22:00 | Калгари Флэймз | 1 : 0 (1:0, 0:0, 0:0) | Даллас Старз | Скоушабэнк-Сэдлдоум Зрителей: 19 289 |

| Отчёт                                                 | Отчёт          | Отчёт   | Отчёт           | Отчёт                                                                      |
| ----------------------------------------------------- | -------------- | ------- | --------------- | -------------------------------------------------------------------------- |
|                                                       |                |         |                 |                                                                            |
|                                                       | Якоб Маркстрём | Вратари | Джейк Оттинджер | Судьи: Уэс Макколи Гарретт Рэнк Линейные судьи: Дерек Нансен Давид Брисбуа |
|                                                       | Голы:          |         |                 | Судьи: Уэс Макколи Гарретт Рэнк Линейные судьи: Дерек Нансен Давид Брисбуа |
| Элиас Линдхольм (бол.) — 05:01 (М. Ткачук, Дж. Годро) | 1 : 0          |         |                 | Судьи: Уэс Макколи Гарретт Рэнк Линейные судьи: Дерек Нансен Давид Брисбуа |
|                                                       |                |         |                 | Судьи: Уэс Макколи Гарретт Рэнк Линейные судьи: Дерек Нансен Давид Брисбуа |
|                                                       |                |         |                 | Судьи: Уэс Макколи Гарретт Рэнк Линейные судьи: Дерек Нансен Давид Брисбуа |
|                                                       |                |         |                 | Судьи: Уэс Макколи Гарретт Рэнк Линейные судьи: Дерек Нансен Давид Брисбуа |
| 30 мин                                                | Штраф          | 30 мин  |                 | Судьи: Уэс Макколи Гарретт Рэнк Линейные судьи: Дерек Нансен Давид Брисбуа |
|                                                       |                |         |                 |                                                                            |
|                                                       | 26             | Броски  | 16              |                                                                            |

| 5 мая 22:00 | Калгари Флэймз | 0 : 2 (0:1, 0:0, 0:1) | Даллас Старз | Скоушабэнк-Сэдлдоум Зрителей: 19 289 |

| Отчёт  | Отчёт          | Отчёт                                                                                      | Отчёт           | Отчёт                                                               |
| ------ | -------------- | ------------------------------------------------------------------------------------------ | --------------- | ------------------------------------------------------------------- |
|        |                |                                                                                            |                 |                                                                     |
|        | Якоб Маркстрём | Вратари                                                                                    | Джейк Оттинджер | Судьи: Тревор Хэнсон Жан Эбер Линейные судьи: Девин Берг Трент Норр |
|        | Голы:          |                                                                                            |                 | Судьи: Тревор Хэнсон Жан Эбер Линейные судьи: Девин Берг Трент Норр |
|        | 0 : 1 0 : 2    | 07:47 — Джо Павелски (Дж. Робертсон) 58:51 — Михаэль Раффль (п.в.) (Т. Сегин, Я. Хаканпяя) |                 | Судьи: Тревор Хэнсон Жан Эбер Линейные судьи: Девин Берг Трент Норр |
|        |                |                                                                                            |                 | Судьи: Тревор Хэнсон Жан Эбер Линейные судьи: Девин Берг Трент Норр |
|        |                |                                                                                            |                 | Судьи: Тревор Хэнсон Жан Эбер Линейные судьи: Девин Берг Трент Норр |
|        |                |                                                                                            |                 | Судьи: Тревор Хэнсон Жан Эбер Линейные судьи: Девин Берг Трент Норр |
| 12 мин | Штраф          | 14 мин                                                                                     |                 | Судьи: Тревор Хэнсон Жан Эбер Линейные судьи: Девин Берг Трент Норр |
|        |                |                                                                                            |                 |                                                                     |
|        | 29             | Броски                                                                                     | 23              |                                                                     |

| 7 мая 21:30 | Даллас Старз | 4 : 2 (1:1, 1:1, 2:0) | Калгари Флэймз | Американ Эйрлайнс-центр Зрителей: 18 532 |

| Отчёт | Отчёт                           | Отчёт                                                                                      | Отчёт          | Отчёт                                                                           |
| --- | ------------------------------- | ------------------------------------------------------------------------------------------ | -------------- | ------------------------------------------------------------------------------- |
| |                                 |                                                                                            |                |                                                                                 |
| | Джейк Оттинджер                 | Вратари                                                                                    | Якоб Маркстрём | Судьи: Джон Макайзек Эрик Фурлатт Линейные судьи: Брэндон Гаврилец Кил Марчисон |
| | Голы:                           |                                                                                            |                | Судьи: Джон Макайзек Эрик Фурлатт Линейные судьи: Брэндон Гаврилец Кил Марчисон |
| Радек Факса — 08:21 (Э. Линделль, М. Хейсканен) Джо Павелски — 31:41 (М. Хейсканен, Р. Сутер) Джо Павелски (бол.) — 50:05 (В. Наместников, Й. Клингберг) Роопе Хинц (п.в.) — 59:59 (Й. Хаканпяя) | 1 : 0 1 : 1 : 2 : 2 3 : 2 4 : 2 | 13:45 — Тревор Льюис (М. Лучич, Н. Задоров) 23:40 — Элиас Линдхольм (Дж. Годро, М. Ткачук) |                | Судьи: Джон Макайзек Эрик Фурлатт Линейные судьи: Брэндон Гаврилец Кил Марчисон |
| |                                 |                                                                                            |                | Судьи: Джон Макайзек Эрик Фурлатт Линейные судьи: Брэндон Гаврилец Кил Марчисон |
| |                                 |                                                                                            |                | Судьи: Джон Макайзек Эрик Фурлатт Линейные судьи: Брэндон Гаврилец Кил Марчисон |
| |                                 |                                                                                            |                | Судьи: Джон Макайзек Эрик Фурлатт Линейные судьи: Брэндон Гаврилец Кил Марчисон |
| 19 мин | Штраф                           | 19 мин                                                                                     |                | Судьи: Джон Макайзек Эрик Фурлатт Линейные судьи: Брэндон Гаврилец Кил Марчисон |
| |                                 |                                                                                            |                |                                                                                 |
| | 32                              | Броски                                                                                     | 41             |                                                                                 |

| 9 мая 21:30 | Даллас Старз | 1 : 4 (0:0, 0:1, 1:3) | Калгари Флэймз | Американ Эйрлайнс-центр Зрителей: 18 532 |

| Отчёт                                               | Отчёт                         | Отчёт | Отчёт          | Отчёт                                                                         |
| --------------------------------------------------- | ----------------------------- | --- | -------------- | ----------------------------------------------------------------------------- |
|                                                     |                               | |                |                                                                               |
|                                                     | Джейк Оттинджер               | Вратари | Якоб Маркстрём | Судьи: Крис Руни Грэм Скиллитер Линейные судьи: Брэндон Гаврилец Кил Марчисон |
|                                                     | Голы:                         | |                | Судьи: Крис Руни Грэм Скиллитер Линейные судьи: Брэндон Гаврилец Кил Марчисон |
| Тайлер Сегин (бол.) — 55:03 (Дж. Павелски, Р. Хинц) | 0 : 1 0 : 2 0 : 3 1 : 3 1 : 4 | 30:03 — Расмус Андерссон (бол.) (М. Ткачук, Т. Тоффоли) 47:47 — Джонни Годро (бул.) 51:53 — Элиас Линдхольм (Дж. Годро, Н. Ханифин) 59:38 — Микаэль Баклунд (п.в.) (К. Йернкрук, Т. Льюис) |                | Судьи: Крис Руни Грэм Скиллитер Линейные судьи: Брэндон Гаврилец Кил Марчисон |
|                                                     |                               | |                | Судьи: Крис Руни Грэм Скиллитер Линейные судьи: Брэндон Гаврилец Кил Марчисон |
|                                                     |                               | |                | Судьи: Крис Руни Грэм Скиллитер Линейные судьи: Брэндон Гаврилец Кил Марчисон |
|                                                     |                               | |                | Судьи: Крис Руни Грэм Скиллитер Линейные судьи: Брэндон Гаврилец Кил Марчисон |
| 12 мин                                              | Штраф                         | 14 мин |                | Судьи: Крис Руни Грэм Скиллитер Линейные судьи: Брэндон Гаврилец Кил Марчисон |
|                                                     |                               | |                |                                                                               |
|                                                     | 35                            | Броски | 54             |                                                                               |

| 11 мая 21:30 | Калгари Флэймз | 3 : 1 (0:0, 0:1, 3:0) | Даллас Старз | Скоушабэнк-Сэдлдоум Зрителей: 19 289 |

| Отчёт | Отчёт                 | Отчёт                                             | Отчёт           | Отчёт                                                                           |
| --- | --------------------- | ------------------------------------------------- | --------------- | ------------------------------------------------------------------------------- |
| |                       |                                                   |                 |                                                                                 |
| | Якоб Маркстрём        | Вратари                                           | Джейк Оттинджер | Судьи: Ти Джей Лаксмор Кевин Поллок Линейные судьи: Шендор Альфонсо Скотт Черри |
| | Голы:                 |                                                   |                 | Судьи: Ти Джей Лаксмор Кевин Поллок Линейные судьи: Шендор Альфонсо Скотт Черри |
| Микаэль Баклунд — 46:49 (Э. Манджипани, Б. Коулман) Эндрю Манджипани — 50:38 (М. Баклунд, Н. Задоров) Тревор Льюис (п.в.) — 59:02 (Дж. Годро, Э. Линдхольм) | 0 : 1 : 1 2 : 1 3 : 1 | 33:21 — Джейсон Робертсон (Дж. Бенн, Э. Линделль) |                 | Судьи: Ти Джей Лаксмор Кевин Поллок Линейные судьи: Шендор Альфонсо Скотт Черри |
| |                       |                                                   |                 | Судьи: Ти Джей Лаксмор Кевин Поллок Линейные судьи: Шендор Альфонсо Скотт Черри |
| |                       |                                                   |                 | Судьи: Ти Джей Лаксмор Кевин Поллок Линейные судьи: Шендор Альфонсо Скотт Черри |
| |                       |                                                   |                 | Судьи: Ти Джей Лаксмор Кевин Поллок Линейные судьи: Шендор Альфонсо Скотт Черри |
| 6 мин | Штраф                 | 4 мин                                             |                 | Судьи: Ти Джей Лаксмор Кевин Поллок Линейные судьи: Шендор Альфонсо Скотт Черри |
| |                       |                                                   |                 |                                                                                 |
| | 32                    | Броски                                            | 21              |                                                                                 |

| 13 мая 21:30 | Даллас Старз | 4 : 2 (1:0, 2:2, 1:0) | Калгари Флэймз | Американ Эйрлайнс-центр Зрителей: 18 532 |

| Отчёт | Отчёт                               | Отчёт                                                                                       | Отчёт          | Отчёт                                                                      |
| --- | ----------------------------------- | ------------------------------------------------------------------------------------------- | -------------- | -------------------------------------------------------------------------- |
| |                                     |                                                                                             |                |                                                                            |
| | Джейк Оттинджер                     | Вратари                                                                                     | Якоб Маркстрём | Судьи: Дэн О’Рурк Брайан Покмара Линейные судьи: Беван Миллз Брайан Пансич |
| | Голы:                               |                                                                                             |                | Судьи: Дэн О’Рурк Брайан Покмара Линейные судьи: Беван Миллз Брайан Пансич |
| Роопе Хинц — 14:52 (Дж. Павелски, Дж. Робертсон) Михаэль Раффль — 26:04 (Й. Кивиранта) Миро Хейсканен — 37:32 (Р. Факса, Р. Сутер) Тайлер Сегин (п.в.) — 59:18 (Р. Хинц, М. Раффль) | 1 : 0 2 : 0 2 : 1 2 : 2 3 : 2 4 : 2 | 28:09 — Майкл Стоун (Дж. Годро, М. Ткачук) 31:59 — Микаэль Баклунд (М. Стоун, Р. Андерссон) |                | Судьи: Дэн О’Рурк Брайан Покмара Линейные судьи: Беван Миллз Брайан Пансич |
| |                                     |                                                                                             |                | Судьи: Дэн О’Рурк Брайан Покмара Линейные судьи: Беван Миллз Брайан Пансич |
| |                                     |                                                                                             |                | Судьи: Дэн О’Рурк Брайан Покмара Линейные судьи: Беван Миллз Брайан Пансич |
| |                                     |                                                                                             |                | Судьи: Дэн О’Рурк Брайан Покмара Линейные судьи: Беван Миллз Брайан Пансич |
| 16 мин | Штраф                               | 28 мин                                                                                      |                | Судьи: Дэн О’Рурк Брайан Покмара Линейные судьи: Беван Миллз Брайан Пансич |
| |                                     |                                                                                             |                |                                                                            |
| | 40                                  | Броски                                                                                      | 38             |                                                                            |

| 15 мая 21:30 | Калгари Флэймз | 3 : 2 (ОТ) (0:1, 2:1, 0:0, 1:0) | Даллас Старз | Скоушабэнк-Сэдлдоум Зрителей: 19 289 |

| Отчёт | Отчёт                     | Отчёт                                                                                                | Отчёт           | Отчёт                                                                        |
| --- | ------------------------- | --- | --------------- | ---------------------------------------------------------------------------- |
| |                           | |                 |                                                                              |
| | Якоб Маркстрём            | Вратари                                                                                              | Джейк Оттинджер | Судьи: Дэн О’Рурк Франсуа Сан-Лоран Линейные судьи: Кил Марчисон Райан Дэйзи |
| | Голы:                     | |                 | Судьи: Дэн О’Рурк Франсуа Сан-Лоран Линейные судьи: Кил Марчисон Райан Дэйзи |
| Тайлер Тоффоли — 21:46 (О. Чюлингтон, М. Стоун) Мэттью Ткачук — 28:44 (Дж. Годро, Я. Маркстрём) Джонни Годро — 75:09 (Э. Линдхольм, М. Ткачук) | 0 : 1 : 1 1 : 2 : 2 3 : 2 | 00:40 — Джейми Бенн (Т. Сегин, Р. Сутер) 22:17 — Владислав Наместников (Дж. Павелски, Дж. Робертсон) |                 | Судьи: Дэн О’Рурк Франсуа Сан-Лоран Линейные судьи: Кил Марчисон Райан Дэйзи |
| |                           | |                 | Судьи: Дэн О’Рурк Франсуа Сан-Лоран Линейные судьи: Кил Марчисон Райан Дэйзи |
| |                           | |                 | Судьи: Дэн О’Рурк Франсуа Сан-Лоран Линейные судьи: Кил Марчисон Райан Дэйзи |
| |                           | |                 | Судьи: Дэн О’Рурк Франсуа Сан-Лоран Линейные судьи: Кил Марчисон Райан Дэйзи |
| 2 мин | Штраф                     | 6 мин                                                                                                |                 | Судьи: Дэн О’Рурк Франсуа Сан-Лоран Линейные судьи: Кил Марчисон Райан Дэйзи |
| |                           | |                 |                                                                              |
| | 67                        | Броски                                                                                               | 28              |                                                                              |

#### «Эдмонтон Ойлерз» (Т2) — «Лос-Анджелес Кингз» (Т3)
Восьмая встреча «Эдмонтона» и «Лос-Анджелеса» в плей-офф. Из предыдущих семи «Ойлерз» выиграли пять, включая их последнюю встречу в полуфинале дивизиона Смайта 1992 года в шести матчах. В регулярном чемпионате 2021/22 «Эдмонтон Ойлерз» выиграл у «Лос-Анджелес Кингз» три матча из четырёх.
«Эдмонтон Ойлерз» победил в серии со счётом 4-3. Самым результативным игроком серии стал нападающий «Ойлерз» Коннор Макдэвид, который в семи матчах набрал 14 очков. В этой серии вратарь «Кингз» Джонатан Куик стал лучшим в истории среди американских вратарей по количеству «сухих» матчей в плей-офф, сделав 10-й «шатаут» в карьере в четвёртой игре.
| 2 мая 22:00 | Эдмонтон Ойлерз | 3 : 4 (1:2, 2:1, 0:1) | Лос-Анджелес Кингз | Роджерс Плэйс Зрителей: 18 347 |

| Отчёт | Отчёт                                   | Отчёт | Отчёт         | Отчёт                                                               |
| --- | --------------------------------------- | --- | ------------- | ------------------------------------------------------------------- |
| |                                         | |               |                                                                     |
| | Майк Смит                               | Вратари | Джонатан Куик | Судьи: Кайл Реман Стив Козари Линейные судьи: Девин Берг Трент Норр |
| | Голы:                                   | |               | Судьи: Кайл Реман Стив Козари Линейные судьи: Девин Берг Трент Норр |
| Коннор Макдэвид — 19:17 (Д. Нерс) Кайлер Ямамото (бол.) — 22:39 (Д. Кит, Э. Бушар) Леон Драйзайтль (бол.) — 29:56 (К. Макдэвил, К. Ямамото) | 0 : 1 0 : 2 1 : 2 2 : 2 2 : 3 : 3 3 : 4 | 11:00 — Тревор Мур (А. Аяфалло, Ф. Дано) 16:48 — Алекс Аяфалло (Т. Мур, А. Эдлер) 23:50 — Брендан Лемьё (А. Кемпе) 54:46 — Филлип Дано (Ш. Дурци, Т. Мур) |               | Судьи: Кайл Реман Стив Козари Линейные судьи: Девин Берг Трент Норр |
| |                                         | |               | Судьи: Кайл Реман Стив Козари Линейные судьи: Девин Берг Трент Норр |
| |                                         | |               | Судьи: Кайл Реман Стив Козари Линейные судьи: Девин Берг Трент Норр |
| |                                         | |               | Судьи: Кайл Реман Стив Козари Линейные судьи: Девин Берг Трент Норр |
| 10 мин | Штраф                                   | 10 мин |               | Судьи: Кайл Реман Стив Козари Линейные судьи: Девин Берг Трент Норр |
| |                                         | |               |                                                                     |
| | 39                                      | Броски | 35            |                                                                     |

| 4 мая 22:00 | Эдмонтон Ойлерз | 6 : 0 (0:0, 3:0, 3:0) | Лос-Анджелес Кингз | Роджерс Плэйс Зрителей: 18 347 |

| Отчёт | Отчёт                               | Отчёт   | Отчёт         | Отчёт                                                                            |
| --- | ----------------------------------- | ------- | ------------- | -------------------------------------------------------------------------------- |
| |                                     |         |               |                                                                                  |
| | Майк Смит                           | Вратари | Джонатан Куик | Судьи: Келли Сазерленд Джейк Бренк Линейные судьи: Кил Марчисон Брэндон Гаврилец |
| | Голы:                               |         |               | Судьи: Келли Сазерленд Джейк Бренк Линейные судьи: Кил Марчисон Брэндон Гаврилец |
| Леон Драйзайтль (бол.) — 21:22 (Т. Бэрри, Р. Нюджент-Хопкинс) Дарнелл Нёрс (мен.) — 26:03 (К. Макдэвид) Райан Маклауд — 36:05 (Э. Бушар, З. Кассиан) Эвандер Кейн — 43:02 Ессе Пульюярви — 43:23 (К. Макдэвид, Э. Кейн) Эвандер Кейн (бол.) — 51:55 (Э. Бушар, Р. Маклауд) | 1 : 0 2 : 0 3 : 0 4 : 0 5 : 0 6 : 0 |         |               | Судьи: Келли Сазерленд Джейк Бренк Линейные судьи: Кил Марчисон Брэндон Гаврилец |
| |                                     |         |               | Судьи: Келли Сазерленд Джейк Бренк Линейные судьи: Кил Марчисон Брэндон Гаврилец |
| |                                     |         |               | Судьи: Келли Сазерленд Джейк Бренк Линейные судьи: Кил Марчисон Брэндон Гаврилец |
| |                                     |         |               | Судьи: Келли Сазерленд Джейк Бренк Линейные судьи: Кил Марчисон Брэндон Гаврилец |
| 10 мин | Штраф                               | 10 мин  |               | Судьи: Келли Сазерленд Джейк Бренк Линейные судьи: Кил Марчисон Брэндон Гаврилец |
| |                                     |         |               |                                                                                  |
| | 36                                  | Броски  | 30            |                                                                                  |

| 6 мая 22:00 | Лос-Анджелес Кингз | 2 : 8 (0:2, 2:3, 0:3) | Эдмонтон Ойлерз | Crypto.com-арена Зрителей: 18 230 |

| Отчёт                                                                  | Отчёт                                                       | Отчёт | Отчёт     | Отчёт                                                                     |
| ---------------------------------------------------------------------- | ----------------------------------------------------------- | --- | --------- | ------------------------------------------------------------------------- |
|                                                                        |                                                             | |           |                                                                           |
|                                                                        | Джонатан Куик — 00:00-27:42 Кэлвин Питерсен — 27:42-60:00   | Вратари | Майк Смит | Судьи: Крис Руни Грэм Скиллитер Линейные судьи: Беван Миллз Брайан Пансич |
|                                                                        | Голы:                                                       | |           | Судьи: Крис Руни Грэм Скиллитер Линейные судьи: Беван Миллз Брайан Пансич |
| Анже Копитар — 30:07 Филлип Дано (бол.) — 37:29 (А. Кемпе, А. Копитар) | 0 : 1 0 : 2 0 : 3 0 : 4 0 : 5 1 : 5 2 : 5 2 : 6 2 : 7 2 : 8 | 03:50 — Леон Драйзайтль (К. Макдэвид, Э. Бушар) 06:07 — Зак Хайман (бол.) (К. Макдэвид, Т. Бэрри) 26:27 — Эвандер Кейн (К. Сиси) 27:42 — Зак Хайман (Л. Драйзайтль) 29:51 — Эвандер Кейн (К. Сиси, Е. Пульюярви) 54:19 — Райан Нюджент-Хопкинс (З. Хайман, Э. Бушар) 55:40 — Райан Нюджент-Хопкинс (Дж. Арчибальд, Д. Райан) 59:40 — Эвандер Кейн (Р. Нюджент-Хопкинс, К. Сиси) |           | Судьи: Крис Руни Грэм Скиллитер Линейные судьи: Беван Миллз Брайан Пансич |
|                                                                        |                                                             | |           | Судьи: Крис Руни Грэм Скиллитер Линейные судьи: Беван Миллз Брайан Пансич |
|                                                                        |                                                             | |           | Судьи: Крис Руни Грэм Скиллитер Линейные судьи: Беван Миллз Брайан Пансич |
|                                                                        |                                                             | |           | Судьи: Крис Руни Грэм Скиллитер Линейные судьи: Беван Миллз Брайан Пансич |
| 6 мин                                                                  | Штраф                                                       | 6 мин |           | Судьи: Крис Руни Грэм Скиллитер Линейные судьи: Беван Миллз Брайан Пансич |
|                                                                        |                                                             | |           |                                                                           |
|                                                                        | 20                                                          | Броски | 37        |                                                                           |

| 8 мая 22:00 | Лос-Анджелес Кингз | 4 : 0 (2:0, 0:0, 2:0) | Эдмонтон Ойлерз | Crypto.com-арена Зрителей: 18 230 |

| Отчёт | Отчёт                   | Отчёт   | Отчёт     | Отчёт                                                                   |
| --- | ----------------------- | ------- | --------- | ----------------------------------------------------------------------- |
| |                         |         |           |                                                                         |
| | Джонатан Куик           | Вратари | Майк Смит | Судьи: Тревор Хэнсон Жан Эбер Линейные судьи: Беван Миллз Брайан Пансич |
| | Голы:                   |         |           | Судьи: Тревор Хэнсон Жан Эбер Линейные судьи: Беван Миллз Брайан Пансич |
| Тревор Мур — 08:03 (Ф. Дано, К. Грундстрём) Трой Стечер — 14:03 (А. Аяфалло, Б. Лизотт) Карл Грундстрём — 55:06 (Т. Мур) Карл Грундстрём (п.в.) — 58:29 (Д. Браун, Т. Стечер) | 1 : 0 2 : 0 3 : 0 4 : 0 |         |           | Судьи: Тревор Хэнсон Жан Эбер Линейные судьи: Беван Миллз Брайан Пансич |
| |                         |         |           | Судьи: Тревор Хэнсон Жан Эбер Линейные судьи: Беван Миллз Брайан Пансич |
| |                         |         |           | Судьи: Тревор Хэнсон Жан Эбер Линейные судьи: Беван Миллз Брайан Пансич |
| |                         |         |           | Судьи: Тревор Хэнсон Жан Эбер Линейные судьи: Беван Миллз Брайан Пансич |
| 42 мин | Штраф                   | 42 мин  |           | Судьи: Тревор Хэнсон Жан Эбер Линейные судьи: Беван Миллз Брайан Пансич |
| |                         |         |           |                                                                         |
| | 46                      | Броски  | 31        |                                                                         |

| 10 мая 22:00 | Эдмонтон Ойлерз | 4 : 5 (ОТ) (0:1, 1:2, 3:1, 0:1) | Лос-Анджелес Кингз | Роджерс Плэйс Зрителей: 18 347 |

| Отчёт | Отчёт                                               | Отчёт | Отчёт         | Отчёт                                                                          |
| --- | --------------------------------------------------- | --- | ------------- | ------------------------------------------------------------------------------ |
| |                                                     | |               |                                                                                |
| | Майк Смит                                           | Вратари | Джонатан Куик | Судьи: Горд Дуайер Франсуа Сан-Лоран Линейные судьи: Скотт Черри Либор Суханек |
| | Голы:                                               | |               | Судьи: Горд Дуайер Франсуа Сан-Лоран Линейные судьи: Скотт Черри Либор Суханек |
| Зак Кэссиан — 22:32 (К. Макдэвид, Б. Кулак) Коннор Макдэвид (бол.) — 42:50 (З. Хайман, Л. Драйзайтль) Леон Драйзайтль (мен.) — 52:33 Леон Драйзайтль (бол.) — 55:08 (К. Макдэвид, Р. Нюджент-Хопкинс) | 0 : 1 : 1 1 : 2 1 : 3 2 : 3 2 : 4 3 : 4 4 : 4 4 : 5 | 03:53 — Трой Стечер (А. Эдлер) 29:29 — Адриан Кемпе (А. Копитар, А. Аяфалло) 33:34 — Андреас Атанасиу (Д. Браун) 51:06 — Филлип Дано (бол.) (А. Кемпе, Ш. Дурци) 61:12 — Адриан Кемпе (Т. Стечер) |               | Судьи: Горд Дуайер Франсуа Сан-Лоран Линейные судьи: Скотт Черри Либор Суханек |
| |                                                     | |               | Судьи: Горд Дуайер Франсуа Сан-Лоран Линейные судьи: Скотт Черри Либор Суханек |
| |                                                     | |               | Судьи: Горд Дуайер Франсуа Сан-Лоран Линейные судьи: Скотт Черри Либор Суханек |
| |                                                     | |               | Судьи: Горд Дуайер Франсуа Сан-Лоран Линейные судьи: Скотт Черри Либор Суханек |
| 14 мин | Штраф                                               | 10 мин |               | Судьи: Горд Дуайер Франсуа Сан-Лоран Линейные судьи: Скотт Черри Либор Суханек |
| |                                                     | |               |                                                                                |
| | 28                                                  | Броски | 43            |                                                                                |

| 12 мая 22:00 | Лос-Анджелес Кингз | 2 : 4 (0:1, 1:1, 1:2) | Эдмонтон Ойлерз | Crypto.com-арена Зрителей: 18 301 |

| Отчёт                                                                                         | Отчёт                               | Отчёт | Отчёт     | Отчёт                                                                         |
| --------------------------------------------------------------------------------------------- | ----------------------------------- | --- | --------- | ----------------------------------------------------------------------------- |
|                                                                                               |                                     | |           |                                                                               |
|                                                                                               | Джонатан Куик                       | Вратари | Майк Смит | Судьи: Крис Ли Фредерик Л’Экюйе Линейные судьи: Кил Марчисон Брэндон Гаврилец |
|                                                                                               | Голы:                               | |           | Судьи: Крис Ли Фредерик Л’Экюйе Линейные судьи: Кил Марчисон Брэндон Гаврилец |
| Шон Дурци (бол.) — 33:59 (А. Кемпе, А. Копитар) Карл Грундстрём — 33:59 (М. Рой, М. Андерсон) | 0 : 1 0 : 2 1 : 2 2 : 2 2 : 3 2 : 4 | 01:40 — Коннор Макдэвид (Э. Кейн, К. Сиси) 21:50 — Эвандер Кейн (Б. Кулак, К. Сиси) 54:50 — Тайсон Бэрри (Л. Драйзайтль, К. Макдэвид) 59:00 — Эвандер Кейн (п.в.) (К. Макдэвид) |           | Судьи: Крис Ли Фредерик Л’Экюйе Линейные судьи: Кил Марчисон Брэндон Гаврилец |
|                                                                                               |                                     | |           | Судьи: Крис Ли Фредерик Л’Экюйе Линейные судьи: Кил Марчисон Брэндон Гаврилец |
|                                                                                               |                                     | |           | Судьи: Крис Ли Фредерик Л’Экюйе Линейные судьи: Кил Марчисон Брэндон Гаврилец |
|                                                                                               |                                     | |           | Судьи: Крис Ли Фредерик Л’Экюйе Линейные судьи: Кил Марчисон Брэндон Гаврилец |
| 2 мин                                                                                         | Штраф                               | 8 мин |           | Судьи: Крис Ли Фредерик Л’Экюйе Линейные судьи: Кил Марчисон Брэндон Гаврилец |
|                                                                                               |                                     | |           |                                                                               |
|                                                                                               | 32                                  | Броски | 37        |                                                                               |

| 14 мая 22:00 | Эдмонтон Ойлерз | 2 : 0 (0:0, 1:0, 1:0) | Лос-Анджелес Кингз | Роджерс Плэйс Зрителей: 18 347 |

| Отчёт                                                                                         | Отчёт       | Отчёт   | Отчёт         | Отчёт                                                                  |
| --------------------------------------------------------------------------------------------- | ----------- | ------- | ------------- | ---------------------------------------------------------------------- |
|                                                                                               |             |         |               |                                                                        |
|                                                                                               | Майк Смит   | Вратари | Джонатан Куик | Судьи: Крис Руни Жан Эбер Линейные судьи: Давид Брисбуа Мэтт Макферсон |
|                                                                                               | Голы:       |         |               | Судьи: Крис Руни Жан Эбер Линейные судьи: Давид Брисбуа Мэтт Макферсон |
| Коди Сиси — 33:15 (К. Макдэвид, Л. Драйзайтль) Коннор Макдэвид — 56:07 (К. Ямамото, Б. Кулак) | 1 : 0 2 : 0 |         |               | Судьи: Крис Руни Жан Эбер Линейные судьи: Давид Брисбуа Мэтт Макферсон |
|                                                                                               |             |         |               | Судьи: Крис Руни Жан Эбер Линейные судьи: Давид Брисбуа Мэтт Макферсон |
|                                                                                               |             |         |               | Судьи: Крис Руни Жан Эбер Линейные судьи: Давид Брисбуа Мэтт Макферсон |
|                                                                                               |             |         |               | Судьи: Крис Руни Жан Эбер Линейные судьи: Давид Брисбуа Мэтт Макферсон |
| 0 мин                                                                                         | Штраф       | 2 мин   |               | Судьи: Крис Руни Жан Эбер Линейные судьи: Давид Брисбуа Мэтт Макферсон |
|                                                                                               |             |         |               |                                                                        |
|                                                                                               | 41          | Броски  | 29            |                                                                        |

## Второй раунд
Начало матчей указано по Североамериканскому восточному времени (UTC-4).

### Восточная конференция

#### «Флорида Пантерз» (А1) — «Тампа-Бэй Лайтнинг» (А3)
Свою единственную очную серию плей-офф команды провели в 1-м раунде розыгрыша Кубка Стэнли 2021, в которой победу в шести матчах одержала «Тампа». В регулярном чемпионате сезона 2021/22 клубы провели четыре очных встречи, в которых одержали по две победы.
«Тампа» победила в серии со счётом 4-0. Самым результативным игроком серии стал нападающий «Лайтнинг» Никита Кучеров, который в четырёх матчах набрал 7 очков. В последней четвёртой игре серии, вратарь «Тампы-Бэй» Андрей Василевский отыграл «на ноль» и совершил 49 «сейвов», установив рекорд НХЛ по количеству «сухих» матчей в решающих играх серии плей-офф. Также Василевский вышел на первое место среди российских вратарей по количеству «шат-аутов» в плей-офф НХЛ, сравнявшись с Евгением Набоковым. «Молнии» стали третьей командой в истории НХЛ, победившей в 10 сериях плей-офф подряд, последний раз это удавалось сделать команде «Нью-Йорк Айлендерс» в 1980—1984 годах.
| 17 мая 19:00 | Флорида Пантерз | 1 : 4 (1:0, 0:1, 0:3) | Тампа-Бэй Лайтнинг | FLA Live-арена Зрителей: 19 656 |

| Отчёт                                         | Отчёт                       | Отчёт | Отчёт              | Отчёт                                                                             |
| --------------------------------------------- | --------------------------- | --- | ------------------ | --------------------------------------------------------------------------------- |
|                                               |                             | |                    |                                                                                   |
|                                               | Сергей Бобровский           | Вратари | Андрей Василевский | Судьи: Джон Макайзек Келли Сазерленд Линейные судьи: Мэтт Макферсон Давид Брисбуа |
|                                               | Голы:                       | |                    | Судьи: Джон Макайзек Келли Сазерленд Линейные судьи: Мэтт Макферсон Давид Брисбуа |
| Энтони Дюклер — 14:01 (Дж. Юбердо, Б. Монтур) | 1 : 0 1 : 1 : 2 1 : 3 1 : 4 | 36:22 — Кори Перри (бол.) (Н. Кучеров) 43:35 — Пьер-Эдуар Белльмар (К. Перри, П. Марун) 55:54 — Никита Кучеров (бол.) (В. Хедман, С. Стэмкос) 57:44 — Росс Колтон (бол.) (Н. Пол, М. Сергачёв) |                    | Судьи: Джон Макайзек Келли Сазерленд Линейные судьи: Мэтт Макферсон Давид Брисбуа |
|                                               |                             | |                    | Судьи: Джон Макайзек Келли Сазерленд Линейные судьи: Мэтт Макферсон Давид Брисбуа |
|                                               |                             | |                    | Судьи: Джон Макайзек Келли Сазерленд Линейные судьи: Мэтт Макферсон Давид Брисбуа |
|                                               |                             | |                    | Судьи: Джон Макайзек Келли Сазерленд Линейные судьи: Мэтт Макферсон Давид Брисбуа |
| 14 мин                                        | Штраф                       | 8 мин |                    | Судьи: Джон Макайзек Келли Сазерленд Линейные судьи: Мэтт Макферсон Давид Брисбуа |
|                                               |                             | |                    |                                                                                   |
|                                               | 34                          | Броски | 36                 |                                                                                   |

| 19 мая 19:00 | Флорида Пантерз | 1 : 2 (0:1, 1:0, 0:1) | Тампа-Бэй Лайтнинг | FLA Live-арена Зрителей: 19 716 |

| Отчёт                                           | Отчёт             | Отчёт                                                                                        | Отчёт              | Отчёт                                                                  |
| ----------------------------------------------- | ----------------- | -------------------------------------------------------------------------------------------- | ------------------ | ---------------------------------------------------------------------- |
|                                                 |                   |                                                                                              |                    |                                                                        |
|                                                 | Сергей Бобровский | Вратари                                                                                      | Андрей Василевский | Судьи: Жан Эбер Крис Руни Линейные судьи: Давид Брисбуа Мэтт Макферсон |
|                                                 | Голы:             |                                                                                              |                    | Судьи: Жан Эбер Крис Руни Линейные судьи: Давид Брисбуа Мэтт Макферсон |
| Ээту Луостаринен — 38:07 (Г. Форслинг, К. Жиру) | 0 : 1 : 1 1 : 2   | 12:06 — Кори Перри (бол.) (С. Стэмкос, В. Хедман) 59:56 — Росс Колтон (Н. Кучеров, О. Палат) |                    | Судьи: Жан Эбер Крис Руни Линейные судьи: Давид Брисбуа Мэтт Макферсон |
|                                                 |                   |                                                                                              |                    | Судьи: Жан Эбер Крис Руни Линейные судьи: Давид Брисбуа Мэтт Макферсон |
|                                                 |                   |                                                                                              |                    | Судьи: Жан Эбер Крис Руни Линейные судьи: Давид Брисбуа Мэтт Макферсон |
|                                                 |                   |                                                                                              |                    | Судьи: Жан Эбер Крис Руни Линейные судьи: Давид Брисбуа Мэтт Макферсон |
| 6 мин                                           | Штраф             | 8 мин                                                                                        |                    | Судьи: Жан Эбер Крис Руни Линейные судьи: Давид Брисбуа Мэтт Макферсон |
|                                                 |                   |                                                                                              |                    |                                                                        |
|                                                 | 36                | Броски                                                                                       | 28                 |                                                                        |

| 22 мая 13:30 | Тампа-Бэй Лайтнинг | 5 : 1 (1:1, 2:0, 2:0) | Флорида Пантерз | Амали-арена Зрителей: 19 092 |

| Отчёт | Отчёт                               | Отчёт                                               | Отчёт             | Отчёт                                                                      |
| --- | ----------------------------------- | --------------------------------------------------- | ----------------- | -------------------------------------------------------------------------- |
| |                                     |                                                     |                   |                                                                            |
| | Андрей Василевский                  | Вратари                                             | Сергей Бобровский | Судьи: Дэн О’Рурк Фредерик Л’Экюйе Линейные судьи: Стив Бартон Райан Дэйзи |
| | Голы:                               |                                                     |                   | Судьи: Дэн О’Рурк Фредерик Л’Экюйе Линейные судьи: Стив Бартон Райан Дэйзи |
| Кори Перри — 13:21 (Р. Макдона, Н. Кучеров) Эрик Чернак — 22:54 (Р. Колтон, О. Палат) Стивен Стэмкос — 30:23 (Н. Кучеров, В. Хедман) Никита Кучеров (п.в.) — 56:06 (Н. Пол) Стивен Стэмкос (п.в.) — 57:51 (Н. Кучеров) | 1 : 0 1 : 1 2 : 1 3 : 1 4 : 1 5 : 1 | 16:07 — Сэм Райнхарт (бол.) (Дж. Юбердо, А. Барков) |                   | Судьи: Дэн О’Рурк Фредерик Л’Экюйе Линейные судьи: Стив Бартон Райан Дэйзи |
| |                                     |                                                     |                   | Судьи: Дэн О’Рурк Фредерик Л’Экюйе Линейные судьи: Стив Бартон Райан Дэйзи |
| |                                     |                                                     |                   | Судьи: Дэн О’Рурк Фредерик Л’Экюйе Линейные судьи: Стив Бартон Райан Дэйзи |
| |                                     |                                                     |                   | Судьи: Дэн О’Рурк Фредерик Л’Экюйе Линейные судьи: Стив Бартон Райан Дэйзи |
| 6 мин | Штраф                               | 4 мин                                               |                   | Судьи: Дэн О’Рурк Фредерик Л’Экюйе Линейные судьи: Стив Бартон Райан Дэйзи |
| |                                     |                                                     |                   |                                                                            |
| | 36                                  | Броски                                              | 35                |                                                                            |

| 23 мая 19:00 | Тампа-Бэй Лайтнинг | 2 : 0 (0:0, 0:0, 2:0) | Флорида Пантерз | Амали-арена Зрителей: 19 092 |

| Отчёт                                                                       | Отчёт              | Отчёт   | Отчёт             | Отчёт                                                                |
| --------------------------------------------------------------------------- | ------------------ | ------- | ----------------- | -------------------------------------------------------------------- |
|                                                                             |                    |         |                   |                                                                      |
|                                                                             | Андрей Василевский | Вратари | Сергей Бобровский | Судьи: Крис Ли Стив Козари Линейные судьи: Брайан Пансич Скотт Черри |
|                                                                             | Голы:              |         |                   | Судьи: Крис Ли Стив Козари Линейные судьи: Брайан Пансич Скотт Черри |
| Патрик Марун — 46:16 (З. Богосян) Ондржей Палат (п.в.) — 59:37 (Э. Сирелли) | 1 : 0 2 : 0        |         |                   | Судьи: Крис Ли Стив Козари Линейные судьи: Брайан Пансич Скотт Черри |
|                                                                             |                    |         |                   | Судьи: Крис Ли Стив Козари Линейные судьи: Брайан Пансич Скотт Черри |
|                                                                             |                    |         |                   | Судьи: Крис Ли Стив Козари Линейные судьи: Брайан Пансич Скотт Черри |
|                                                                             |                    |         |                   | Судьи: Крис Ли Стив Козари Линейные судьи: Брайан Пансич Скотт Черри |
| 6 мин                                                                       | Штраф              | 8 мин   |                   | Судьи: Крис Ли Стив Козари Линейные судьи: Брайан Пансич Скотт Черри |
|                                                                             |                    |         |                   |                                                                      |
|                                                                             | 26                 | Броски  | 49                |                                                                      |

#### «Каролина Харрикейнз» (С1) — «Нью-Йорк Рейнджерс» (С2)
Вторая встреча «Каролины» и «Рейнджерс» в плей-офф. Впервые эти два клуба встретились в квалификационном раунде плей-офф 2020 года, где победу одержали «ураганы» в трёх матчах. «Каролина» выиграла у «Рейнджерс» сезонную серию 2021/22 со счётом 3-1.
«Нью-Йорк Рейнджерс» выиграл серию со счётом 4-3. Самыми результативными игроками серии стали нападающий «Рейнджерс» Крис Крайдер и его одноклубник, защитник Адам Фокс, набравшие в семи матчах по 8 очков. «Каролина Харрикейнз» в плей-офф 2022 года провела 14 матчей, в которых не одержала ни одной победы на выезде, а также впервые в своей истории проиграла седьмой матч серии.
| 18 мая 19:00 | Каролина Харрикейнз | 2 : 1 (ОТ) (0:1, 0:0, 1:0, 1:0) | Нью-Йорк Рейнджерс | Пи-эн-си-арена Зрителей: 18 705 |

| Отчёт                                                                                       | Отчёт           | Отчёт                              | Отчёт           | Отчёт                                                                       |
| ------------------------------------------------------------------------------------------- | --------------- | ---------------------------------- | --------------- | --------------------------------------------------------------------------- |
|                                                                                             |                 |                                    |                 |                                                                             |
|                                                                                             | Антти Раанта    | Вратари                            | Игорь Шестёркин | Судьи: Фредерик Л’Экюйе Дэн О’Рурк Линейные судьи: Марк Шевчик Кил Марчисон |
|                                                                                             | Голы:           |                                    |                 | Судьи: Фредерик Л’Экюйе Дэн О’Рурк Линейные судьи: Марк Шевчик Кил Марчисон |
| Себастьян Ахо — 57:37 (С. Джарвис, Т. Терявяйнен) Иэн Коул — 63:12 (Б. Смит, Й. Котканиеми) | 0 : 1 : 1 2 : 1 | 07:07 — Филип Хытил (А. Лафреньер) |                 | Судьи: Фредерик Л’Экюйе Дэн О’Рурк Линейные судьи: Марк Шевчик Кил Марчисон |
|                                                                                             |                 |                                    |                 | Судьи: Фредерик Л’Экюйе Дэн О’Рурк Линейные судьи: Марк Шевчик Кил Марчисон |
|                                                                                             |                 |                                    |                 | Судьи: Фредерик Л’Экюйе Дэн О’Рурк Линейные судьи: Марк Шевчик Кил Марчисон |
|                                                                                             |                 |                                    |                 | Судьи: Фредерик Л’Экюйе Дэн О’Рурк Линейные судьи: Марк Шевчик Кил Марчисон |
| 2 мин                                                                                       | Штраф           | 2 мин                              |                 | Судьи: Фредерик Л’Экюйе Дэн О’Рурк Линейные судьи: Марк Шевчик Кил Марчисон |
|                                                                                             |                 |                                    |                 |                                                                             |
|                                                                                             | 26              | Броски                             | 28              |                                                                             |

| 20 мая 20:00 | Каролина Харрикейнз | 2 : 0 (0:0, 1:0, 1:0) | Нью-Йорк Рейнджерс | Пи-эн-си-арена Зрителей: 19 332 |

| Отчёт                                                                            | Отчёт        | Отчёт   | Отчёт           | Отчёт                                                                            |
| -------------------------------------------------------------------------------- | ------------ | ------- | --------------- | -------------------------------------------------------------------------------- |
|                                                                                  |              |         |                 |                                                                                  |
|                                                                                  | Антти Раанта | Вратари | Игорь Шестёркин | Судьи: Джон Макайзек Келли Сазерленд Линейные судьи: Джонни Мюррей Райан Гиббонс |
|                                                                                  | Голы:        |         |                 | Судьи: Джон Макайзек Келли Сазерленд Линейные судьи: Джонни Мюррей Райан Гиббонс |
| Брендан Смит (мен.) — 35:54 (С. Ахо, Т. Терявяйнен) Себастьян Ахо (п.в.) — 59:58 | 1 : 0 2 : 0  |         |                 | Судьи: Джон Макайзек Келли Сазерленд Линейные судьи: Джонни Мюррей Райан Гиббонс |
|                                                                                  |              |         |                 | Судьи: Джон Макайзек Келли Сазерленд Линейные судьи: Джонни Мюррей Райан Гиббонс |
|                                                                                  |              |         |                 | Судьи: Джон Макайзек Келли Сазерленд Линейные судьи: Джонни Мюррей Райан Гиббонс |
|                                                                                  |              |         |                 | Судьи: Джон Макайзек Келли Сазерленд Линейные судьи: Джонни Мюррей Райан Гиббонс |
| 12 мин                                                                           | Штраф        | 10 мин  |                 | Судьи: Джон Макайзек Келли Сазерленд Линейные судьи: Джонни Мюррей Райан Гиббонс |
|                                                                                  |              |         |                 |                                                                                  |
|                                                                                  | 22           | Броски  | 21              |                                                                                  |

| 22 мая 15:30 | Нью-Йорк Рейнджерс | 3 : 1 (1:0, 1:1, 1:0) | Каролина Харрикейнз | Мэдисон-сквер-гарден Зрителей: 18 006 |

| Отчёт | Отчёт                   | Отчёт                                         | Отчёт        | Отчёт                                                                 |
| --- | ----------------------- | --------------------------------------------- | ------------ | --------------------------------------------------------------------- |
| |                         |                                               |              |                                                                       |
| | Игорь Шестёркин         | Вратари                                       | Антти Раанта | Судьи: Крис Руни Жан Эбер Линейные судьи: Джонни Мюррей Райан Гиббонс |
| | Голы:                   |                                               |              | Судьи: Крис Руни Жан Эбер Линейные судьи: Джонни Мюррей Райан Гиббонс |
| Мика Зибанежад (бол.) — 11:54 (А. Панарин, А. Фокс) Крис Крайдер — 25:55 (М. Зибанежад, Дж. Труба) Тайлер Мотт (п.в.) — 58:37 | 1 : 0 2 : 0 2 : 1 3 : 1 | 28:18 — Нино Нидеррайтер (Дж. Стаал, Б. Смит) |              | Судьи: Крис Руни Жан Эбер Линейные судьи: Джонни Мюррей Райан Гиббонс |
| |                         |                                               |              | Судьи: Крис Руни Жан Эбер Линейные судьи: Джонни Мюррей Райан Гиббонс |
| |                         |                                               |              | Судьи: Крис Руни Жан Эбер Линейные судьи: Джонни Мюррей Райан Гиббонс |
| |                         |                                               |              | Судьи: Крис Руни Жан Эбер Линейные судьи: Джонни Мюррей Райан Гиббонс |
| 6 мин | Штраф                   | 6 мин                                         |              | Судьи: Крис Руни Жан Эбер Линейные судьи: Джонни Мюррей Райан Гиббонс |
| |                         |                                               |              |                                                                       |
| | 33                      | Броски                                        | 44           |                                                                       |

| 24 мая 19:00 | Нью-Йорк Рейнджерс | 4 : 1 (2:0, 1:0, 1:1) | Каролина Харрикейнз | Мэдисон-сквер-гарден Зрителей: 18 006 |

| Отчёт | Отчёт                         | Отчёт                             | Отчёт        | Отчёт                                                                   |
| --- | ----------------------------- | --------------------------------- | ------------ | ----------------------------------------------------------------------- |
| |                               |                                   |              |                                                                         |
| | Игорь Шестёркин               | Вратари                           | Антти Раанта | Судьи: Эрик Фурлатт Уэс Макколи Линейные судьи: Девин Берг Брэд Ковачик |
| | Голы:                         |                                   |              | Судьи: Эрик Фурлатт Уэс Макколи Линейные судьи: Девин Берг Брэд Ковачик |
| Фрэнк Ватрано (бол.) — 13:31 (Э. Копп, А. Фокс) Адам Фокс — 15:42 (Р. Линдгрен, Э. Копп) Мика Зибанежад — 36:48 (Р. Линдгрен, Ф. Ватрано) Эндрю Копп — 51:10 (Р. Строум) | 1 : 0 2 : 0 3 : 0 3 : 1 4 : 1 | 46:33 — Теуво Терявяйнен (С. Ахо) |              | Судьи: Эрик Фурлатт Уэс Макколи Линейные судьи: Девин Берг Брэд Ковачик |
| |                               |                                   |              | Судьи: Эрик Фурлатт Уэс Макколи Линейные судьи: Девин Берг Брэд Ковачик |
| |                               |                                   |              | Судьи: Эрик Фурлатт Уэс Макколи Линейные судьи: Девин Берг Брэд Ковачик |
| |                               |                                   |              | Судьи: Эрик Фурлатт Уэс Макколи Линейные судьи: Девин Берг Брэд Ковачик |
| 13 мин | Штраф                         | 27 мин                            |              | Судьи: Эрик Фурлатт Уэс Макколи Линейные судьи: Девин Берг Брэд Ковачик |
| |                               |                                   |              |                                                                         |
| | 28                            | Броски                            | 31           |                                                                         |

| 26 мая 19:00 | Каролина Харрикейнз | 3 : 1 (1:1, 1:0, 1:0) | Нью-Йорк Рейнджерс | Пи-эн-си-арена Зрителей: 18 786 |

| Отчёт | Отчёт                   | Отчёт                                               | Отчёт           | Отчёт                                                                   |
| --- | ----------------------- | --------------------------------------------------- | --------------- | ----------------------------------------------------------------------- |
| |                         |                                                     |                 |                                                                         |
| | Антти Раанта            | Вратари                                             | Игорь Шестёркин | Судьи: Крис Ли Стив Козари Линейные судьи: Давид Брисбуа Мэтт Макферсон |
| | Голы:                   |                                                     |                 | Судьи: Крис Ли Стив Козари Линейные судьи: Давид Брисбуа Мэтт Макферсон |
| Винсент Трочек (мен.) — 12:57 (Дж. Стаал) Теуво Терявяйнен (бол.) — 29:47 (С. Джарвис, Т. Деанжело) Андрей Свечников — 53:01 (М. Нечас, Б. Пеши) | 1 : 0 1 : 1 2 : 1 3 : 1 | 17:06 — Мика Зибанежад (бол.) (А. Панарин, А. Фокс) |                 | Судьи: Крис Ли Стив Козари Линейные судьи: Давид Брисбуа Мэтт Макферсон |
| |                         |                                                     |                 | Судьи: Крис Ли Стив Козари Линейные судьи: Давид Брисбуа Мэтт Макферсон |
| |                         |                                                     |                 | Судьи: Крис Ли Стив Козари Линейные судьи: Давид Брисбуа Мэтт Макферсон |
| |                         |                                                     |                 | Судьи: Крис Ли Стив Козари Линейные судьи: Давид Брисбуа Мэтт Макферсон |
| 4 мин | Штраф                   | 4 мин                                               |                 | Судьи: Крис Ли Стив Козари Линейные судьи: Давид Брисбуа Мэтт Макферсон |
| |                         |                                                     |                 |                                                                         |
| | 34                      | Броски                                              | 17              |                                                                         |

| 28 мая 20:00 | Нью-Йорк Рейнджерс | 5 : 2 (2:0, 2:2, 1:0) | Каролина Харрикейнз | Мэдисон-сквер-гарден Зрителей: 18 006 |

| Отчёт | Отчёт                                     | Отчёт                                                                            | Отчёт                                                  | Отчёт                                                                        |
| --- | ----------------------------------------- | -------------------------------------------------------------------------------- | ------------------------------------------------------ | ---------------------------------------------------------------------------- |
| |                                           |                                                                                  |                                                        |                                                                              |
| | Игорь Шестёркин                           | Вратари                                                                          | 00:00-23:24 — Антти Раанта 23:24-60:00 — Пётр Кочетков | Судьи: Горд Дуайер Франсуа Сан-Лоран Линейные судьи: Стив Бартон Райан Дэйзи |
| | Голы:                                     |                                                                                  |                                                        | Судьи: Горд Дуайер Франсуа Сан-Лоран Линейные судьи: Стив Бартон Райан Дэйзи |
| Тайлер Мотт — 07:22 Мика Зибанежад (бол.) — 09:51 (А. Фокс, И. Шестёркин) Филип Хытил — 23:24 (А. Фокс) Филип Хытил — 26:47 (А. Лафреньер, И. Шестёркин) Артемий Панарин (бол.) — 47:43 (К. Крайдер, Р. Строум) | 1 : 0 2 : 0 3 : 0 3 : 1 4 : 1 4 : 2 5 : 2 | 25:05 — Брэди Шей (С. Ахо, С. Джарвис) 32:47 — Винсент Трочек (М. Нечас, Б. Шей) |                                                        | Судьи: Горд Дуайер Франсуа Сан-Лоран Линейные судьи: Стив Бартон Райан Дэйзи |
| |                                           |                                                                                  |                                                        | Судьи: Горд Дуайер Франсуа Сан-Лоран Линейные судьи: Стив Бартон Райан Дэйзи |
| |                                           |                                                                                  |                                                        | Судьи: Горд Дуайер Франсуа Сан-Лоран Линейные судьи: Стив Бартон Райан Дэйзи |
| |                                           |                                                                                  |                                                        | Судьи: Горд Дуайер Франсуа Сан-Лоран Линейные судьи: Стив Бартон Райан Дэйзи |
| 12 мин | Штраф                                     | 14 мин                                                                           |                                                        | Судьи: Горд Дуайер Франсуа Сан-Лоран Линейные судьи: Стив Бартон Райан Дэйзи |
| |                                           |                                                                                  |                                                        |                                                                              |
| | 25                                        | Броски                                                                           | 39                                                     |                                                                              |

| 30 мая 20:00 | Каролина Харрикейнз | 2 : 6 (0:2, 0:1, 2:3) | Нью-Йорк Рейнджерс | Пи-эн-си-арена Зрителей: 18 922 |

| Отчёт                                                                          | Отчёт                                                  | Отчёт | Отчёт           | Отчёт                                                                     |
| ------------------------------------------------------------------------------ | ------------------------------------------------------ | --- | --------------- | ------------------------------------------------------------------------- |
|                                                                                |                                                        | |                 |                                                                           |
|                                                                                | Антти Раанта — 00:00-35:37 Пётр Кочетков — 35:37-60:00 | Вратари | Игорь Шестёркин | Судьи: Уэс Макколи Крис Руни Линейные судьи: Мэтт Макферсон Джонни Мюррей |
|                                                                                | Голы:                                                  | |                 | Судьи: Уэс Макколи Крис Руни Линейные судьи: Мэтт Макферсон Джонни Мюррей |
| Тони Деанжело — 48:11 (С. Ахо) Макс Доми — 56:13 (Дж. Мартинук, Й. Котканиеми) | 0 : 1 0 : 2 0 : 3 0 : 4 1 : 4 1 : 5 2 : 5 2 : 6        | 03:40 — Адам Фокс (бол.) (А. Лафреньер, Э. Копп) 08:00 — Крис Крайдер (бол.) (М. Зибанежад, А. Фокс) 36:19 — Райан Строум (А. Панарин, К. Миллер) 43:59 — Крис Крайдер (Ф. Ватрано, М. Зибанежад) 48:51 — Филип Хытил (К. Какко) 57:08 — Эндрю Копп (п.в.) (М. Зибанежад, Б. Гудроу) |                 | Судьи: Уэс Макколи Крис Руни Линейные судьи: Мэтт Макферсон Джонни Мюррей |
|                                                                                |                                                        | |                 | Судьи: Уэс Макколи Крис Руни Линейные судьи: Мэтт Макферсон Джонни Мюррей |
|                                                                                |                                                        | |                 | Судьи: Уэс Макколи Крис Руни Линейные судьи: Мэтт Макферсон Джонни Мюррей |
|                                                                                |                                                        | |                 | Судьи: Уэс Макколи Крис Руни Линейные судьи: Мэтт Макферсон Джонни Мюррей |
| 6 мин                                                                          | Штраф                                                  | 8 мин |                 | Судьи: Уэс Макколи Крис Руни Линейные судьи: Мэтт Макферсон Джонни Мюррей |
|                                                                                |                                                        | |                 |                                                                           |
|                                                                                | 38                                                     | Броски | 31              |                                                                           |

### Западная конференция

#### «Колорадо Эвеланш» (Ц1) — «Сент-Луис Блюз» (Ц3)
Свою единственную очную серию плей-офф команды провели в 1-м раунде розыгрыша Кубка Стэнли 2021, в которой победу в четырёх матчах одержал «Колорадо». «Лавины» выиграли у «Блюз» сезонную серию 2021/22 со счётом 2-1.
«Колорадо Эвеланш» выиграл серию со счётом 4-2. Самыми результативными игроками серии стали нападающие «Колорадо» Натан Маккиннон и Назем Кадри, а также форвард «Сент-Луиса» Павел Бучневич, которые в шести матчах набрали по 7 очков.
| 17 мая 21:30 | Колорадо Эвеланш | 3 : 2 (ОТ) (0:1, 2:0, 0:1, 1:0) | Сент-Луис Блюз | Болл-арена Зрителей: 18 105 |

| Отчёт | Отчёт                       | Отчёт                                                                   | Отчёт              | Отчёт                                                                |
| --- | --------------------------- | ----------------------------------------------------------------------- | ------------------ | -------------------------------------------------------------------- |
| |                             |                                                                         |                    |                                                                      |
| | Дарси Кемпер                | Вратари                                                                 | Джордан Биннингтон | Судьи: Крис Ли Стив Козари Линейные судьи: Брайан Пансич Скотт Черри |
| | Голы:                       |                                                                         |                    | Судьи: Крис Ли Стив Козари Линейные судьи: Брайан Пансич Скотт Черри |
| Валерий Ничушкин — 23:14 (Н. Маккиннон, М. Рантанен) Самюэль Жирар — 33:32 (Дж. Мэнсон, Г. Ландескуг) Джош Мэнсон — 68:02 (Г. Ландескуг, Н. Кадри) | 0 : 1 : 1 2 : 1 2 : 2 3 : 2 | 06:25 — Райан О’Райли (Б. Шенн) 56:46 — Джордан Кайру (бол.) (Дж. Фолк) |                    | Судьи: Крис Ли Стив Козари Линейные судьи: Брайан Пансич Скотт Черри |
| |                             |                                                                         |                    | Судьи: Крис Ли Стив Козари Линейные судьи: Брайан Пансич Скотт Черри |
| |                             |                                                                         |                    | Судьи: Крис Ли Стив Козари Линейные судьи: Брайан Пансич Скотт Черри |
| |                             |                                                                         |                    | Судьи: Крис Ли Стив Козари Линейные судьи: Брайан Пансич Скотт Черри |
| 2 мин | Штраф                       | 6 мин                                                                   |                    | Судьи: Крис Ли Стив Козари Линейные судьи: Брайан Пансич Скотт Черри |
| |                             |                                                                         |                    |                                                                      |
| | 54                          | Броски                                                                  | 25                 |                                                                      |

| 19 мая 21:30 | Колорадо Эвеланш | 1 : 4 (0:0, 0:2, 1:2) | Сент-Луис Блюз | Болл-арена Зрителей: 18 117 |

| Отчёт                                                         | Отчёт                         | Отчёт | Отчёт              | Отчёт                                                                        |
| ------------------------------------------------------------- | ----------------------------- | --- | ------------------ | ---------------------------------------------------------------------------- |
|                                                               |                               | |                    |                                                                              |
|                                                               | Дарси Кемпер                  | Вратари | Джордан Биннингтон | Судьи: Горд Дуайер Франсуа Сан-Лоран Линейные судьи: Стив Бартон Райан Дэйзи |
|                                                               | Голы:                         | |                    | Судьи: Горд Дуайер Франсуа Сан-Лоран Линейные судьи: Стив Бартон Райан Дэйзи |
| Габриэль Ландескуг (бол.) — 41:49 (М. Рантанен, Н. Маккиннон) | 0 : 1 0 : 2 1 : 2 1 : 3 1 : 4 | 25:45 — Джордан Кайру (Р. О’Райли, П. Бучневич) 39:26 — Давид Перрон (бол.) (П. Бучневич, В. Тарасенко) 50:31 — Давид Перрон 58:10 — Брэндон Саад (п.в.) (Б. Шенн, Дж. Фолк) |                    | Судьи: Горд Дуайер Франсуа Сан-Лоран Линейные судьи: Стив Бартон Райан Дэйзи |
|                                                               |                               | |                    | Судьи: Горд Дуайер Франсуа Сан-Лоран Линейные судьи: Стив Бартон Райан Дэйзи |
|                                                               |                               | |                    | Судьи: Горд Дуайер Франсуа Сан-Лоран Линейные судьи: Стив Бартон Райан Дэйзи |
|                                                               |                               | |                    | Судьи: Горд Дуайер Франсуа Сан-Лоран Линейные судьи: Стив Бартон Райан Дэйзи |
| 4 мин                                                         | Штраф                         | 4 мин |                    | Судьи: Горд Дуайер Франсуа Сан-Лоран Линейные судьи: Стив Бартон Райан Дэйзи |
|                                                               |                               | |                    |                                                                              |
|                                                               | 31                            | Броски | 32                 |                                                                              |

| 21 мая 20:00 | Сент-Луис Блюз | 2 : 5 (1:1, 1:2, 0:2) | Колорадо Эвеланш | Энтерпрайз-центр Зрителей: 18 096 |

| Отчёт                                                                             | Отчёт                                                      | Отчёт | Отчёт        | Отчёт                                                                     |
| --------------------------------------------------------------------------------- | ---------------------------------------------------------- | --- | ------------ | ------------------------------------------------------------------------- |
|                                                                                   |                                                            | |              |                                                                           |
|                                                                                   | Джордан Биннингтон — 00:00-06:45 Вилле Хуссо — 06:45-60:00 | Вратари | Дарси Кемпер | Судьи: Эрик Фурлатт Уэс Макколи Линейные судьи: Скотт Черри Брайан Пансич |
|                                                                                   | Голы:                                                      | |              | Судьи: Эрик Фурлатт Уэс Макколи Линейные судьи: Скотт Черри Брайан Пансич |
| Колтон Парайко — 03:55 (Р. О’Райли) Райан О’Райли — 39:30 (Н. Ледди, П. Бучневич) | 1 : 0 1 : 1 : 2 1 : 3 2 : 3 2 : 4 2 : 5                    | 10:57 — Логан О’Коннор (Дж. Мэнсон, Д. Хелм) 33:38 — Назем Кадри (К. Макар, М. Рантанен) 37:15 — Арттури Лехконен (Н. Кадри) 57:52 — Габриэль Ландескуг (Н. Маккиннон, М. Рантанен) 59:02 — Арттури Лехконен (п.в.) (В. Ничушкин) |              | Судьи: Эрик Фурлатт Уэс Макколи Линейные судьи: Скотт Черри Брайан Пансич |
|                                                                                   |                                                            | |              | Судьи: Эрик Фурлатт Уэс Макколи Линейные судьи: Скотт Черри Брайан Пансич |
|                                                                                   |                                                            | |              | Судьи: Эрик Фурлатт Уэс Макколи Линейные судьи: Скотт Черри Брайан Пансич |
|                                                                                   |                                                            | |              | Судьи: Эрик Фурлатт Уэс Макколи Линейные судьи: Скотт Черри Брайан Пансич |
| 4 мин                                                                             | Штраф                                                      | 6 мин |              | Судьи: Эрик Фурлатт Уэс Макколи Линейные судьи: Скотт Черри Брайан Пансич |
|                                                                                   |                                                            | |              |                                                                           |
|                                                                                   | 31                                                         | Броски | 27           |                                                                           |

| 23 мая 21:30 | Сент-Луис Блюз | 3 : 6 (1:0, 2:4, 0:2) | Колорадо Эвеланш | Энтерпрайз-центр Зрителей: 18 096 |

| Отчёт | Отчёт                                               | Отчёт | Отчёт        | Отчёт                                                                             |
| --- | --------------------------------------------------- | --- | ------------ | --------------------------------------------------------------------------------- |
| |                                                     | |              |                                                                                   |
| | Вилле Хуссо                                         | Вратари | Дарси Кемпер | Судьи: Келли Сазерленд Джон Макайзек Линейные судьи: Мэтт Макферсон Давид Брисбуа |
| | Голы:                                               | |              | Судьи: Келли Сазерленд Джон Макайзек Линейные судьи: Мэтт Макферсон Давид Брисбуа |
| Давид Перрон — 05:07 (П. Бучневич) Давид Перрон (бол.) — 37:02 (С. Перунович, Б. Шенн) Павел Бучневич (бол.) — 39:27 (Дж. Кайру, Б. Саад) | 1 : 0 1 : 1 : 2 1 : 3 1 : 4 2 : 4 3 : 4 3 : 5 3 : 6 | 22:44 — Джек Джонсон (А. Ньюхук, Б. Байрэм) 24:07 — Назем Кадри (В. Ничушкин) 24:26 — Девон Тэйвз 27:37 — Назем Кадри (Б. Байрэм, К. Макар) 49:38 — Назем Кадри (В. Ничушкин) 59:58 — Микко Рантанен (п.в.) (Н. Кадри) |              | Судьи: Келли Сазерленд Джон Макайзек Линейные судьи: Мэтт Макферсон Давид Брисбуа |
| |                                                     | |              | Судьи: Келли Сазерленд Джон Макайзек Линейные судьи: Мэтт Макферсон Давид Брисбуа |
| |                                                     | |              | Судьи: Келли Сазерленд Джон Макайзек Линейные судьи: Мэтт Макферсон Давид Брисбуа |
| |                                                     | |              | Судьи: Келли Сазерленд Джон Макайзек Линейные судьи: Мэтт Макферсон Давид Брисбуа |
| 6 мин | Штраф                                               | 8 мин |              | Судьи: Келли Сазерленд Джон Макайзек Линейные судьи: Мэтт Макферсон Давид Брисбуа |
| |                                                     | |              |                                                                                   |
| | 20                                                  | Броски | 37           |                                                                                   |

| 25 мая 20:00 | Колорадо Эвеланш | 4 : 5 (ОТ) (2:0, 1:1, 1:3, 0:1) | Сент-Луис Блюз | Болл-арена Зрителей: 18 117 |

| Отчёт | Отчёт                                               | Отчёт | Отчёт       | Отчёт                                                             |
| --- | --------------------------------------------------- | --- | ----------- | ----------------------------------------------------------------- |
| |                                                     | |             |                                                                   |
| | Дарси Кемпер                                        | Вратари | Вилле Хуссо | Судьи: Жан Эбер Крис Руни Линейные судьи: Стив Бартон Райан Дэйзи |
| | Голы:                                               | |             | Судьи: Жан Эбер Крис Руни Линейные судьи: Стив Бартон Райан Дэйзи |
| Натан Маккиннон — 03:51 (А. Лехконен, Б. Байрэм) Натан Маккиннон (бол.) — 18:23 (М. Рантанен, К. Макар) Габриэль Ландескуг — 24:02 (Д. Тэйвз, Н. Маккиннон) Натан Маккиннон — 57:14 (Б. Байрэм) | 1 : 0 2 : 0 3 : 0 3 : 1 3 : 2 3 : 3 4 : 3 4 : 4 : 5 | 34:42 — Владимир Тарасенко (Н. Ледди, Б. Шенн) 49:57 — Роберт Томас (П. Бучневич, Н. Ледди) 55:14 — Джастин Фолк (А. Торопченко, Н. Ледди) 59:04 — Роберт Томас (В. Тарасенко, П. Бучневич) 63:38 — Тайлер Бозак (Н. Ледди, И. Барбашёв) |             | Судьи: Жан Эбер Крис Руни Линейные судьи: Стив Бартон Райан Дэйзи |
| |                                                     | |             | Судьи: Жан Эбер Крис Руни Линейные судьи: Стив Бартон Райан Дэйзи |
| |                                                     | |             | Судьи: Жан Эбер Крис Руни Линейные судьи: Стив Бартон Райан Дэйзи |
| |                                                     | |             | Судьи: Жан Эбер Крис Руни Линейные судьи: Стив Бартон Райан Дэйзи |
| 6 мин | Штраф                                               | 6 мин |             | Судьи: Жан Эбер Крис Руни Линейные судьи: Стив Бартон Райан Дэйзи |
| |                                                     | |             |                                                                   |
| | 34                                                  | Броски | 30          |                                                                   |

| 27 мая 20:00 | Сент-Луис Блюз | 2 : 3 (1:0, 1:1, 0:2) | Колорадо Эвеланш | Энтерпрайз-центр Зрителей: 18 096 |

| Отчёт                                                                       | Отчёт                       | Отчёт | Отчёт        | Отчёт                                                                          |
| --------------------------------------------------------------------------- | --------------------------- | --- | ------------ | ------------------------------------------------------------------------------ |
|                                                                             |                             | |              |                                                                                |
|                                                                             | Вилле Хуссо                 | Вратари | Дарси Кемпер | Судьи: Фредерик Л’Экюйе Дэн О’Рурк Линейные судьи: Райан Гиббонс Джонни Мюррей |
|                                                                             | Голы:                       | |              | Судьи: Фредерик Л’Экюйе Дэн О’Рурк Линейные судьи: Райан Гиббонс Джонни Мюррей |
| Джастин Фолк — 19:00 (Р. Томас, Н. Миккола) Джордан Кайру — 29:34 (Б. Шенн) | 1 : 0 1 : 1 2 : 1 2 : 2 : 3 | 25:19 — Джей Ти Комфер (Дж. Мэнсон, А. Бураковски) 50:18 — Джей Ти Комфер (бол.) (Б. Байрэм, Д. Тэйвз) 59:54 — Даррен Хелм (Л. О’Коннор, Э. Джонсон) |              | Судьи: Фредерик Л’Экюйе Дэн О’Рурк Линейные судьи: Райан Гиббонс Джонни Мюррей |
|                                                                             |                             | |              | Судьи: Фредерик Л’Экюйе Дэн О’Рурк Линейные судьи: Райан Гиббонс Джонни Мюррей |
|                                                                             |                             | |              | Судьи: Фредерик Л’Экюйе Дэн О’Рурк Линейные судьи: Райан Гиббонс Джонни Мюррей |
|                                                                             |                             | |              | Судьи: Фредерик Л’Экюйе Дэн О’Рурк Линейные судьи: Райан Гиббонс Джонни Мюррей |
| 4 мин                                                                       | Штраф                       | 4 мин |              | Судьи: Фредерик Л’Экюйе Дэн О’Рурк Линейные судьи: Райан Гиббонс Джонни Мюррей |
|                                                                             |                             | |              |                                                                                |
|                                                                             | 20                          | Броски | 39           |                                                                                |

#### «Калгари Флэймз» (Т1) — «Эдмонтон Ойлерз» (Т2)
Шестая встреча «Калгари» и «Эдмонтона» в плей-офф. Из предыдущих пяти «Ойлерз» выиграли четыре, включая их последнюю встречу в полуфинале дивизиона Смайта 1991 года в семи матчах. В регулярном чемпионате сезона 2021/22 клубы провели четыре очных встречи, в которых одержали по две победы.
«Эдмонтон Ойлерз» победил в серии со счётом 4-1. В первом матче серии, в котором победу одержал «Калгари», команды в общей сложности забросили 15 шайб, что сделало эту встречу самой результативной в плей-офф с 1993 года. В третьей игре серии нападающий «Ойлерз» Леон Драйзайтль стал первым в истории игроком, сделавшим 4 голевые передачи в одном периоде матча плей-офф НХЛ. Всего же в пяти матчах серии Драйзайтль набрал 17 (2+15) очков и стал самым результативным игроком «Битвы при Альберте».
| 18 мая 21:30 | Калгари Флэймз | 9 : 6 (3:1, 3:4, 3:1) | Эдмонтон Ойлерз | Скоушабэнк-Сэдлдоум Зрителей: 19 289 |

| Отчёт | Отчёт                                                                                     | Отчёт | Отчёт                                                | Отчёт                                                                   |
| --- | ----------------------------------------------------------------------------------------- | --- | ---------------------------------------------------- | ----------------------------------------------------------------------- |
| |                                                                                           | |                                                      |                                                                         |
| | Якоб Маркстрём                                                                            | Вратари | 00:00-06:05 — Майк Смит 06:05-60:00 — Микко Коскинен | Судьи: Эрик Фурлатт Уэс Макколи Линейные судьи: Брэд Ковачик Девин Берг |
| | Голы:                                                                                     | |                                                      | Судьи: Эрик Фурлатт Уэс Макколи Линейные судьи: Брэд Ковачик Девин Берг |
| Элиас Линдхольм — 00:26 (Р. Андерссон, Дж. Годро) Эндрю Манджипани — 00:51 (М. Баклунд) Бретт Ритчи — 06:05 Блейк Коулман — 20:45 (Э. Манджипани, Р. Андерссон) Блейк Коулман — 26:10 (Н. Ханифин, Т. Льюис) Мэттью Ткачук (бол.) — 28:24 (Дж. Годро, Т. Тоффоли) Расмус Андерссон — 42:57 (Э. Манджипани, К. Йернкрук) Мэттью Ткачук — 48:55 Мэттью Ткачук (п.в.) — 57:49 (Э. Линдхольм, Дж. Годро) | 1 : 0 2 : 0 3 : 0 3 : 1 4 : 1 5 : 1 5 : 2 6 : 2 6 : 3 6 : 4 6 : 5 6 : 6 7 : 6 8 : 6 9 : 6 | 07:41 — Коннор Макдэвид 27:10 — Эван Бушар (К. Макдэвид, Л. Драйзайтль) 29:38 — Зак Хайман (Р. Нюджент-Хопкинс, Т. Бэрри) 34:06 — Зак Хайман (Р. Нюджент-Хопкинс, К. Ямамото) 39:21 — Леон Драйзайтль (К. Макдэвид) 41:28 — Кайлер Ямамото (К. Макдэвид, Л. Драйзайтль) |                                                      | Судьи: Эрик Фурлатт Уэс Макколи Линейные судьи: Брэд Ковачик Девин Берг |
| |                                                                                           | |                                                      | Судьи: Эрик Фурлатт Уэс Макколи Линейные судьи: Брэд Ковачик Девин Берг |
| |                                                                                           | |                                                      | Судьи: Эрик Фурлатт Уэс Макколи Линейные судьи: Брэд Ковачик Девин Берг |
| |                                                                                           | |                                                      | Судьи: Эрик Фурлатт Уэс Макколи Линейные судьи: Брэд Ковачик Девин Берг |
| 16 мин | Штраф                                                                                     | 12 мин |                                                      | Судьи: Эрик Фурлатт Уэс Макколи Линейные судьи: Брэд Ковачик Девин Берг |
| |                                                                                           | |                                                      |                                                                         |
| | 48                                                                                        | Броски | 28                                                   |                                                                         |

| 20 мая 22:30 | Калгари Флэймз | 3 : 5 (2:1, 1:2, 0:2) | Эдмонтон Ойлерз | Скоушабэнк-Сэдлдоум Зрителей: 19 289 |

| Отчёт | Отчёт                                         | Отчёт | Отчёт     | Отчёт                                                              |
| --- | --------------------------------------------- | --- | --------- | ------------------------------------------------------------------ |
| |                                               | |           |                                                                    |
| | Якоб Маркстрём                                | Вратари | Майк Смит | Судьи: Крис Ли Стив Козари Линейные судьи: Девин Берг Брэд Ковачик |
| | Голы:                                         | |           | Судьи: Крис Ли Стив Козари Линейные судьи: Девин Берг Брэд Ковачик |
| Майкл Стоун — 03:02 (Дж. Годро, М. Ткачук) Бретт Ритчи — 06:02 (Э. Гудбрансон, Т. Льюис) Т. Тоффоли (бол.) — 22:04 (Э. Линдхольм, Дж. Годро) | 1 : 0 2 : 0 2 : 1 3 : 1 3 : 2 3 : 3 : 4 3 : 5 | 13:38 — Данкан Кит (К. Макдэвид, Л. Драйзайтль) 23:05 — Коннор Макдэвид (Д. Кит, Л. Драйзайтль) 35:03 — Эван Бушар (бол.) (Д. Кит, Э. Кейн) 50:14 — Зак Хайман (мен.) (Р. Нюджент-Хопкинс) 52:36 — Леон Драйзайтль (М. Смит) |           | Судьи: Крис Ли Стив Козари Линейные судьи: Девин Берг Брэд Ковачик |
| |                                               | |           | Судьи: Крис Ли Стив Козари Линейные судьи: Девин Берг Брэд Ковачик |
| |                                               | |           | Судьи: Крис Ли Стив Козари Линейные судьи: Девин Берг Брэд Ковачик |
| |                                               | |           | Судьи: Крис Ли Стив Козари Линейные судьи: Девин Берг Брэд Ковачик |
| 22 мин | Штраф                                         | 22 мин |           | Судьи: Крис Ли Стив Козари Линейные судьи: Девин Берг Брэд Ковачик |
| |                                               | |           |                                                                    |
| | 40                                            | Броски | 40        |                                                                    |

| 22 мая 20:00 | Эдмонтон Ойлерз | 4 : 1 (0:0, 4:0, 0:1) | Калгари Флэймз | Роджерс Плэйс Зрителей: 18 347 |

| Отчёт | Отчёт                                                                        | Отчёт                                           | Отчёт                                                      | Отчёт                                                                         |
| --- | ---------------------------------------------------------------------------- | ----------------------------------------------- | ---------------------------------------------------------- | ----------------------------------------------------------------------------- |
| |                                                                              |                                                 |                                                            |                                                                               |
| | Майк Смит — 00:00-48:35 Микко Коскинен — 48:35-52:50 Майк Смит — 52:50-60:00 | Вратари                                         | 00:00-40:00 — Якоб Маркстрём 40:00-60:00 — Даниэль Владарж | Судьи: Франсуа Сан-Лоран Горд Дуайер Линейные судьи: Кил Марчисон Марк Шевчик |
| | Голы:                                                                        |                                                 |                                                            | Судьи: Франсуа Сан-Лоран Горд Дуайер Линейные судьи: Кил Марчисон Марк Шевчик |
| Зак Хайман — 20:52 (Л. Драйзайтль, К. Макдэвид) Эвандер Кейн — 26:58 (Л. Драйзайтль) Эвандер Кейн — 27:51 (К. Макдэвид, Л. Драйзайтль) Эвандер Кейн — 32:58 (К. Макдэвид, Л. Драйзайтль) | 1 : 0 2 : 0 3 : 0 4 : 0 4 : 1                                                | 55:09 — Оливер Чюлингтон (К. Йернкрук, Д. Дюбе) |                                                            | Судьи: Франсуа Сан-Лоран Горд Дуайер Линейные судьи: Кил Марчисон Марк Шевчик |
| |                                                                              |                                                 |                                                            | Судьи: Франсуа Сан-Лоран Горд Дуайер Линейные судьи: Кил Марчисон Марк Шевчик |
| |                                                                              |                                                 |                                                            | Судьи: Франсуа Сан-Лоран Горд Дуайер Линейные судьи: Кил Марчисон Марк Шевчик |
| |                                                                              |                                                 |                                                            | Судьи: Франсуа Сан-Лоран Горд Дуайер Линейные судьи: Кил Марчисон Марк Шевчик |
| 16 мин | Штраф                                                                        | 27 мин                                          |                                                            | Судьи: Франсуа Сан-Лоран Горд Дуайер Линейные судьи: Кил Марчисон Марк Шевчик |
| |                                                                              |                                                 |                                                            |                                                                               |
| | 41                                                                           | Броски                                          | 33                                                         |                                                                               |

| 24 мая 21:30 | Эдмонтон Ойлерз | 5 : 3 (3:0, 0:2, 2:1) | Калгари Флэймз | Роджерс Плэйс Зрителей: 18 347 |

| Отчёт | Отчёт                                           | Отчёт | Отчёт          | Отчёт                                                                       |
| --- | ----------------------------------------------- | --- | -------------- | --------------------------------------------------------------------------- |
| |                                                 | |                |                                                                             |
| | Майк Смит                                       | Вратари | Якоб Маркстрём | Судьи: Дэн О’Рурк Фредерик Л’Экюйе Линейные судьи: Кил Марчисон Марк Шевчик |
| | Голы:                                           | |                | Судьи: Дэн О’Рурк Фредерик Л’Экюйе Линейные судьи: Кил Марчисон Марк Шевчик |
| Райан Нюджент-Хопкинс — 00:21 Зак Хайман (бол.) — 09:53 (К. Макдэвид, Л. Драйзайтль) Эвандер Кейн — 18:54 (Л. Драйзайтль, К. Сиси) Райан Нюджент-Хопкинс — 56:33 (Т. Бэрри, К. Ямамото) Эвандер Кейн (бол.) (п.в.) — 59:35 (К. Макдэвид, Л. Драйзайтль) | 1 : 0 2 : 0 3 : 0 3 : 1 3 : 2 3 : 3 4 : 3 5 : 3 | 29:04 — Элиас Линдхольм (бол.) (Н. Ханифин, Т. Тоффоли) 29:40 — Микаэль Баклунд (К. Танев) 50:56 — Расмус Андерссон (мен.) |                | Судьи: Дэн О’Рурк Фредерик Л’Экюйе Линейные судьи: Кил Марчисон Марк Шевчик |
| |                                                 | |                | Судьи: Дэн О’Рурк Фредерик Л’Экюйе Линейные судьи: Кил Марчисон Марк Шевчик |
| |                                                 | |                | Судьи: Дэн О’Рурк Фредерик Л’Экюйе Линейные судьи: Кил Марчисон Марк Шевчик |
| |                                                 | |                | Судьи: Дэн О’Рурк Фредерик Л’Экюйе Линейные судьи: Кил Марчисон Марк Шевчик |
| 6 мин | Штраф                                           | 8 мин |                | Судьи: Дэн О’Рурк Фредерик Л’Экюйе Линейные судьи: Кил Марчисон Марк Шевчик |
| |                                                 | |                |                                                                             |
| | 26                                              | Броски | 32             |                                                                             |

| 26 мая 21:30 | Калгари Флэймз | 4 : 5 (ОТ) (1:0, 3:4, 0:0, 0:1) | Эдмонтон Ойлерз | Скоушабэнк-Сэдлдоум Зрителей: 19 289 |

| Отчёт | Отчёт                                           | Отчёт | Отчёт     | Отчёт                                                                     |
| --- | ----------------------------------------------- | --- | --------- | ------------------------------------------------------------------------- |
| |                                                 | |           |                                                                           |
| | Якоб Маркстрём                                  | Вратари | Майк Смит | Судьи: Эрик Фурлатт Уэс Макколи Линейные судьи: Скотт Черри Брайан Пансич |
| | Голы:                                           | |           | Судьи: Эрик Фурлатт Уэс Макколи Линейные судьи: Скотт Черри Брайан Пансич |
| Эндрю Манджипани — 10:13 (Б. Коулман, М. Баклунд) Микаэль Баклунд — 25:41 (М. Стоун, Б. Коулман) Джонни Годро — 35:12 (О. Чюлингтон) Калле Йернкрук — 35:28 (Н. Задоров) | 1 : 0 2 : 0 2 : 1 2 : 2 : 3 : 3 4 : 3 4 : 4 : 5 | 27:40 — Дарнелл Нерс (Л. Драйзайтль, З. Хайман) 29:56 — Ессе Пульюярви (З. Хайман) 34:57 — Зак Хайман (бол.) (Р. Нюджент-Хопкинс, Л. Драйзайтль) 36:08 — Эван Бушар (Л. Драйзайтль, Д. Кит) 65:03 — Коннор Макдэвид (Л. Драйзайтль) |           | Судьи: Эрик Фурлатт Уэс Макколи Линейные судьи: Скотт Черри Брайан Пансич |
| |                                                 | |           | Судьи: Эрик Фурлатт Уэс Макколи Линейные судьи: Скотт Черри Брайан Пансич |
| |                                                 | |           | Судьи: Эрик Фурлатт Уэс Макколи Линейные судьи: Скотт Черри Брайан Пансич |
| |                                                 | |           | Судьи: Эрик Фурлатт Уэс Макколи Линейные судьи: Скотт Черри Брайан Пансич |
| 2 мин | Штраф                                           | 4 мин |           | Судьи: Эрик Фурлатт Уэс Макколи Линейные судьи: Скотт Черри Брайан Пансич |
| |                                                 | |           |                                                                           |
| | 36                                              | Броски | 35        |                                                                           |

## Финалы конференций
Начало матчей указано по Североамериканскому восточному времени (UTC-4).

### Финал Восточной конференции

#### «Нью-Йорк Рейнджерс» (С2) — «Тампа-Бэй Лайтнинг» (А3)
Вторая встреча «Рейнджерс» и «Лайтнинг» в плей-офф. Предыдущая состоялась в финале Восточной конференции 2015 года и завершилась победой «Тампы» в семи матчах. В сезоне 2021/22 «рейнджеры» выиграли у «молний» все три матча регулярного чемпионата. Для обеих команд этот финал конференции является седьмым в истории клубов.
«Тампа» выиграла серию со счётом 4-2 и в пятый раз в своей истории стала обладателем приза принца Уэльского. Самыми результативными игроками серии стали нападающие «молний» Ондржей Палат и Никита Кучеров, которые в шести матчах набрали по 8 очков.
| 1 июня 20:00 | Нью-Йорк Рейнджерс | 6 : 2 (1:1, 3:1, 2:0) | Тампа-Бэй Лайтнинг | Мэдисон-сквер-гарден Зрителей: 18 006 |

| Отчёт | Отчёт                                           | Отчёт                                                                                         | Отчёт              | Отчёт                                                                       |
| --- | ----------------------------------------------- | --------------------------------------------------------------------------------------------- | ------------------ | --------------------------------------------------------------------------- |
| |                                                 |                                                                                               |                    |                                                                             |
| | Игорь Шестёркин                                 | Вратари                                                                                       | Андрей Василевский | Судьи: Эрик Фурлатт Уэс Макколи Линейные судьи: Кил Марчисон Мэтт Макферсон |
| | Голы:                                           |                                                                                               |                    | Судьи: Эрик Фурлатт Уэс Макколи Линейные судьи: Кил Марчисон Мэтт Макферсон |
| Крис Крайдер — 01:11 (М. Зибанежад, Ф. Ватрано) Фрэнк Ватрано — 27:50 (А. Фокс) Филип Хытил — 30:09 (К. Какко, А. Лафреньер) Филип Хытил — 35:43 (К. Миллер, А. Лафреньер) Артемий Панарин — 40:30 (Э. Копп, Дж. Труба) Мика Зибанежад (бол.) — 46:06 (А. Панарин, А. Фокс) | 1 : 0 1 : 1 2 : 1 2 : 2 3 : 2 4 : 2 5 : 2 6 : 2 | 07:18 — Стивен Стэмкос (Я. Рутта, Э. Сирелли) 28:32 — Ондржей Палат (С. Стэмкос, М. Сергачёв) |                    | Судьи: Эрик Фурлатт Уэс Макколи Линейные судьи: Кил Марчисон Мэтт Макферсон |
| |                                                 |                                                                                               |                    | Судьи: Эрик Фурлатт Уэс Макколи Линейные судьи: Кил Марчисон Мэтт Макферсон |
| |                                                 |                                                                                               |                    | Судьи: Эрик Фурлатт Уэс Макколи Линейные судьи: Кил Марчисон Мэтт Макферсон |
| |                                                 |                                                                                               |                    | Судьи: Эрик Фурлатт Уэс Макколи Линейные судьи: Кил Марчисон Мэтт Макферсон |
| 12 мин | Штраф                                           | 8 мин                                                                                         |                    | Судьи: Эрик Фурлатт Уэс Макколи Линейные судьи: Кил Марчисон Мэтт Макферсон |
| |                                                 |                                                                                               |                    |                                                                             |
| | 34                                              | Броски                                                                                        | 39                 |                                                                             |

| 3 июня 20:00 | Нью-Йорк Рейнджерс | 3 : 2 (2:1, 0:0, 1:1) | Тампа-Бэй Лайтнинг | Мэдисон-сквер-гарден Зрителей: 18 006 |

| Отчёт | Отчёт                       | Отчёт                                                                                        | Отчёт              | Отчёт                                                                |
| --- | --------------------------- | -------------------------------------------------------------------------------------------- | ------------------ | -------------------------------------------------------------------- |
| |                             |                                                                                              |                    |                                                                      |
| | Игорь Шестёркин             | Вратари                                                                                      | Андрей Василевский | Судьи: Жан Эбер Крис Руни Линейные судьи: Райан Гиббонс Брэд Ковачик |
| | Голы:                       |                                                                                              |                    | Судьи: Жан Эбер Крис Руни Линейные судьи: Райан Гиббонс Брэд Ковачик |
| К’Андре Миллер — 05:59 (Ф. Ватрано, К. Крайдер) Каапо Какко — 17:32 (А. Фокс, Ф. Хытил) Мика Зибанежад — 41:21 (А. Фокс, К. Крайдер) | 0 : 1 : 1 2 : 1 3 : 1 3 : 2 | 02:41 — Никита Кучеров (бол.) (В. Хедман, Э. Сирелли) 57:58 — Ник Пол (К. Перри, Н. Кучеров) |                    | Судьи: Жан Эбер Крис Руни Линейные судьи: Райан Гиббонс Брэд Ковачик |
| |                             |                                                                                              |                    | Судьи: Жан Эбер Крис Руни Линейные судьи: Райан Гиббонс Брэд Ковачик |
| |                             |                                                                                              |                    | Судьи: Жан Эбер Крис Руни Линейные судьи: Райан Гиббонс Брэд Ковачик |
| |                             |                                                                                              |                    | Судьи: Жан Эбер Крис Руни Линейные судьи: Райан Гиббонс Брэд Ковачик |
| 2 мин | Штраф                       | 8 мин                                                                                        |                    | Судьи: Жан Эбер Крис Руни Линейные судьи: Райан Гиббонс Брэд Ковачик |
| |                             |                                                                                              |                    |                                                                      |
| | 28                          | Броски                                                                                       | 31                 |                                                                      |

| 5 июня 15:00 | Тампа-Бэй Лайтнинг | 3 : 2 (0:0, 1:2, 2:0) | Нью-Йорк Рейнджерс | Амали-арена Зрителей: 19 092 |

| Отчёт | Отчёт                         | Отчёт | Отчёт           | Отчёт                                                                      |
| --- | ----------------------------- | --- | --------------- | -------------------------------------------------------------------------- |
| |                               | |                 |                                                                            |
| | Андрей Василевский            | Вратари | Игорь Шестёркин | Судьи: Келли Сазерленд Горд Дуайер Линейные судьи: Брэд Ковачик Девин Берг |
| | Голы:                         | |                 | Судьи: Келли Сазерленд Горд Дуайер Линейные судьи: Брэд Ковачик Девин Берг |
| Никита Кучеров (бол.) — 30:50 (В. Хедман, С. Стэмкос) Стивен Стэмкос (бол.) — 41:22 (К. Перри, Н. Кучеров) Ондржей Палат — 59:18 (Н. Кучеров, В. Хедман) | 0 : 1 0 : 2 1 : 2 2 : 2 3 : 2 | 27:37 — Мика Зибанежад (бол.) (А. Фокс, А. Панарин) 29:44 — Крис Крайдер (бол.) (М. Зибанежад, А. Панарин) |                 | Судьи: Келли Сазерленд Горд Дуайер Линейные судьи: Брэд Ковачик Девин Берг |
| |                               | |                 | Судьи: Келли Сазерленд Горд Дуайер Линейные судьи: Брэд Ковачик Девин Берг |
| |                               | |                 | Судьи: Келли Сазерленд Горд Дуайер Линейные судьи: Брэд Ковачик Девин Берг |
| |                               | |                 | Судьи: Келли Сазерленд Горд Дуайер Линейные судьи: Брэд Ковачик Девин Берг |
| 12 мин | Штраф                         | 12 мин |                 | Судьи: Келли Сазерленд Горд Дуайер Линейные судьи: Брэд Ковачик Девин Берг |
| |                               | |                 |                                                                            |
| | 51                            | Броски | 30              |                                                                            |

| 7 июня 20:00 | Тампа-Бэй Лайтнинг | 4 : 1 (1:0, 1:0, 2:1) | Нью-Йорк Рейнджерс | Амали-арена Зрителей: 19 092 |

| Отчёт | Отчёт                         | Отчёт                                                   | Отчёт           | Отчёт                                                                      |
| --- | ----------------------------- | ------------------------------------------------------- | --------------- | -------------------------------------------------------------------------- |
| |                               |                                                         |                 |                                                                            |
| | Андрей Василевский            | Вратари                                                 | Игорь Шестёркин | Судьи: Дэн О’Рурк Фредерик Л’Экюйе Линейные судьи: Стив Бартон Райан Дэйзи |
| | Голы:                         |                                                         |                 | Судьи: Дэн О’Рурк Фредерик Л’Экюйе Линейные судьи: Стив Бартон Райан Дэйзи |
| Патрик Марун — 02:38 (З. Богосян, П.-Э. Белльмар) Никита Кучеров — 33:07 (О. Палат, Я. Рутта) Стивен Стэмкос — 44:56 (О. Палат, Я. Рутта) Ондржей Палат (п.в.) — 59:51 | 1 : 0 2 : 0 3 : 0 3 : 1 4 : 1 | 56:27 — Артемий Панарин (бол.) (Ф. Ватрано, К. Крайдер) |                 | Судьи: Дэн О’Рурк Фредерик Л’Экюйе Линейные судьи: Стив Бартон Райан Дэйзи |
| |                               |                                                         |                 | Судьи: Дэн О’Рурк Фредерик Л’Экюйе Линейные судьи: Стив Бартон Райан Дэйзи |
| |                               |                                                         |                 | Судьи: Дэн О’Рурк Фредерик Л’Экюйе Линейные судьи: Стив Бартон Райан Дэйзи |
| |                               |                                                         |                 | Судьи: Дэн О’Рурк Фредерик Л’Экюйе Линейные судьи: Стив Бартон Райан Дэйзи |
| 11 мин | Штраф                         | 13 мин                                                  |                 | Судьи: Дэн О’Рурк Фредерик Л’Экюйе Линейные судьи: Стив Бартон Райан Дэйзи |
| |                               |                                                         |                 |                                                                            |
| | 31                            | Броски                                                  | 35              |                                                                            |

| 9 июня 20:00 | Нью-Йорк Рейнджерс | 1 : 3 (0:0, 1:1, 0:2) | Тампа-Бэй Лайтнинг | Мэдисон-сквер-гарден Зрителей: 18 006 |

| Отчёт                  | Отчёт                 | Отчёт | Отчёт              | Отчёт                                                                   |
| ---------------------- | --------------------- | --- | ------------------ | ----------------------------------------------------------------------- |
|                        |                       | |                    |                                                                         |
|                        | Игорь Шестёркин       | Вратари | Андрей Василевский | Судьи: Уэс Макколи Эрик Фурлатт Линейные судьи: Брэд Ковачик Девин Берг |
|                        | Голы:                 | |                    | Судьи: Уэс Макколи Эрик Фурлатт Линейные судьи: Брэд Ковачик Девин Берг |
| Райан Линдгрен — 30:29 | 1 : 0 1 : 1 : 2 1 : 3 | 37:34 — Михаил Сергачёв 58:10 — Ондржей Палат (М. Сергачёв, В. Хедман) 59:01 — Брэндон Хэйгел (п.в.) (Н. Кучеров) |                    | Судьи: Уэс Макколи Эрик Фурлатт Линейные судьи: Брэд Ковачик Девин Берг |
|                        |                       | |                    | Судьи: Уэс Макколи Эрик Фурлатт Линейные судьи: Брэд Ковачик Девин Берг |
|                        |                       | |                    | Судьи: Уэс Макколи Эрик Фурлатт Линейные судьи: Брэд Ковачик Девин Берг |
|                        |                       | |                    | Судьи: Уэс Макколи Эрик Фурлатт Линейные судьи: Брэд Ковачик Девин Берг |
| 13 мин                 | Штраф                 | 9 мин |                    | Судьи: Уэс Макколи Эрик Фурлатт Линейные судьи: Брэд Ковачик Девин Берг |
|                        |                       | |                    |                                                                         |
|                        | 25                    | Броски | 27                 |                                                                         |

| 11 июня 20:00 | Тампа-Бэй Лайтнинг | 2 : 1 (0:0, 1:0, 1:1) | Нью-Йорк Рейнджерс | Амали-арена Зрителей: 19 092 |

| Отчёт                                                                                        | Отчёт              | Отчёт                                  | Отчёт           | Отчёт                                                                 |
| -------------------------------------------------------------------------------------------- | ------------------ | -------------------------------------- | --------------- | --------------------------------------------------------------------- |
|                                                                                              |                    |                                        |                 |                                                                       |
|                                                                                              | Андрей Василевский | Вратари                                | Игорь Шестёркин | Судьи: Крис Руни Жан Эбер Линейные судьи: Райан Гиббонс Джонни Мюррей |
|                                                                                              | Голы:              |                                        |                 | Судьи: Крис Руни Жан Эбер Линейные судьи: Райан Гиббонс Джонни Мюррей |
| Стивен Стэмкос — 30:43 (О. Палат, М. Сергачёв) Стивен Стэмкос — 53:28 (Н. Кучеров, О. Палат) | 1 : 0 1 : 1 2 : 1  | 53:07 — Фрэнк Ватрано (бол.) (Э. Копп) |                 | Судьи: Крис Руни Жан Эбер Линейные судьи: Райан Гиббонс Джонни Мюррей |
|                                                                                              |                    |                                        |                 | Судьи: Крис Руни Жан Эбер Линейные судьи: Райан Гиббонс Джонни Мюррей |
|                                                                                              |                    |                                        |                 | Судьи: Крис Руни Жан Эбер Линейные судьи: Райан Гиббонс Джонни Мюррей |
|                                                                                              |                    |                                        |                 | Судьи: Крис Руни Жан Эбер Линейные судьи: Райан Гиббонс Джонни Мюррей |
| 6 мин                                                                                        | Штраф              | 4 мин                                  |                 | Судьи: Крис Руни Жан Эбер Линейные судьи: Райан Гиббонс Джонни Мюррей |
|                                                                                              |                    |                                        |                 |                                                                       |
|                                                                                              | 31                 | Броски                                 | 21              |                                                                       |

### Финал Западной конференции

#### «Колорадо Эвеланш» (Ц1) — «Эдмонтон Ойлерз» (Т2)
Третья встреча «Колорадо» и «Эдмонтона» в плей-офф. В предыдущих двух встречах каждая из команд одержала по одной победе. Последний раз команды встречались в плей-офф в четвертьфинале Западной конференции 1998 года, где «Ойлерз» были сильнее в семи матчах. В регулярном чемпионате 2021/22 команды провели между собой три матча, в двух из которых победили «Эвеланш». Для «Колорадо Эвеланш» этот финал конференции является седьмым (и девятым в истории франшизы), а для «Эдмонтон Ойлерз» десятым.
«Колорадо Эвеланш» выиграл серию со счётом 4-0 и в третий раз в своей истории стал чемпионом Западной конференции. Самым результативным игроком серии стал защитник «лавин» Кейл Макар, который в четырёх матчах набрал 9 (2+7) очков.
| 31 мая 20:00 | Колорадо Эвеланш | 8 : 6 (3:2, 4:2, 1:2) | Эдмонтон Ойлерз | Болл-арена Зрителей: 18 044 |

| Отчёт | Отчёт                                                                             | Отчёт | Отчёт                                                | Отчёт                                                                      |
| --- | --------------------------------------------------------------------------------- | --- | ---------------------------------------------------- | -------------------------------------------------------------------------- |
| |                                                                                   | |                                                      |                                                                            |
| | Дарси Кемпер — 00:00-27:19 Павел Францоуз — 27:19-60:00                           | Вратари | 00:00-26:20 — Майк Смит 26:20-60:00 — Микко Коскинен | Судьи: Горд Дуайер Келли Сазерленд Линейные судьи: Брэд Ковачик Девин Берг |
| | Голы:                                                                             | |                                                      | Судьи: Горд Дуайер Келли Сазерленд Линейные судьи: Брэд Ковачик Девин Берг |
| Джей Ти Комфер — 05:40 (А. Ньюхук, А. Бураковски) Натан Маккиннон — 15:10 (Д. Тэйвз, К. Макар) Кейл Макар — 19:46 Назем Кадри (бол.) — 20:32 (Г. Ландескуг, М. Рантанен) Микко Рантанен — 24:40 (Н. Маккиннон, А. Лехконен) Джей Ти Комфер — 26:20 (К. Макар, Д. Тэйвз) Эндрю Коглиано — 36:20 (Л. О’Коннор) Габриэль Ландескуг (п.в.) — 59:38 | 0 : 1 : 1 2 : 1 2 : 2 3 : 2 4 : 2 4 : 3 5 : 3 6 : 3 7 : 3 7 : 4 7 : 5 7 : 6 8 : 6 | 05:04 — Эвандер Кейн (Р. Нюджент-Хопкинс, К. Ямамото) 19:37 — Зак Хайман (Б. Кулак, К. Макдэвид) 22:59 — Райан Маклауд (У. Фогель, Д. Нерс) 36:51 — Коннор Макдэвид (Л. Драйзайтль, Э. Кейн) 43:28 — Дерек Райан (З. Кассиан, Э. Бушар) 52:36 — Райан Нюджент-Хопкинс (бол.) (Л. Драйзайтль, К. Макдэвид) |                                                      | Судьи: Горд Дуайер Келли Сазерленд Линейные судьи: Брэд Ковачик Девин Берг |
| |                                                                                   | |                                                      | Судьи: Горд Дуайер Келли Сазерленд Линейные судьи: Брэд Ковачик Девин Берг |
| |                                                                                   | |                                                      | Судьи: Горд Дуайер Келли Сазерленд Линейные судьи: Брэд Ковачик Девин Берг |
| |                                                                                   | |                                                      | Судьи: Горд Дуайер Келли Сазерленд Линейные судьи: Брэд Ковачик Девин Берг |
| 4 мин | Штраф                                                                             | 4 мин |                                                      | Судьи: Горд Дуайер Келли Сазерленд Линейные судьи: Брэд Ковачик Девин Берг |
| |                                                                                   | |                                                      |                                                                            |
| | 47                                                                                | Броски | 37                                                   |                                                                            |

| 2 июня 20:00 | Колорадо Эвеланш | 4 : 0 (0:0, 3:0, 1:0) | Эдмонтон Ойлерз | Болл-арена Зрителей: 18 107 |

| Отчёт | Отчёт                   | Отчёт   | Отчёт     | Отчёт                                                                      |
| --- | ----------------------- | ------- | --------- | -------------------------------------------------------------------------- |
| |                         |         |           |                                                                            |
| | Павел Францоуз          | Вратари | Майк Смит | Судьи: Дэн О’Рурк Фредерик Л’Экюйе Линейные судьи: Стив Бартон Райан Дэйзи |
| | Голы:                   |         |           | Судьи: Дэн О’Рурк Фредерик Л’Экюйе Линейные судьи: Стив Бартон Райан Дэйзи |
| Арттури Лехконен — 23:58 (Н. Кадри, М. Рантанен) Джош Мэнсон — 24:13 (Н. Кадри, А. Лехконен) Микко Рантанен — 26:02 (Н. Кадри, Г. Ландескуг) Натан Маккиннон (бол.) — 55:20 (К. Макар) | 1 : 0 2 : 0 3 : 0 4 : 0 |         |           | Судьи: Дэн О’Рурк Фредерик Л’Экюйе Линейные судьи: Стив Бартон Райан Дэйзи |
| |                         |         |           | Судьи: Дэн О’Рурк Фредерик Л’Экюйе Линейные судьи: Стив Бартон Райан Дэйзи |
| |                         |         |           | Судьи: Дэн О’Рурк Фредерик Л’Экюйе Линейные судьи: Стив Бартон Райан Дэйзи |
| |                         |         |           | Судьи: Дэн О’Рурк Фредерик Л’Экюйе Линейные судьи: Стив Бартон Райан Дэйзи |
| 6 мин | Штраф                   | 16 мин  |           | Судьи: Дэн О’Рурк Фредерик Л’Экюйе Линейные судьи: Стив Бартон Райан Дэйзи |
| |                         |         |           |                                                                            |
| | 40                      | Броски  | 24        |                                                                            |

| 4 июня 20:00 | Эдмонтон Ойлерз | 2 : 4 (1:1, 0:1, 1:2) | Колорадо Эвеланш | Роджерс Плэйс Зрителей: 18 347 |

| Отчёт                                                                                   | Отчёт                           | Отчёт | Отчёт          | Отчёт                                                                      |
| --------------------------------------------------------------------------------------- | ------------------------------- | --- | -------------- | -------------------------------------------------------------------------- |
|                                                                                         |                                 | |                |                                                                            |
|                                                                                         | Майк Смит                       | Вратари | Павел Францоуз | Судьи: Уэс Макколи Эрик Фурлатт Линейные судьи: Кил Марчисон Джонни Мюррей |
|                                                                                         | Голы:                           | |                | Судьи: Уэс Макколи Эрик Фурлатт Линейные судьи: Кил Марчисон Джонни Мюррей |
| Коннор Макдэвид — 00:38 (З. Хайман, Д. Нерс) Райан Маклауд — 47:34 (Б. Кулак, Д. Райан) | 1 : 0 1 : 1 : 2 : 2 2 : 3 2 : 4 | 16:12 — Валерий Ничушкин (Б. Байрэм, Д. Тэйвз) 24:37 — Валерий Ничушкин (Д. Тэйвз, Н. Маккиннон) 52:42 — Джей Ти Комфер (Э. Коглиано) 59:30 — Микко Рантанен (п.в.) |                | Судьи: Уэс Макколи Эрик Фурлатт Линейные судьи: Кил Марчисон Джонни Мюррей |
|                                                                                         |                                 | |                | Судьи: Уэс Макколи Эрик Фурлатт Линейные судьи: Кил Марчисон Джонни Мюррей |
|                                                                                         |                                 | |                | Судьи: Уэс Макколи Эрик Фурлатт Линейные судьи: Кил Марчисон Джонни Мюррей |
|                                                                                         |                                 | |                | Судьи: Уэс Макколи Эрик Фурлатт Линейные судьи: Кил Марчисон Джонни Мюррей |
| 23 мин                                                                                  | Штраф                           | 4 мин |                | Судьи: Уэс Макколи Эрик Фурлатт Линейные судьи: Кил Марчисон Джонни Мюррей |
|                                                                                         |                                 | |                |                                                                            |
|                                                                                         | 29                              | Броски | 43             |                                                                            |

| 6 июня 20:00 | Эдмонтон Ойлерз | 5 : 6 (ОТ) (0:1, 3:0, 2:4, 0:1) | Колорадо Эвеланш | Роджерс Плэйс Зрителей: 18 347 |

| Отчёт | Отчёт                                                       | Отчёт | Отчёт          | Отчёт                                                                 |
| --- | ----------------------------------------------------------- | --- | -------------- | --------------------------------------------------------------------- |
| |                                                             | |                |                                                                       |
| | Майк Смит                                                   | Вратари | Павел Францоуз | Судьи: Крис Руни Жан Эбер Линейные судьи: Джонни Мюррей Райан Гиббонс |
| | Голы:                                                       | |                | Судьи: Крис Руни Жан Эбер Линейные судьи: Джонни Мюррей Райан Гиббонс |
| Зак Хайман — 27:39 (Л. Драйзайтль, Д. Нерс) Райан Нюджент-Хопкинс — 36:57 Коннор Макдэвид (бол.) — 38:54 (Л. Драйзайтль, Т. Бэрри) Зак Хайман — 43:55 (Л. Драйзайтль, К. Макдэвид) Зак Кассиан — 56:38 (Л. Драйзайтль, К. Макдэвид) | 0 : 1 : 1 2 : 1 3 : 1 3 : 2 4 : 2 4 : 3 4 : 4 : 5 : 5 5 : 6 | 03:46 — Кейл Макар (бол.) (А. Лехконен) 40:31 — Девон Тэйвз (Г. Ландескуг, К. Макар) 48:58 — Габриэль Ландескуг 53:30 — Натан Маккиннон (А. Лехконен, К. Макар) 54:47 — Микко Рантанен (бол.) (К. Макар, Г. Ландескуг) 61:19 — Арттури Лехконен (К. Макар, Д. Хелм) |                | Судьи: Крис Руни Жан Эбер Линейные судьи: Джонни Мюррей Райан Гиббонс |
| |                                                             | |                | Судьи: Крис Руни Жан Эбер Линейные судьи: Джонни Мюррей Райан Гиббонс |
| |                                                             | |                | Судьи: Крис Руни Жан Эбер Линейные судьи: Джонни Мюррей Райан Гиббонс |
| |                                                             | |                | Судьи: Крис Руни Жан Эбер Линейные судьи: Джонни Мюррей Райан Гиббонс |
| 4 мин | Штраф                                                       | 10 мин |                | Судьи: Крис Руни Жан Эбер Линейные судьи: Джонни Мюррей Райан Гиббонс |
| |                                                             | |                |                                                                       |
| | 35                                                          | Броски | 42             |                                                                       |

## Финал Кубка Стэнли
Североамериканское восточное время (UTC-4).

### «Колорадо Эвеланш» (Ц1) — «Тампа-Бэй Лайтнинг» (А3)
Первая встреча «Колорадо Эвеланш» и «Тампы-Бэй Лайтнинг» в плей-офф. В регулярном чемпионате 2021/22 «Эвеланш» выиграли у «Лайтнинг» оба матча. Для «Колорадо Эвеланш» этот финал является третьим в истории, в обоих своих предыдущих финалах команда завоёвывала Кубок Стэнли. «Тампа-Бэй Лайтнинг» участвует в финале в пятый раз и уже имеет на своём счету три Кубка Стэнли.
«Колорадо Эвеланш» победил в серии со счётом 4-2 и завоевал свой 3-й Кубок Стэнли. Самым ценным игроком плей-офф стал защитник «Эвеланш» Кейл Макар.
| 15 июня 20:00 | Колорадо Эвеланш | 4 : 3 (ОТ) (3:1, 0:2, 0:0, 1:0) | Тампа-Бэй Лайтнинг | Болл-арена Зрителей: 17 778 |

| Отчёт | Отчёт                                     | Отчёт | Отчёт              | Отчёт                                                                      |
| --- | ----------------------------------------- | --- | ------------------ | -------------------------------------------------------------------------- |
| |                                           | |                    |                                                                            |
| | Дарси Кемпер                              | Вратари | Андрей Василевский | Судьи: Горд Дуайер Келли Сазерленд Линейные судьи: Стив Бартон Райан Дэйзи |
| | Голы:                                     | |                    | Судьи: Горд Дуайер Келли Сазерленд Линейные судьи: Стив Бартон Райан Дэйзи |
| Габриэль Ландескуг — 07:47 (М. Рантанен, Б. Байрэм) Валерий Ничушкин — 09:23 (Н. Маккиннон) Арттури Лехконен (бол.) — 17:31 (М. Рантанен, Г. Ландескуг) Андре Бураковски — 61:23 (В. Ничушкин, Джей Ти Комфер) | 1 : 0 2 : 0 2 : 1 3 : 1 3 : 2 3 : 3 4 : 3 | 12:26 — Ник Пол (В. Хедман, Б. Пойнт) 32:51 — Ондржей Палат (Н. Кучеров, Р. Макдона) 33:39 — Михаил Сергачёв (Б. Хэйгел, Э. Сирелли) |                    | Судьи: Горд Дуайер Келли Сазерленд Линейные судьи: Стив Бартон Райан Дэйзи |
| |                                           | |                    | Судьи: Горд Дуайер Келли Сазерленд Линейные судьи: Стив Бартон Райан Дэйзи |
| |                                           | |                    | Судьи: Горд Дуайер Келли Сазерленд Линейные судьи: Стив Бартон Райан Дэйзи |
| |                                           | |                    | Судьи: Горд Дуайер Келли Сазерленд Линейные судьи: Стив Бартон Райан Дэйзи |
| 8 мин | Штраф                                     | 8 мин |                    | Судьи: Горд Дуайер Келли Сазерленд Линейные судьи: Стив Бартон Райан Дэйзи |
| |                                           | |                    |                                                                            |
| | 38                                        | Броски | 23                 |                                                                            |

| 18 июня 20:00 | Колорадо Эвеланш | 7 : 0 (3:0, 2:0, 2:0) | Тампа-Бэй Лайтнинг | Болл-арена Зрителей: 17 849 |

| Отчёт | Отчёт                                     | Отчёт   | Отчёт              | Отчёт                                                                  |
| --- | ----------------------------------------- | ------- | ------------------ | ---------------------------------------------------------------------- |
| |                                           |         |                    |                                                                        |
| | Дарси Кемпер                              | Вратари | Андрей Василевский | Судьи: Уэс Макколи Жан Эбер Линейные судьи: Кил Марчисон Джонни Мюррей |
| | Голы:                                     |         |                    | Судьи: Уэс Макколи Жан Эбер Линейные судьи: Кил Марчисон Джонни Мюррей |
| Валерий Ничушкин (бол.) — 02:54 (А. Бураковски, А. Ньюхук) Джош Мэнсон — 07:55 (Э. Коглиано, А. Ньюхук) Андре Бураковски — 13:52 (М. Рантанен, Д. Тэйвз) Валерий Ничушкин — 24:51 (М. Рантанен) Даррен Хелм — 36:26 (Л. О’Коннор) Кейл Макар (мен.) — 42:04 (Э. Коглиано) Кейл Макар (бол.) — 49:49 (М. Рантанен, Н. Маккиннон) | 1 : 0 2 : 0 3 : 0 4 : 0 5 : 0 6 : 0 7 : 0 |         |                    | Судьи: Уэс Макколи Жан Эбер Линейные судьи: Кил Марчисон Джонни Мюррей |
| |                                           |         |                    | Судьи: Уэс Макколи Жан Эбер Линейные судьи: Кил Марчисон Джонни Мюррей |
| |                                           |         |                    | Судьи: Уэс Макколи Жан Эбер Линейные судьи: Кил Марчисон Джонни Мюррей |
| |                                           |         |                    | Судьи: Уэс Макколи Жан Эбер Линейные судьи: Кил Марчисон Джонни Мюррей |
| 26 мин | Штраф                                     | 28 мин  |                    | Судьи: Уэс Макколи Жан Эбер Линейные судьи: Кил Марчисон Джонни Мюррей |
| |                                           |         |                    |                                                                        |
| | 30                                        | Броски  | 16                 |                                                                        |

| 20 июня 20:00 | Тампа-Бэй Лайтнинг | 6 : 2 (2:1, 4:1, 0:0) | Колорадо Эвеланш | Амали-арена Зрителей: 19 092 |

| Отчёт | Отчёт                                         | Отчёт | Отчёт                                                   | Отчёт                                                                 |
| --- | --------------------------------------------- | --- | ------------------------------------------------------- | --------------------------------------------------------------------- |
| |                                               | |                                                         |                                                                       |
| | Андрей Василевский                            | Вратари | 00:00-31:15 — Дарси Кемпер 31:15-60:00 — Павел Францоуз | Судьи: Горд Дуайер Крис Руни Линейные судьи: Райан Дэйзи Брэд Ковачик |
| | Голы:                                         | |                                                         | Судьи: Горд Дуайер Крис Руни Линейные судьи: Райан Дэйзи Брэд Ковачик |
| Энтони Сирелли — 13:03 (П. Марун) Ондржей Палат — 14:54 (С. Стэмкос) Ник Пол — 21:26 (Р. Колтон) Стивен Стэмкос — 27:52 (Н. Кучеров, З. Богосян) Патрик Марун — 31:15 (Н. Кучеров, В. Хедман) Кори Перри (бол.) — 34:58 (О. Палат, В. Хедман) | 0 : 1 : 1 2 : 1 3 : 1 3 : 2 4 : 2 5 : 2 6 : 2 | 08:19 — Габриэль Ландескуг (бол.) (М. Рантанен, К. Макар) 24:43 — Габриэль Ландескуг (бол.) (К. Макар, М. Рантанен) |                                                         | Судьи: Горд Дуайер Крис Руни Линейные судьи: Райан Дэйзи Брэд Ковачик |
| |                                               | |                                                         | Судьи: Горд Дуайер Крис Руни Линейные судьи: Райан Дэйзи Брэд Ковачик |
| |                                               | |                                                         | Судьи: Горд Дуайер Крис Руни Линейные судьи: Райан Дэйзи Брэд Ковачик |
| |                                               | |                                                         | Судьи: Горд Дуайер Крис Руни Линейные судьи: Райан Дэйзи Брэд Ковачик |
| 27 мин | Штраф                                         | 31 мин |                                                         | Судьи: Горд Дуайер Крис Руни Линейные судьи: Райан Дэйзи Брэд Ковачик |
| |                                               | |                                                         |                                                                       |
| | 33                                            | Броски | 39                                                      |                                                                       |

| 22 июня 20:00 | Тампа-Бэй Лайтнинг | 2 : 3 (ОТ) (1:0, 1:1, 0:1, 0:1) | Колорадо Эвеланш | Амали-арена Зрителей: 19 092 |

| Отчёт                                                               | Отчёт                       | Отчёт | Отчёт        | Отчёт                                                                       |
| ------------------------------------------------------------------- | --------------------------- | --- | ------------ | --------------------------------------------------------------------------- |
|                                                                     |                             | |              |                                                                             |
|                                                                     | Андрей Василевский          | Вратари | Дарси Кемпер | Судьи: Уэс Макколи Келли Сазерленд Линейные судьи: Стив Бартон Кил Марчисон |
|                                                                     | Голы:                       | |              | Судьи: Уэс Макколи Келли Сазерленд Линейные судьи: Стив Бартон Кил Марчисон |
| Энтони Сирелли — 00:36 (Э. Чернак) Виктор Хедман — 30:42 (Я. Рутта) | 1 : 0 1 : 1 2 : 1 2 : 2 : 3 | 25:17 — Натан Маккиннон (бол.) (М. Рантанен, К. Макар) 42:53 — Эндрю Коглиано (Н. Штурм, Д. Хелм) 72:02 — Назем Кадри (А. Лехконен, Д. Кемпер) |              | Судьи: Уэс Макколи Келли Сазерленд Линейные судьи: Стив Бартон Кил Марчисон |
|                                                                     |                             | |              | Судьи: Уэс Макколи Келли Сазерленд Линейные судьи: Стив Бартон Кил Марчисон |
|                                                                     |                             | |              | Судьи: Уэс Макколи Келли Сазерленд Линейные судьи: Стив Бартон Кил Марчисон |
|                                                                     |                             | |              | Судьи: Уэс Макколи Келли Сазерленд Линейные судьи: Стив Бартон Кил Марчисон |
| 4 мин                                                               | Штраф                       | 4 мин |              | Судьи: Уэс Макколи Келли Сазерленд Линейные судьи: Стив Бартон Кил Марчисон |
|                                                                     |                             | |              |                                                                             |
|                                                                     | 39                          | Броски | 37           |                                                                             |

| 24 июня 20:00 | Колорадо Эвеланш | 2 : 3 (0:1, 1:1, 1:1) | Тампа-Бэй Лайтнинг | Болл-арена Зрителей: 18 015 |

| Отчёт                                                                                        | Отчёт                     | Отчёт | Отчёт              | Отчёт                                                                |
| -------------------------------------------------------------------------------------------- | ------------------------- | --- | ------------------ | -------------------------------------------------------------------- |
|                                                                                              |                           | |                    |                                                                      |
|                                                                                              | Дарси Кемпер              | Вратари | Андрей Василевский | Судьи: Жан Эбер Крис Руни Линейные судьи: Брэд Ковачик Джонни Мюррей |
|                                                                                              | Голы:                     | |                    | Судьи: Жан Эбер Крис Руни Линейные судьи: Брэд Ковачик Джонни Мюррей |
| Валерий Ничушкин — 25:07 (К. Макар, Н. Маккиннон) Кейл Макар — 42:31 (Д. Тэйвз, В. Ничушкин) | 0 : 1 : 1 1 : 2 : 2 2 : 3 | 15:23 — Ян Рутта (К. Перри, М. Сергачёв) 28:10 — Никита Кучеров (бол.) (С. Стэмкос, К. Перри) 53:38 — Ондржей Палат (В. Хедман, М. Сергачёв) |                    | Судьи: Жан Эбер Крис Руни Линейные судьи: Брэд Ковачик Джонни Мюррей |
|                                                                                              |                           | |                    | Судьи: Жан Эбер Крис Руни Линейные судьи: Брэд Ковачик Джонни Мюррей |
|                                                                                              |                           | |                    | Судьи: Жан Эбер Крис Руни Линейные судьи: Брэд Ковачик Джонни Мюррей |
|                                                                                              |                           | |                    | Судьи: Жан Эбер Крис Руни Линейные судьи: Брэд Ковачик Джонни Мюррей |
| 10 мин                                                                                       | Штраф                     | 6 мин |                    | Судьи: Жан Эбер Крис Руни Линейные судьи: Брэд Ковачик Джонни Мюррей |
|                                                                                              |                           | |                    |                                                                      |
|                                                                                              | 37                        | Броски | 29                 |                                                                      |

| 26 июня 20:00 | Тампа-Бэй Лайтнинг | 1 : 2 (1:0, 0:2, 0:0) | Колорадо Эвеланш | Амали-арена Зрителей: 19 092 |

| Отчёт                             | Отчёт              | Отчёт                                                                                                 | Отчёт        | Отчёт                                                                      |
| --------------------------------- | ------------------ | --- | ------------ | -------------------------------------------------------------------------- |
|                                   |                    | |              |                                                                            |
|                                   | Андрей Василевский | Вратари                                                                                               | Дарси Кемпер | Судьи: Горд Дуайер Келли Сазерленд Линейные судьи: Стив Бартон Райан Дэйзи |
|                                   | Голы:              | |              | Судьи: Горд Дуайер Келли Сазерленд Линейные судьи: Стив Бартон Райан Дэйзи |
| Стивен Стэмкос — 03:48 (О. Палат) | 1 : 0 1 : 1 : 2    | 21:54 — Натан Маккиннон (Б. Байрэм, Г. Ландескуг) 32:28 — Арттури Лехконен (Н. Маккиннон, Дж. Мэнсон) |              | Судьи: Горд Дуайер Келли Сазерленд Линейные судьи: Стив Бартон Райан Дэйзи |
|                                   |                    | |              | Судьи: Горд Дуайер Келли Сазерленд Линейные судьи: Стив Бартон Райан Дэйзи |
|                                   |                    | |              | Судьи: Горд Дуайер Келли Сазерленд Линейные судьи: Стив Бартон Райан Дэйзи |
|                                   |                    | |              | Судьи: Горд Дуайер Келли Сазерленд Линейные судьи: Стив Бартон Райан Дэйзи |
| 2 мин                             | Штраф              | 2 мин                                                                                                 |              | Судьи: Горд Дуайер Келли Сазерленд Линейные судьи: Стив Бартон Райан Дэйзи |
|                                   |                    | |              |                                                                            |
|                                   | 23                 | Броски                                                                                                | 30           |                                                                            |

## Статистика игроков

### Полевые игроки
| Игрок              | Команда            | И  | Г  | П  | Очки | +/- |
| ------------------ | ------------------ | -- | -- | -- | ---- | --- |
| Коннор Макдэвид    | Эдмонтон Ойлерз    | 16 | 10 | 23 | 33   | +15 |
| Леон Драйзайтль    | Эдмонтон Ойлерз    | 16 | 7  | 25 | 32   | +4  |
| Кейл Макар         | Колорадо Эвеланш   | 20 | 8  | 21 | 29   | +7  |
| Никита Кучеров     | Тампа-Бэй Лайтнинг | 23 | 8  | 19 | 27   | +7  |
| Микко Рантанен     | Колорадо Эвеланш   | 20 | 5  | 20 | 25   | +3  |
| Натан Маккиннон    | Колорадо Эвеланш   | 20 | 13 | 11 | 24   | +11 |
| Мика Зибанежад     | Нью-Йорк Рейнджерс | 20 | 10 | 14 | 24   | 0   |
| Адам Фокс          | Нью-Йорк Рейнджерс | 20 | 5  | 18 | 23   | 0   |
| Габриэль Ландескуг | Колорадо Эвеланш   | 20 | 11 | 11 | 22   | +15 |
| Ондржей Палат      | Тампа-Бэй Лайтнинг | 23 | 11 | 10 | 21   | +10 |

### Вратари
Указаны вратари сыгравшие не менее 420 минут
| Игрок              | Команда             | И  | В  | КН   | %ОБ  | СМ |
| ------------------ | ------------------- | -- | -- | ---- | ---- | -- |
| Джейк Оттинджер    | Даллас Старз        | 7  | 3  | 1.81 | 95,4 | 1  |
| Антти Раанта       | Каролина Харрикейнз | 13 | 6  | 2.26 | 92,2 | 1  |
| Андрей Василевский | Тампа-Бэй Лайтнинг  | 23 | 14 | 2.52 | 92,2 | 1  |
| Дарси Кемпер       | Колорадо Эвеланш    | 16 | 10 | 2.57 | 90,2 | 1  |
| Игорь Шестёркин    | Нью-Йорк Рейнджерс  | 20 | 10 | 2.59 | 92,9 | 0  |